# Albertstadt

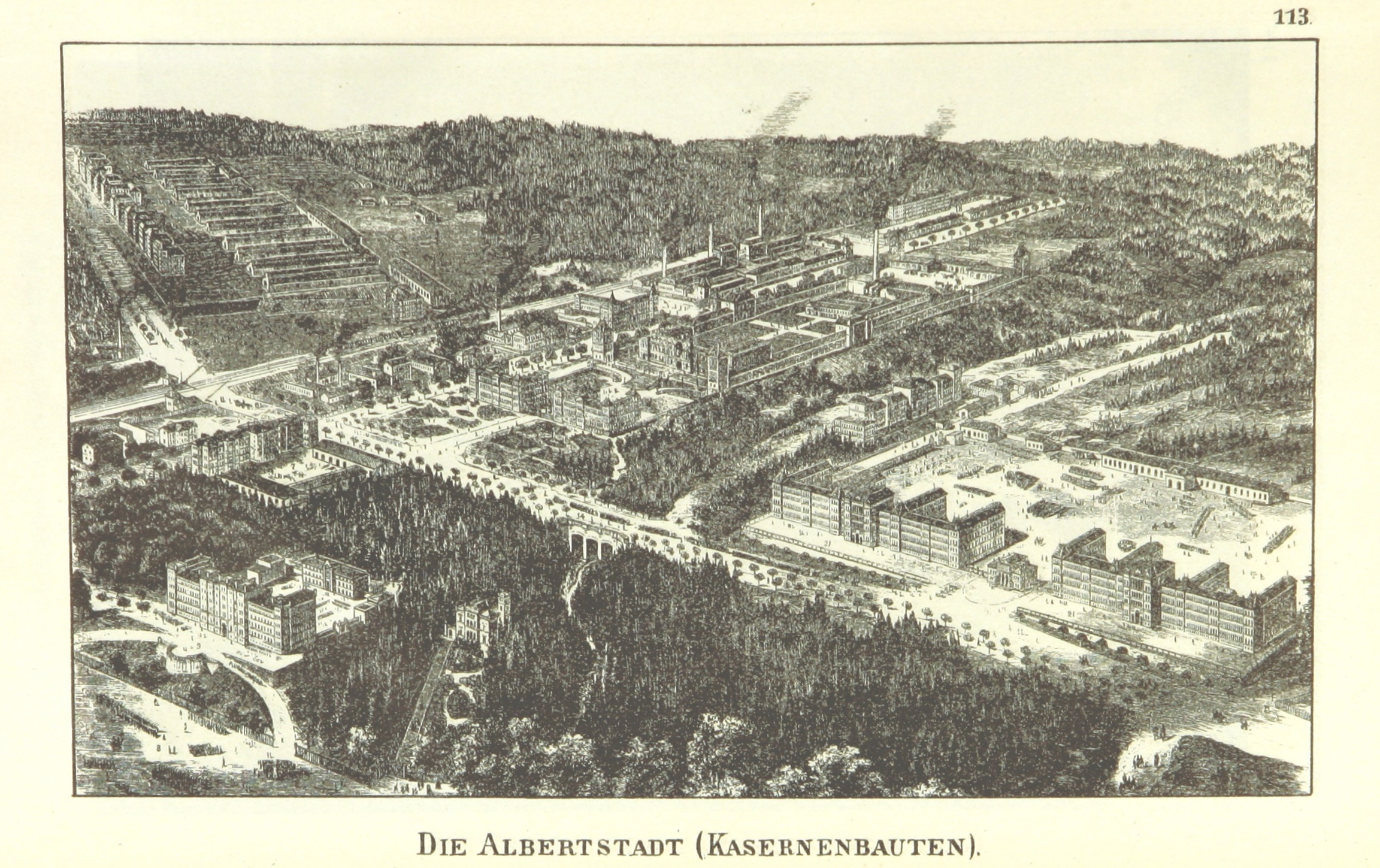
Kasernenbauten in der Albertstadt, in der Mitte die Carolabrücke über die Prießnitz, Zeichnung von Bruno Krause, um 1890

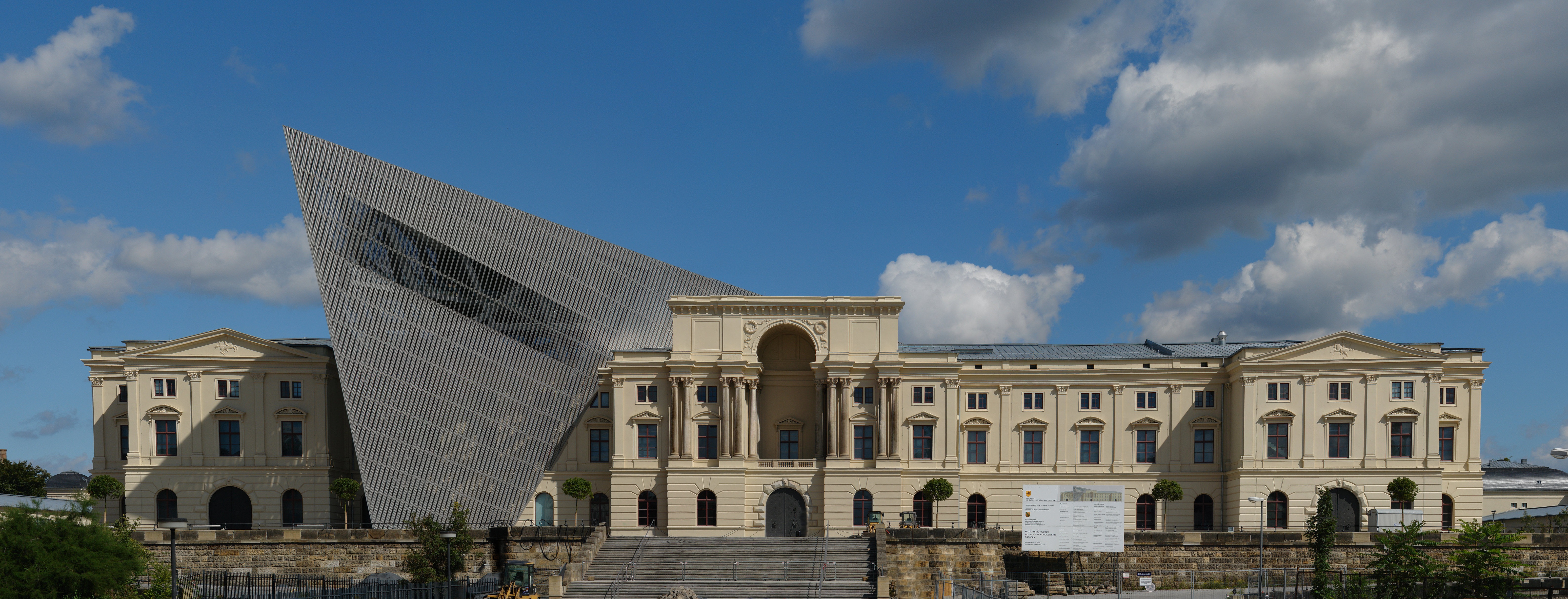
Albertstadt: Das Militärhistorische Museum der Bundeswehr nach der Umgestaltung durch Daniel Libeskind

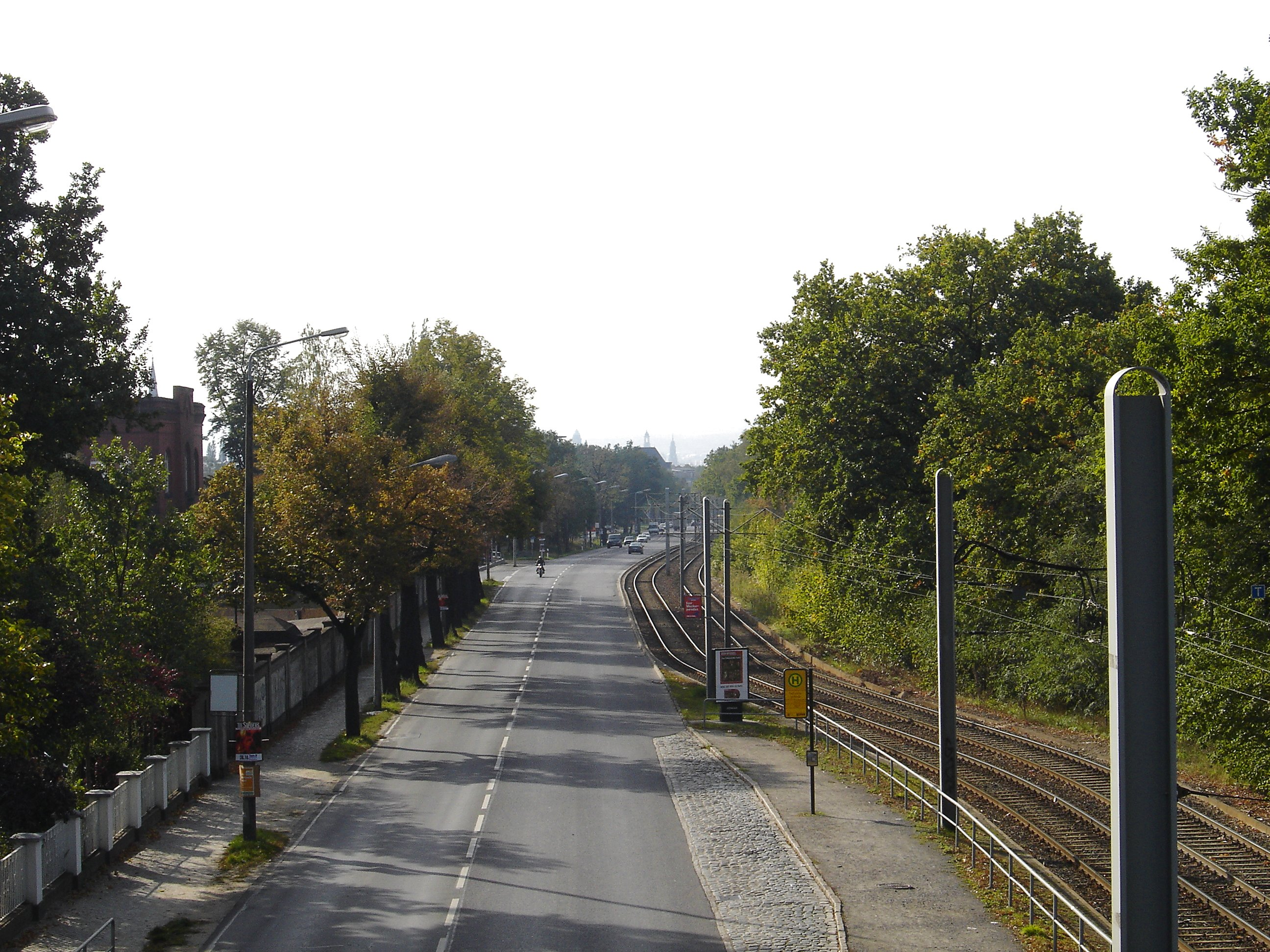
Albertstadt: Die Königsbrücker Straße – Blick in Richtung Stadt

Die Albertstadt ist ein Stadtteil der sächsischen Landeshauptstadt Dresden und war eine der größten zusammenhängenden Kasernenanlagen Deutschlands. Ihren Namen trägt sie zu Ehren König Alberts I., der als Kronprinz im Deutsch-Französischen Krieg 1870/71 – zwei Jahre vor Gründung der Albertstadt – Befehlshaber der  Maasarmee war. Sie ist neben der Friedrichstadt, der Johannstadt und der Antonstadt eine der nach einem sächsischen Monarchen benannten Vorstädte Dresdens, nahm aber als Militärstadt eine Sonderrolle unter diesen ein.
Die Rolle des Stadtteils und dessen Struktur wandelte sich mehrmals. So beherbergte die Albertstadt eine der größten zusammenhängenden Industriesiedlungen der Stadt und wandelte sich zur Kultur- und Verwaltungsstadt der Gegenwart.

## Geografie

### Lage

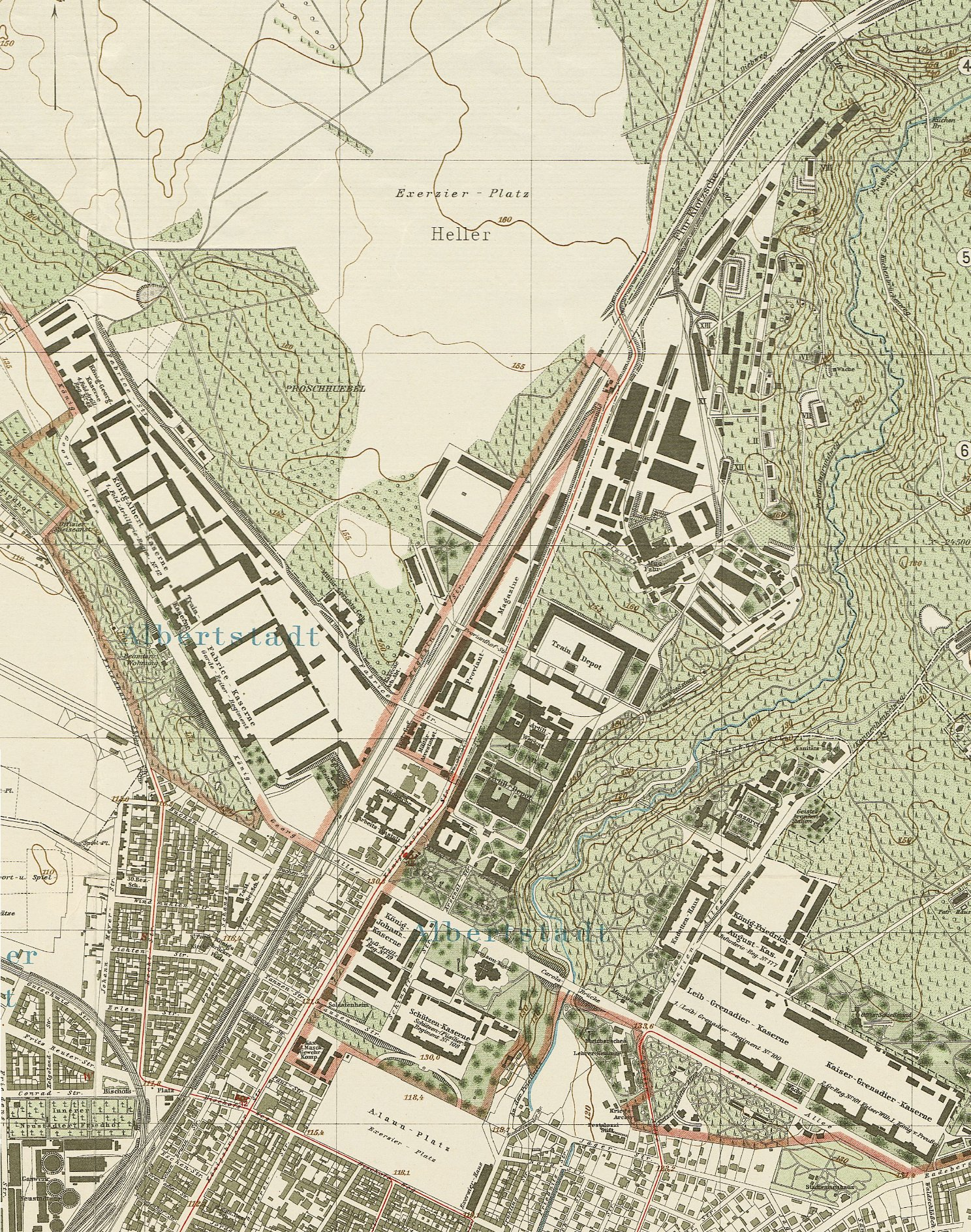
Die Albertstadt 1917; gekennzeichnet durch die Lage zwischen Wald und Gründerzeitbebauung

Die Albertstadt befindet sich im Dresdner Norden, etwa drei Kilometer vom Stadtzentrum, der Inneren Altstadt, entfernt. Umgeben ist sie von der Radeberger Vorstadt, der Antonstadt und der Leipziger Vorstadt im Süden, der Dresdner Heide sowie dem Heller im Norden. Sie wird einerseits durch den Verkehrskorridor der Königsbrücker Straße und der Ferneisenbahn nach Görlitz geteilt sowie andererseits durch die Flussaue der Prießnitz, die den Komplex von Norden nach Süden durchfließt, so dass die Grünflächen der Dresdner Heide bis an die dicht bebaute Äußere Neustadt reichen. Nur im Nordwesten setzt sich das bebaute Stadtgebiet hinter dem Heller in Hellerau und Klotzsche fort.
Im Südosten ist der Stadtteil nur etwa 700 Meter von der Elbe entfernt, liegt aber schon dort mit 125 Meter über dem Höhenniveau der Talsohle (113 m ü. NN) und erreicht auf dem zum Industriegelände und zum Heller ansteigenden Gelände spürbar oberhalb der Innenstadt gelegene Höhen bis zu 175 m ü. NN; markant ist der Proschhübel mit 164,4 m ü. NN.
Durch die Eingemeindungen großflächiger Landgemeinden und der Dresdner Heide liegt die Albertstadt relativ zentral in der Fläche Dresdens.

### Nachbarstadtteile
|                    | Heller                                      |                |
| Leipziger Vorstadt | Kompassrose, die auf Nachbargemeinden zeigt | Dresdner Heide |
| Äußere Neustadt    | Radeberger Vorstadt                         |                |

### Strukturcharakter
Die meisten nach Dresden eingegliederten Stadtteile lassen sich anhand der historischen Dorfkerne beschreiben, die häufig noch ganz oder zumindest in Teilen existieren. Auch in den Vorstädten gibt es teilweise noch historische Dorfkerne, so wie in Kaditz oder Loschwitz. Der Albertstadt fehlt solch ein Platz, da sie planmäßig als Militärstadt auf einer zuvor nicht besiedelten Fläche angelegt wurde. Die Kasernen wurden zwischen der Stadt und dem Heller beziehungsweise der Dresdner Heide errichtet, so dass sehr viel Platz für Schießstände und Übungsgelände direkt hinter den Kasernen zur Verfügung stand.
So weist die Albertstadt in weiten Teilen den Charakter einer Planstadt auf, der ein Achsenkonzept zugrunde liegt. Damit besitzt sie auch kein repräsentatives Zentrum, anhand dessen man die umso heterogenere Struktur der Albertstadt darstellen könnte.
Am Olbrichtplatz, dem zentralen militärischen Platz, lässt sich das Kasernengebiet an der breiten Paradestraße Stauffenbergallee begreifen. Dort stehen die Gebäude, durch Grünflächen und Parks getrennt, in größeren Abständen. Wege kreuzen sich orthogonal oder in halbrechten Winkeln. Die Gebäudeausrichtung in den einzelnen Komplexen folgt zudem stark einer symmetrischen Anordnung zumindest der Hauptgebäude.
Der Aufbau des Industriegebiets („Industriegelände“) mit den viel organischer verlaufenden Straßen und gekrümmten Grundstücksverläufen steht dieser Planmäßigkeit entgegen. Der Verlauf der industriellen Strukturen leitet sich vom östlich begrenzenden Lauf der Prießnitz ab, auch wenn die Eisenbahnstrecke und die Königsbrücker Straße ebenfalls eine Achse bilden, an die sich das Gebiet anlehnt.

### Natur

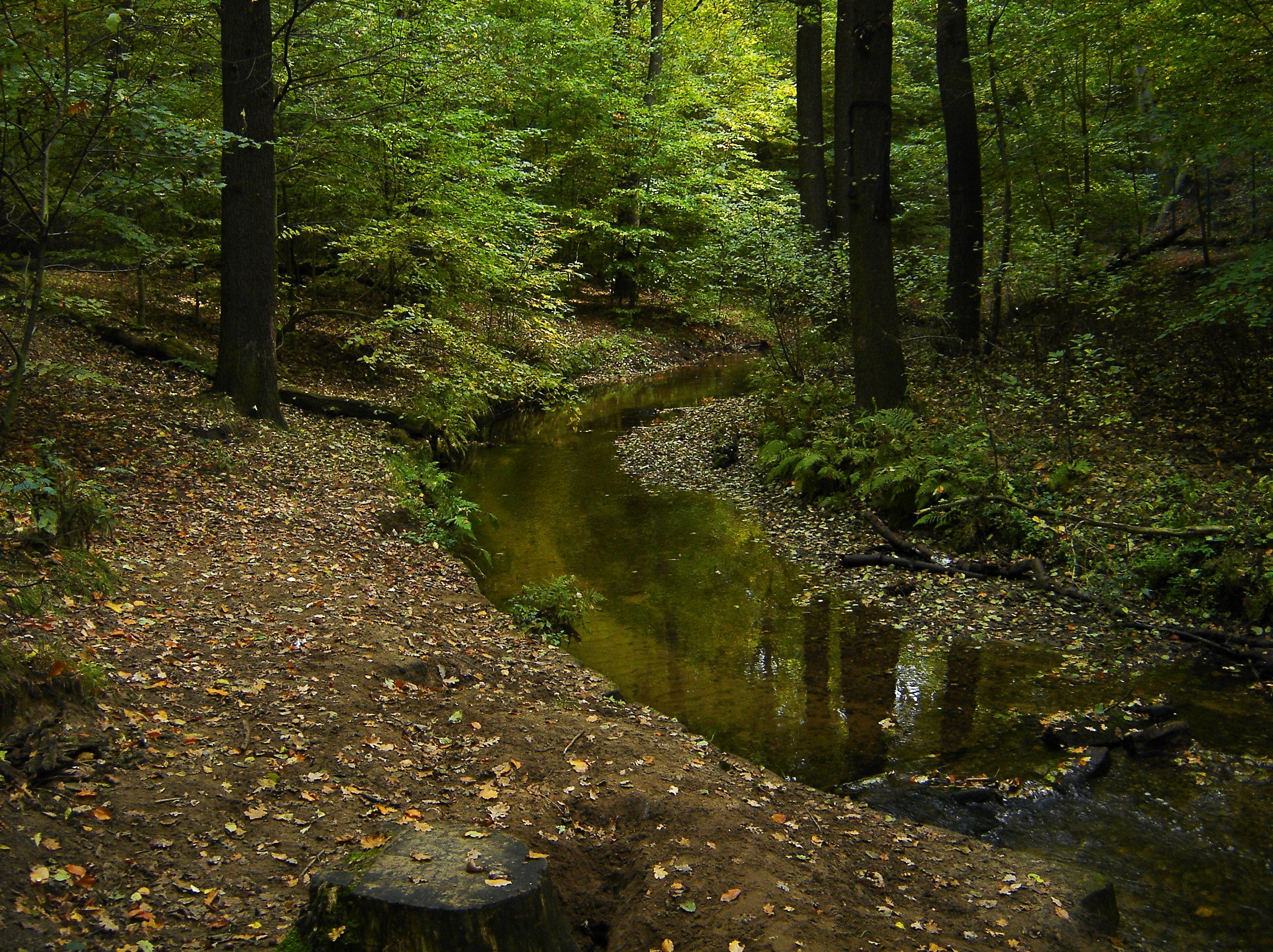
Die Prießnitz zwischen Offizierschule und Arsenalkomplex

Die Albertstadt liegt in einem Bereich Dresdens, der den Übergang vom fluviatil erodierten Tal der Elbe zur pleistozän geformten norddeutschen Landschaft darstellt. Sie gehört in den Naturraum Westlausitzer Hügel- und Bergland. Die Albertstadt liegt auf dem mäßig nach Norden aufsteigenden Hang eines Sanders, der in der Saaleeiszeit entstand und eine der südlichsten Ausdehnungen des Fennoskandischen Eisschildes markiert.
Diese Ablagerungen durchbricht das Kerbsohlental der Prießnitz. Dieses wurde als bedeutendste Auwaldzone der sonst trocken-sandigen Dresdner Heide unter den Schutz der Fauna-Flora-Habitat-Richtlinie gestellt (FFH 161 in Sachsen). Damit sollen die vorwiegenden Erlen-Eschenbruchwälder in der teilweise auch durch Moorabschnitte gekennzeichneten Tallandschaft geschützt werden. Einher geht das Ziel, die Prießnitz zu deregulieren, Langsamstellen zu schaffen sowie Buchenwaldtypen und anderen Weichholzauen Habitate zu bieten. Dieses Schutzgebiet reicht bis zum Prießnitztalviadukt (vormals Carolabrücke) der Stauffenbergallee in die Albertstadt hinein. Das Fauna-Flora-Habitat-Gebiet der Dünen- und Offenlandschaft des Hellers schließt unmittelbar im Norden an die Albertstadt an.
Entlang der Stauffenbergallee, also das Fauna-Flora-Habitat kreuzend, verläuft eine Parklandschaft entlang der breiten Allee, die vor allem auf dem Olbrichtplatz eine geschlossene Laubbaumvegetation aufweist.

### Verkehrsgeografie

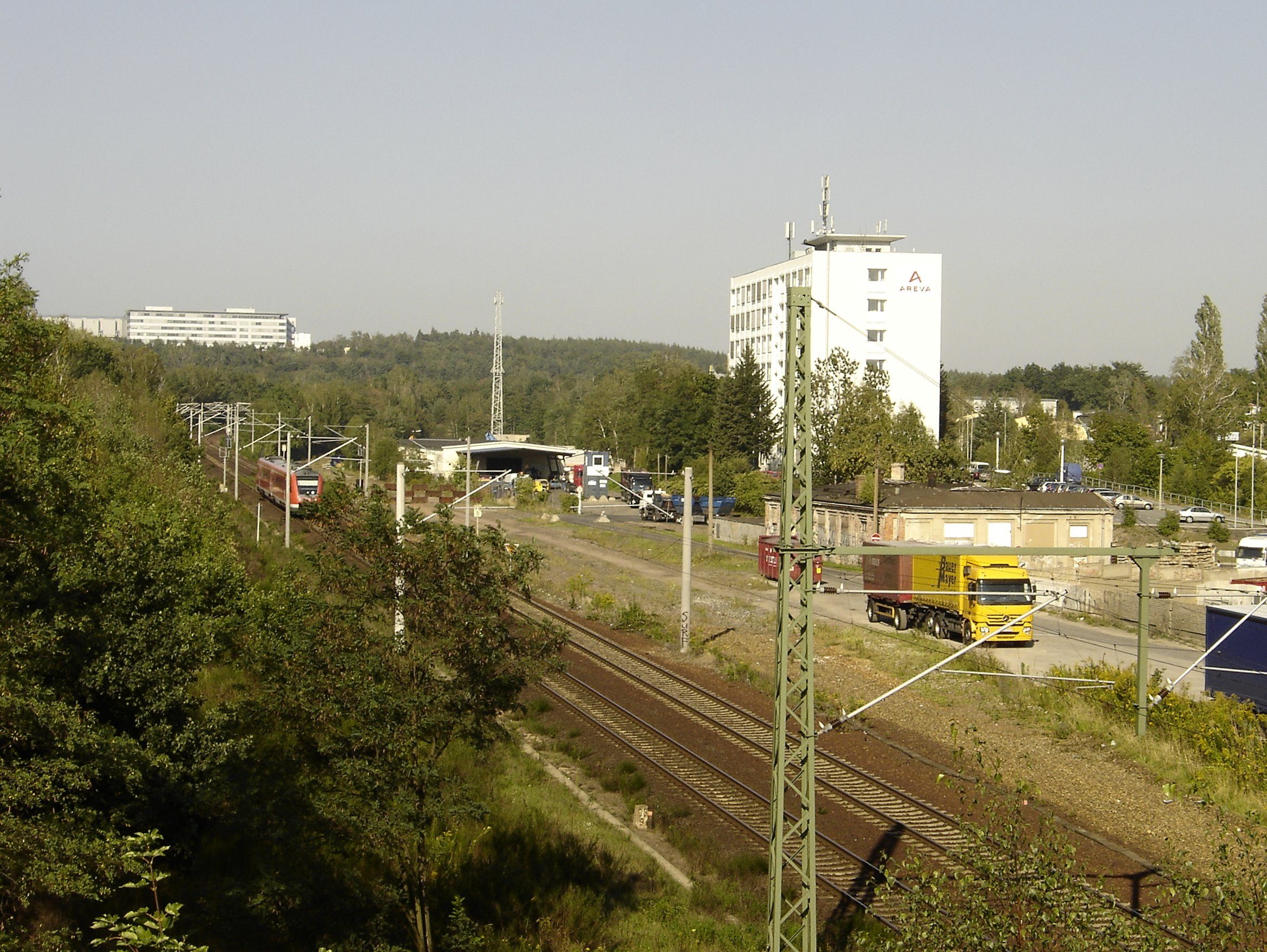
Die Ferneisenbahn im Norden der Albertstadt auf Höhe des Industriegeländes

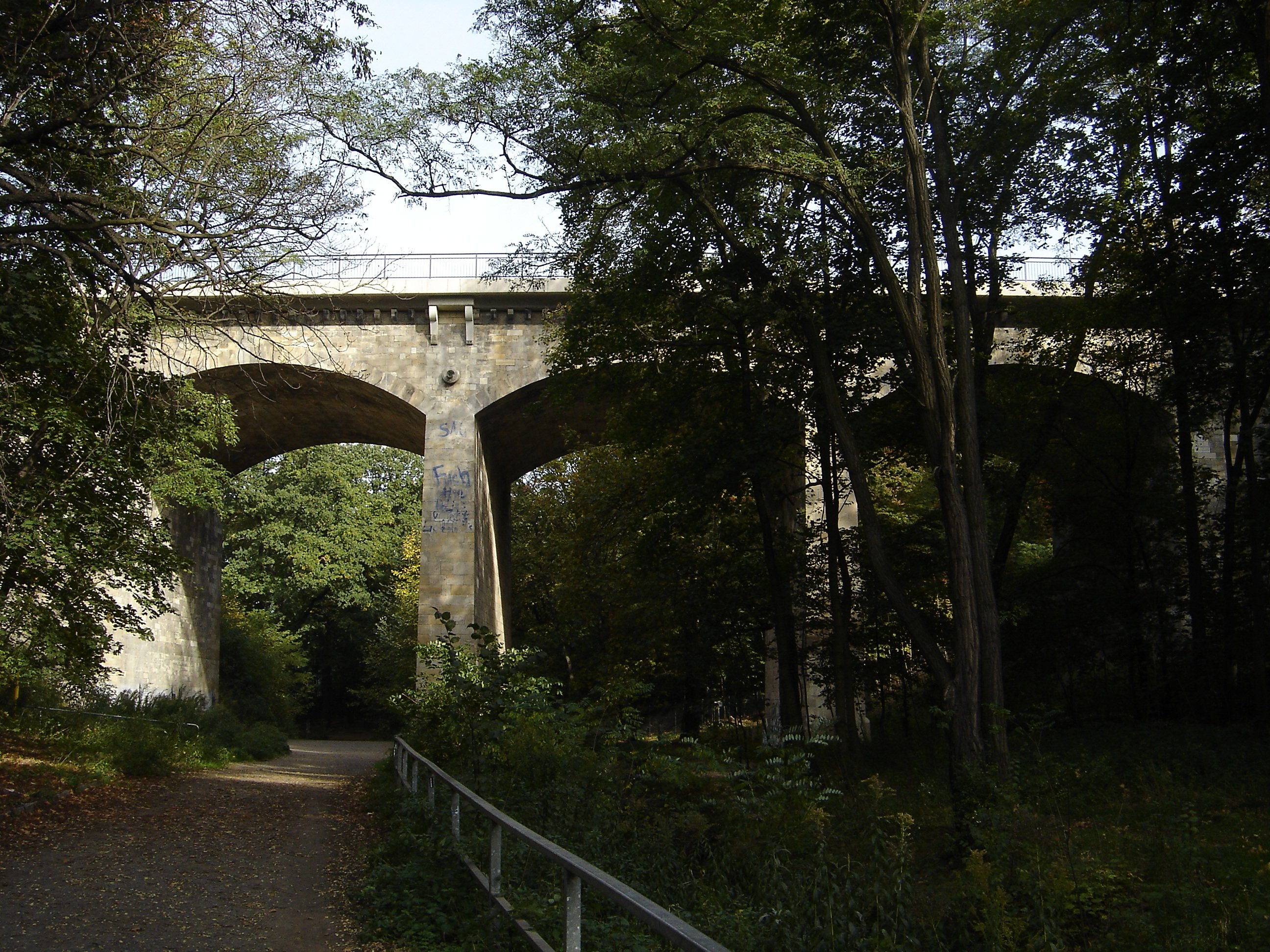
Prießnitztalviadukt der Stauffenbergallee (Blick nach Norden)

Wichtig für die Kasernenanlage war die Lage an der Sächsisch-Schlesischen Eisenbahn, die sie mit dem übrigen Eisenbahnnetz verband. Dadurch konnten Truppen einfacher verlegt werden und mussten nicht die von der Zivilbevölkerung bewohnten Stadtteile durchqueren. Spätere Artillerieregimenter benötigten auch größere Schießplätze, die vornehmlich in Jüterbog, in der Westlausitz und der Oberlausitz lagen und mit der Eisenbahn erreichbar waren. Der zur Albertstadt gehörende Truppenübungsplatz Königsbrück war ebenfalls über die Eisenbahn zu erreichen. Bis ins Jahr 2004 war das vor allem von den 1890ern bis in die 1940er Jahre aufgebaute (Rüstungs-)Industriegelände an die Eisenbahnstrecke angebunden.
Die Albertstadt erstreckt sich um die beiden Hauptachsen aus Prinz-Georg-Allee in Verlängerung der Carolaallee und Königsbrücker Straße. Carolaallee und Prinz-Georg-Allee wurden zu Ehren des Obersten Claus Schenk Graf von Stauffenberg in Stauffenbergallee umbenannt. Der Paradeplatz vor dem Arsenal (heute Militärhistorisches Museum der Bundeswehr), ursprünglich als Königsplatz bezeichnet, wurde nach 1990 in Olbrichtplatz umbenannt. Friedrich Olbricht, späterer General der Infanterie, war von 1933 bis 1939 Divisionskommandeur in Dresden und Teil der Widerstandsgruppe um Stauffenberg. Ganz im Osten befinden sich die Zubringertunnel der Waldschlößchenbrücke.
In der Albertstadt gibt es elf Bus- sowie neun Straßenbahnhaltestellen und daneben noch den S-Bahnhof Industriegelände. Obwohl nur zwei orthogonale Verkehrsstraßen im öffentlichen Personennahverkehr bedient werden, erreicht der öffentliche Nahverkehr 87 % der Bevölkerung gut. Auf der Königsbrücker Straße verkehren die beiden Straßenbahnlinien 7 und 8 der Dresdner Verkehrsbetriebe, die am Olbrichtplatz die Buslinie 64 kreuzen, die auf der Stauffenbergallee verläuft. Am S-Bahnhof Industriegelände halten neben S-Bahnen der Linie S 2 und S 8 auch mehrere Regionalbahnlinien, so dass dieser Bahnhof fünfmal pro Stunde mit dem Bahnhof Dresden-Neustadt verbunden wird. Die Fahrzeit dorthin beträgt vier Minuten. Daneben sind 812 PKW je 1000 Einwohner bzw. 940 PKW je 1000 erwachsene Einwohner angemeldet.
Bis 1945 verkehrte noch die Straßenbahnlinie 9 vom Albertplatz über die Bautzner Straße kommend eingleisig durch die Forststraße und Marienallee bis zum Endpunkt Grenadierkaserne vor dem ehemaligen Wachgebäude (vgl. die Karte von 1917).
Weiterhin bestand ebenfalls bis 1945 die Strecke der Linie 5 vom Bischofsplatz durch die Hechtstraße, die ursprünglich in Höhe Buchenstraße endete und 1926 bis zum Sankt-Pauli-Friedhof verlängert wurde. Der eigene Gleiskörper unterhalb des Hechtparks ist heute noch als Grünstreifen deutlich erkennbar.

### Bevölkerungsgeografie
Die Albertstadt hat knapp 3200 Einwohner. Mit 7,55 km² gehört sie zu den flächengrößten Stadtteilen in Dresden, wodurch sich ob dieser Fläche eine niedrige Bevölkerungsdichte von 425 Einwohnern pro km² ergibt. 2007 lebten ca. 2000 Einwohner in der Albertstadt. Durch verschiedene Neubauprojekte ist die Einwohnerzahl in den letzten Jahren deutlich gestiegen. Dieser Wert ist vergleichbar mit denen der Dresdner Ortschaften in Stadtrandlage und steht im starken Kontrast zur Äußeren Neustadt, die in unmittelbarer Nachbarschaft südlich des Alaunplatzes beginnt und mit 11.526 Einwohnern je km² die höchste Dichte in Dresden aufweist. Auch die Gartenstadt Hellerau und der gründerzeitlich geprägte Vorort Klotzsche im Norden sind dichter bevölkert.
Die durchschnittliche Wohndauer im Stadtteil liegt bei etwa fünf Jahren. Dies hat Auswirkungen auf die Altersverteilung mit einem Durchschnittsalter von 38,7 Jahren. Gegenüber der gesamten Stadt fällt vor allem die fast doppelt so starke Gruppe der 20- bis 30-Jährigen auf. Die Albertstadt wurde als Wohngegend erst in den Nachwendejahren erschlossen, so ist der Anteil der Senioren etwas geringer als in der gesamten Stadt.
Familien mit Kindern unter 18 Jahren machen etwa ein Fünftel der Haushalte aus. Im Jahr 2011 wurden auf 1000 Einwohner 15 Menschen geboren; ein Wert, der ebenfalls über dem Durchschnitt aller Stadtteile liegt. 13,5 % der Einwohner der Albertstadt sind nicht erwachsen.

### Statistischer Stadtteil und Gemarkungen
Die Albertstadt bildet innerhalb des Stadtbezirks Neustadt einen statistischen Stadtteil, für den diese Zahlen angegeben sind. Dieser Stadtteil setzt sich hauptsächlich aus dem nördlichen Teil der Gemarkung Neustadt sowie je einem kleineren südlichen Teil der Gemarkungen Hellerberge und Klotzsche zusammen. Das Gebiet der Kleingartenanlage „Hellersiedlung“ (siehe unten) wurde 1991 im Zuge der Neugliederung des Dresdner Stadtgebiets der Albertstadt zugeteilt, hat den Stadtteil jedoch nur flächenmäßig vergrößert.

## Geschichte

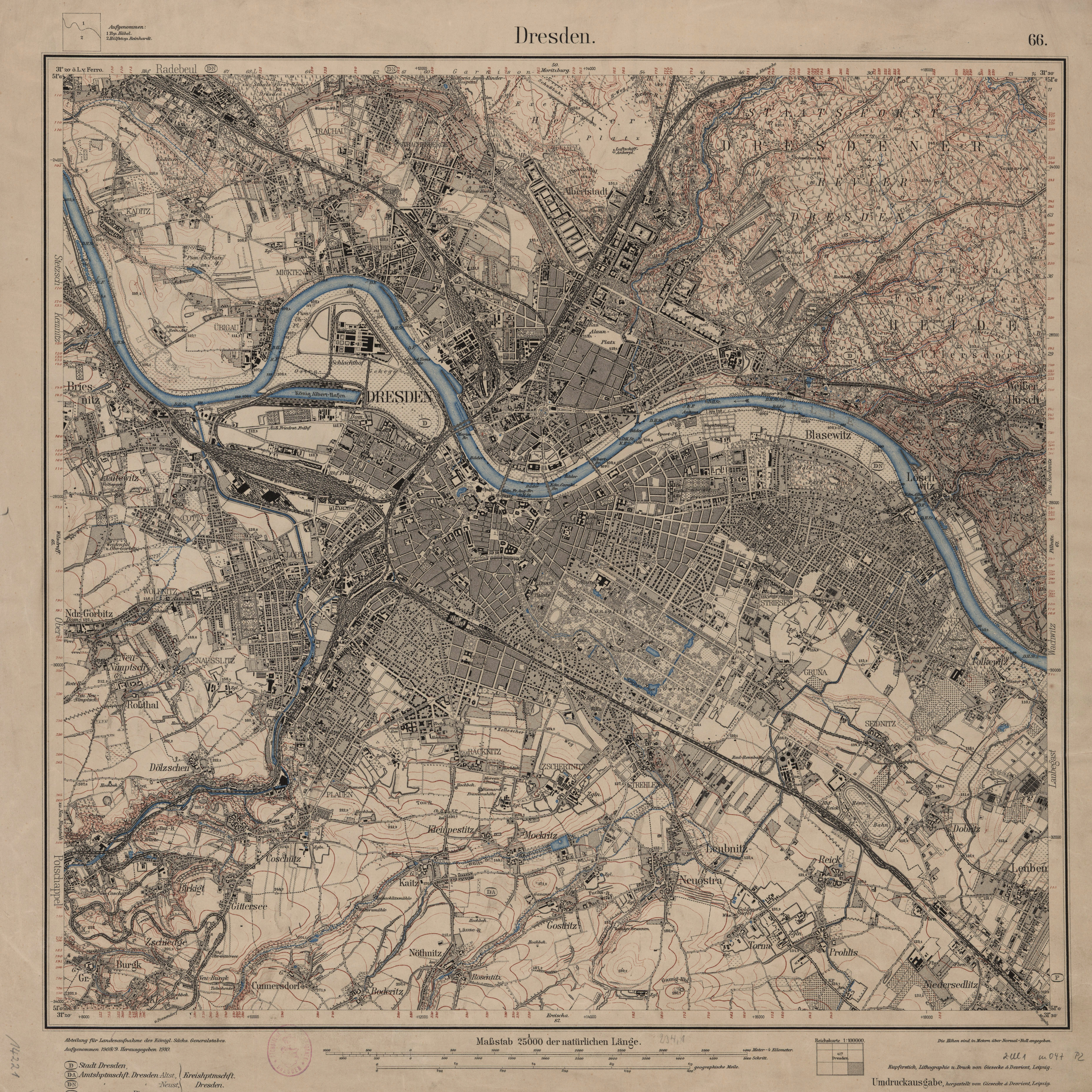
1910: „Luftschiff-Ankerplatz“ auf dem Heller

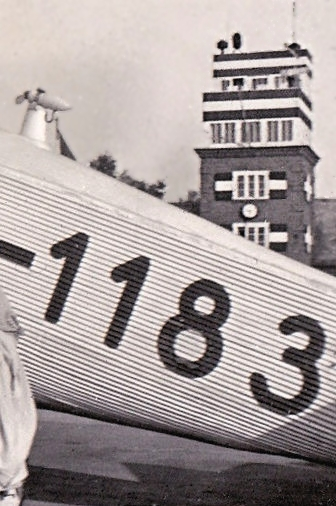
Alter Flughafen Dresden (Heller)

Seit der Einweihung im Jahr 1877 wurden in den Kasernen Einheiten verschiedener Waffengattungen untergebracht. Auch in der Gegenwart dient noch ein kleiner Teil militärischen Zwecken. Bedeutende Zäsuren waren das Ende des Ersten Weltkriegs, als das Industriegelände herausgelöst wurde, und das Ende des Zweiten Weltkriegs, als abermals eine Vielzahl der Gebäude zivil umgenutzt wurde.
Auf dem zum statistischen Stadtteil Albertstadt gehörenden Teil des Hellers befand sich von 1926 bis 1935 der zweite Dresdner Flughafen. Das nach heutigen Maßstäben winzige Abfertigungsgebäude lag neben der Bahnlinie in Höhe des heutigen S-Bahn-Haltepunktes „Industriegelände“. Auf dem Heller ist bereits in einer Karte von 1910 ein „Luftschiff-Ankerplatz“ verzeichnet.

### Gründung

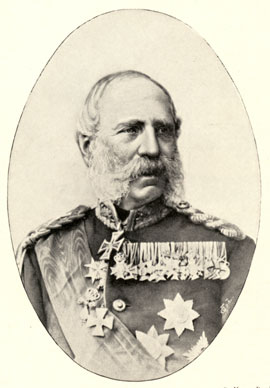
König Albert von Sachsen ist Namensgeber des Stadtteils

Nach dem Wiener Kongress, aus dem das Königreich Sachsen durch geschickte Verhandlungen als eigenständiger Staat hervorging, wurde das sächsische Heer durch die Beschlüsse des Kongresses und Zugeständnisse an Preußen begrenzt. Erst ein Abkommen mit Preußen im Jahr 1867 erlaubte Sachsen ein vergrößertes Heer und ermöglichte die Einführung der allgemeinen Wehrpflicht. Die Königlich Sächsische Armee nahm schon wenige Jahre später am Deutsch-Französischen Krieg mit einer Armee teil. Diese als Maasarmee bezeichnete Armee wurde von Kronprinz Albert geführt und nahm neben zwei anderen deutschen Armeen an der Schlacht von Sedan teil. Prinz Albert wurde Namensgeber der Kaserne, da er ihre Errichtung durch den Sieg über Frankreich maßgeblich ermöglichte. Die Baukosten der Garnison wurden u. a. durch Reparationen bezahlt.
Dresden war als königliche Residenzstadt und Hauptstadt Sachsens auch vor Gründung der Anlage eine große Garnisonsstadt. Im 19. Jahrhundert wuchs die Stadt Dresden enorm. Dabei umschloss sie die meisten ihrer historischen Kasernen in den Vorstädten.

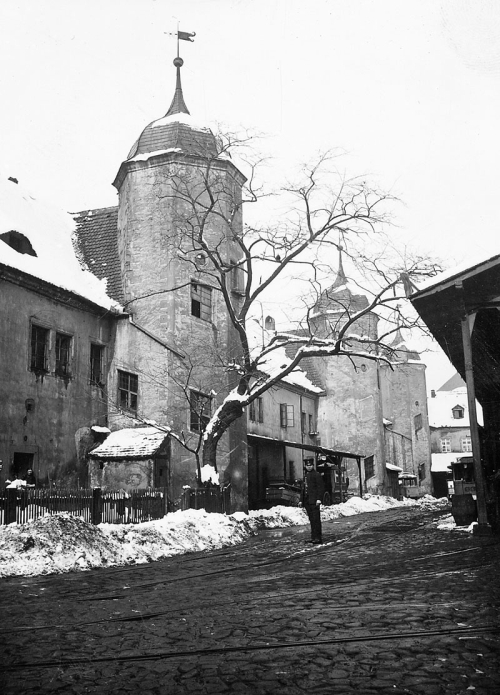
Der Jägerhof in der Inneren Neustadt um 1901

Die Situation vor Errichtung der Kasernen war daher eher unbefriedigend, da sich zahlreiche Kasernen in der Stadt befanden, so vor allem an der Hauptstraße in der Neustadt. Mit dem Wachstum der Stadt und der Stadtbevölkerung vergrößerte sich auch die Nachfrage nach Parzellen für Wohnbebauung. Zu den Gebäuden, die durch den Umzug in die Albertstadt zu Gunsten der notwendigen Wohnbebauung weichen mussten, gehört der Jägerhof zwischen Carolaplatz und Neustädter Markt, in dem sich zuletzt eine Kavallerieeinheit befand. Nur einer der Flügel dieses Renaissancegebäudes überstand die Umverlagerung der Heeresunterkünfte. Die Jägerkaserne an der Albertbrücke in der Johannstadt blieb bis zu ihrer Zerstörung im Zweiten Weltkrieg zunächst erhalten.
Am 7. März 1873 wurden die Pläne für den Bau der Anlage durch die Sächsische Ständeversammlung angenommen und die Errichtung der Garnison begonnen. Die Pläne für den Kasernenkomplex gehen weitgehend auf den General der Kavallerie Alfred von Fabrice zurück. Vor dem Bau der Albertstadt reichte die Dresdner Heide als dichtes Waldgebiet und vormaliger Jagdgrund des sächsischen Adels bis an die Jägerkaserne am Alaunplatz. Die Königsbrücker Straße und die Eisenbahnstrecke bestanden zu dem Zeitpunkt schon. 1878 wurde die große Militärstraße angelegt und 1879 Carolaallee und Prinz-Georg-Allee (ab 1902 König-Georg-Allee) benannt. Die Bevölkerung nahm diese Namen jedoch nie richtig an und nannte beide Teile dieser breiten Allee immer „Heerstraße“. Der Waldrand der Dresdner Heide wurde nach Norden verschoben.
In den ersten Anlagen konnten etwa 20.000 Soldaten stationiert werden. Nach gegenwärtiger Heeresgliederung entspricht dies etwa der Größe von ein bis zwei Divisionen. Tatsächlich wurde eine sächsische Division mit Stab, Divisionstruppen und einigen Brigaden in dem Komplex untergebracht. Die Albertstadt war von Anfang an eine autarke Militärstadt und besaß eigene Truppenteile zur Versorgung, Werkstätten und Bautruppen.

### Geschichte des Stadtteils

#### Zuordnung des Gutsbezirks
Am 1. Januar 1892 wurde die Albertstadt nach Dresden eingemeindet, am 1. Januar 1934 erfolgte allerdings eine erneute Ausgliederung aus dem Stadtgebiet. Statistisch wurde die Albertstadt dabei weiterhin Dresden zugerechnet, als Wohnbevölkerung wurden aber nur Zivilisten gezählt. Bis zum Ende des Zweiten Weltkrieges war die Albertstadt ein eigenständiger Gutsbezirk und wurde dann am 1. Juli 1945 erneut nach Dresden eingemeindet. Die Flächen des Gutsbezirks, die ursprünglich weitgehend zur Dresdner Heide gezählt hatten, wurden nun der Gemarkung Neustadt angegliedert. Kurz darauf erkannte das Land Sachsen den Wert der Anlagen und übernahm den Besitz der Bauwerke. Die Albertstadt wurde damit durch die Stadt Dresden zivil verwaltet und war im Besitz Sachsens und später der Deutschen Demokratischen Republik.
Erst durch die Auflösung der Nationalen Volksarmee und den Abzug der sowjetischen Westgruppe der Truppen nach 1990 wurde aus der Albertstadt ein normaler ziviler Stadtteil.

#### Hellersiedlung
Die Hellersiedlung wurde nach 1945 angelegt. Sie befindet sich in der Gemarkung Hellerberge außerhalb der eigentlichen Albertstadt, also des Nordteils der Gemarkung Neustadt, wurde aber im Jahr 1991 dem neugebildeten statistischen Stadtteil Albertstadt zugeschlagen. Am alten Exerzierplatz der Kavallerie nördlich der Kasernen an der früheren Prinz-Georg-Allee beginnen die parallelen Stichstraßen dieser Kleingartensiedlung. Sie tragen keinen Namen, sondern sind von Süden nach Norden mit den Buchstaben „A“ bis „N“ (ohne „J“) bezeichnet.

### Militärische Nutzung

#### Königlich Sächsische Armee
Ursprünglicher Nutzer der Anlage war die Königlich Sächsische Armee, die mit zwei Korps einen Teil der II. Armee-Inspektion der Armee des Kaiserreichs stellte. Die Anlagen wurden wesentlich nach Typus und Anforderung der Truppenteile der Königlich Sächsischen Armee gestaltet und werden deshalb im Folgenden genauer aufgezählt.
In Dresden befand sich der Stab des Ersten Königlich Sächsischen Armee-Korps. Diesem unterstellt war die 23. (1. Königlich Sächsische) Division des Deutschen Reichs, deren Kommando auch in der Kaserne untergebracht war. Die Stäbe befanden sich in den Gebäuden um das Arsenal, dem heutigen Militärhistorischen Museum der Bundeswehr, also im mittleren Teil des Kasernenkomplexes.
Den Großverbänden gehörten Brigaden, Regimenter und Bataillone in ganz Ostsachsen an. In der Albertstadt waren sechs Brigaden, sieben Regimenter und ein Bataillon stationiert.

##### Infanterie
Zu den Einheiten, die in der Infanteriekaserne stationiert waren, gehörten einige Infanteriebrigaden und -regimenter.

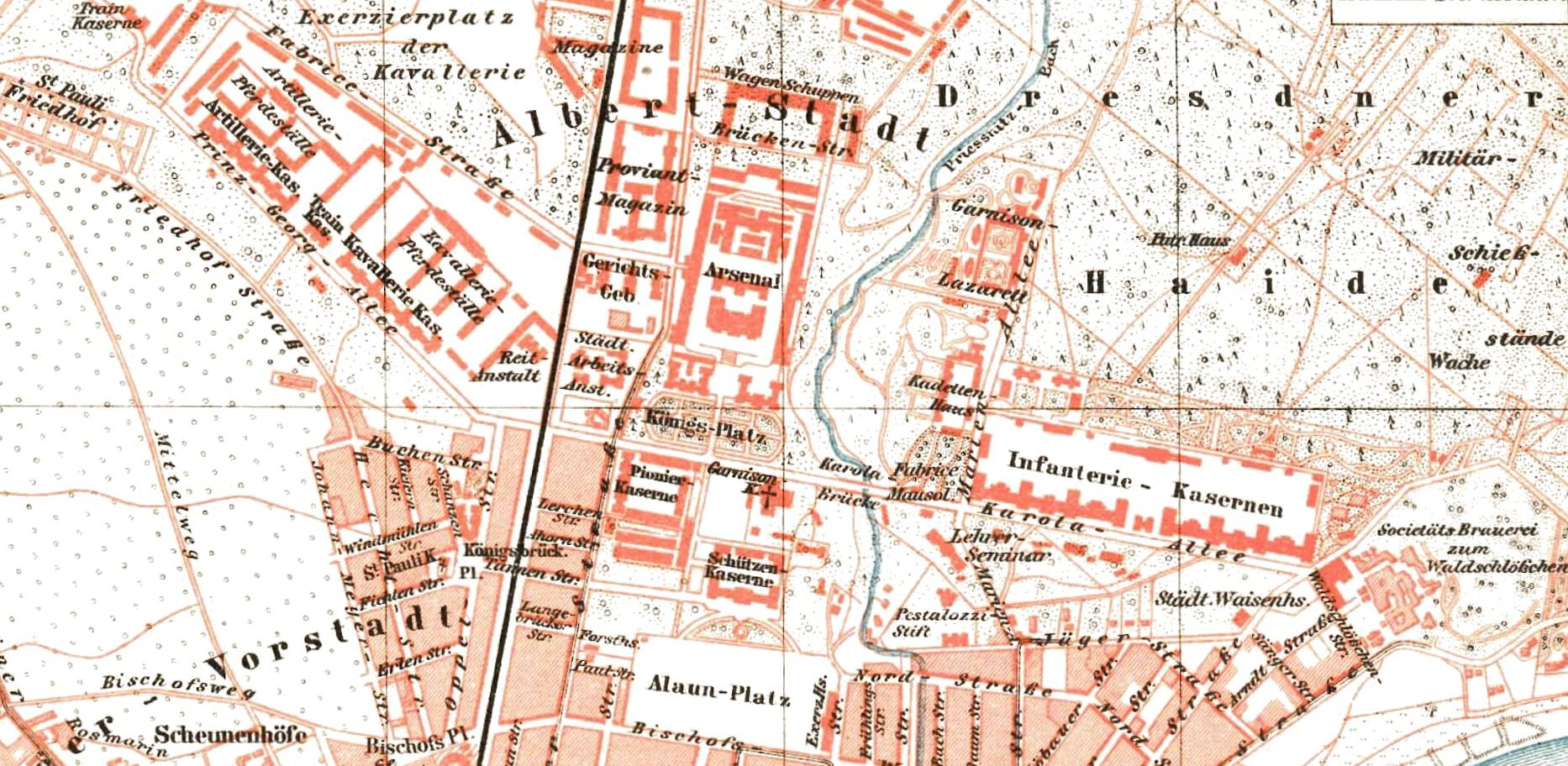
Die Albertstadt 1895

Die 1. Infanterie-Brigade Nr. 45 gehörte zur 23. Division und umfasste die beiden Regimenter 1. Leib-Grenadier-Regiment Nr. 100 und 2. Grenadier-Regiment Nr. 101 „Kaiser Wilhelm, König von Preußen“. Die beiden Regimenter waren in den Infanteriekasernen links und rechts der Hauptwache an der Carolaallee untergebracht.
Die 2. Infanterie-Brigade Nr. 46 gehörte ebenfalls zur 23. Division. Ihr unterstellt waren das Schützen-(Füsilier)-Regiment Nr. 108 „Prinz Georg“ und weitere Regimenter außerhalb der Albertstadt. Das Regiment wurde in der alten Kaserne am Alaunplatz stationiert.
Für die 3. Division Nr. 32 in Bautzen wurde der Stab der 6. Infanterie-Brigade Nr. 64 in der Albertstadt stationiert. Außerdem stand das 12. Infanterie-Regiment Nr. 177 dieser Brigade in der Albertstadt. Für das Regiment wurde der Bereich der Infanterie um ein weiteres Gebäude gegenüber der Kadettenunterkunft erweitert.
Nordöstlich der Infanteriekasernen befanden sich die Unterkünfte für Kadetten und das Lazarett.

##### Artillerie und Kavallerie
Neben den vier Kasernen für Infanterie gab es auch einen kleineren Komplex mit einer Kavallerie- und einer Artilleriekaserne, die durch die Stallungen wesentlich mehr Platz benötigten.
In der Kavalleriekaserne standen die 1. Kavallerie-Brigade Nr. 23. und deren Garde-Reiter-Regiment. Dieses lag mit seinen fünf Eskadronen am vorderen Teil der Prinz-Georg-Allee. An der Kreuzung zur Königsbrücker Straße befand sich die Militär-Reit-Anstalt als Lehreinrichtung; sie diente auch zur Reitausbildung der Offizierschüler. Außerdem befand sich der Stab der 3. Kavallerie-Brigade Nr. 32 in den Anlagen.
In der Artilleriekaserne waren die 1. Feldartillerie-Brigade Nr. 23 und deren 1. und 4. Feldartillerie-Regiment Nr. 48 untergebracht. Beide nutzten die Gebäude am Ende der Prinz-Georg-Allee im Westen der Albertstadt.

##### Pioniertruppe
An der Kreuzung der beiden Hauptachsen lag die Kaserne des „Pionierbataillons 13“. Etwas näher an der Stadt lagen die Unterkünfte der Maschinengewehrtruppen als Unterkunft einer kleinen spezialisierten Truppe.

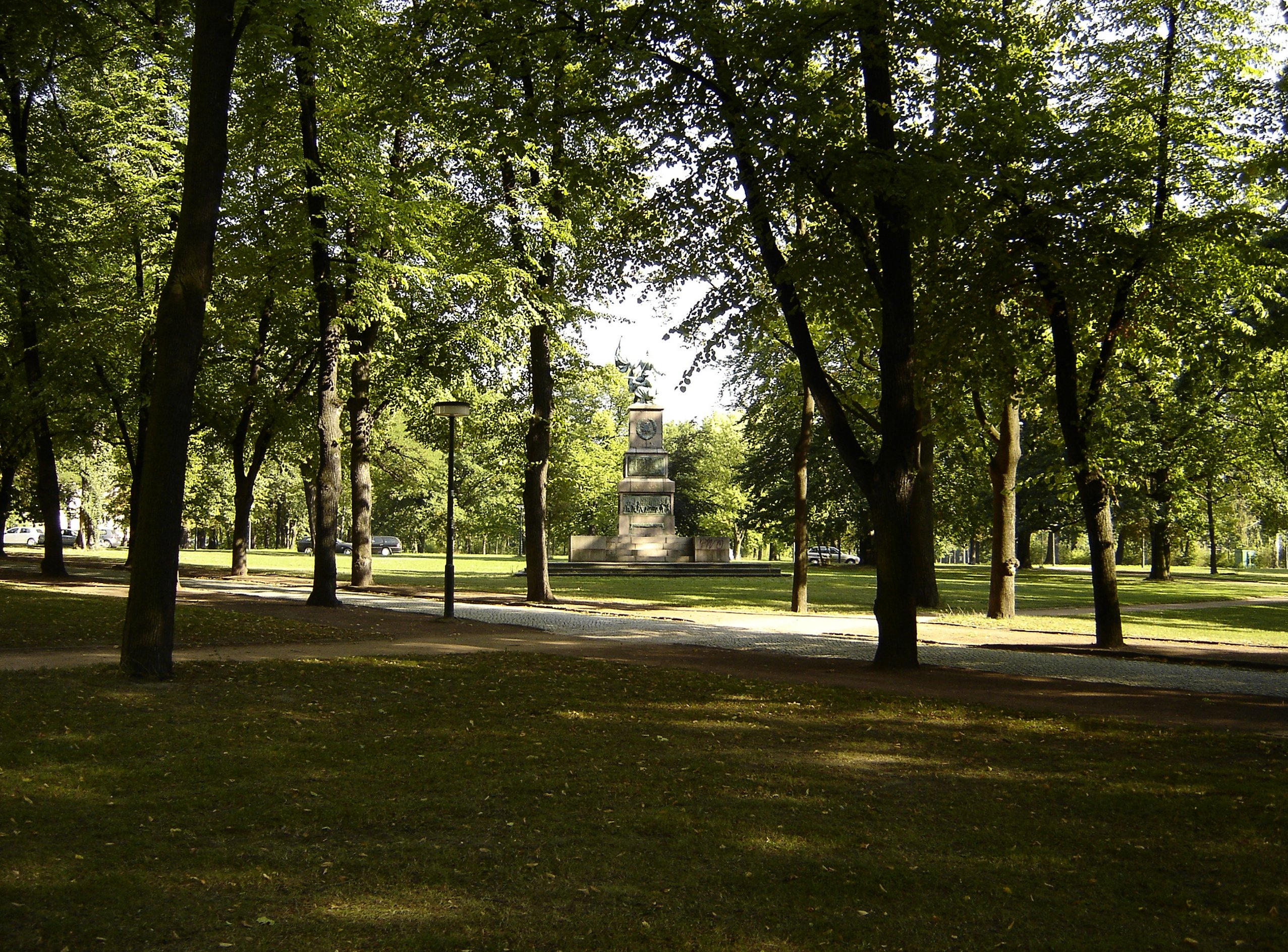
Entlang der Stauffenbergallee, wie hier am Olbrichtplatz, zieht sich eine geschlossene Parkanlage, die um die Kasernenanlagen angelegt wurde

##### Namen der Kasernen
Seit 1917 trugen die Kasernen Ehrennamen. Unmittelbar an der Carolaallee lagen die „Kaiser-Grenadier-Kaserne“ und die „Leib-Grenadier-Kaserne“. Die nachträglich erbaute Infanteriekaserne an der Marienallee wurde „König-Friedrich-August-Kaserne“ genannt. Die alte Kavalleriekaserne wurde 1917 als „Fabrice-Kaserne“ und die Artilleriekaserne als „König-Albert-Kaserne“ geführt. Die Kaserne am Alaunplatz hieß schlicht Schützenkaserne, während die Kaserne des verlagerten Pionierbataillons, in der 1917 Fußartillerie untergebracht war, den Namen „König-Johann-Kaserne“ trug.

#### Reichswehr
Nach dem Ersten Weltkrieg verloren die vier großen deutschen Länder, darunter der Freistaat Sachsen, durch das Wehrgesetz vom 23. März 1921 ihre militärische Autonomie in Friedenszeiten. Mit dem Gesetz wurde die Reichswehr als Wehrmacht der Deutschen Republik geschaffen. Die Reichswehr stand ständig und vollständig unter Befehlsgewalt und Führung des Reichswehrministeriums sowie unter Oberbefehl des Reichspräsidenten. In den Ländern wurden Landeskommandanten zur Abstimmung zwischen Ländern und Reich eingesetzt.
Das Heer der Reichswehr knüpfte, was die Art der Regimenter in Dresden betraf, an die Königlich Sächsische Armee an. So führten einige Einheiten traditionell weiterhin ihre Bezeichnung als „sächsische“ Regimenter. Die Truppenstärke des gesamten deutschen Heeres wurde im Vertrag von Versailles auf 100.000 Soldaten begrenzt und die Wehrpflicht untersagt. Die Albertstadtkasernen hätten die Kapazität für ein Fünftel des gesamten Heeres stellen können und waren damit für die Reichswehr zu groß. Die beiden Kasernen am Alaunplatz übernahm deshalb die Polizei.
1926 erfolgte die Verlegung der Infanterieschule der Reichswehr von München in die Albertstadt zur heutigen Offizierschule des Heeres. Die in München verbleibende Pionierschule wurde am 1. Oktober 1936 nach Berlin-Karlshorst verlegt.
Neu aufgestellt wurde das 4. Artillerie-Regiment, das 10. (Sächsische) Infanterie-Regiment und einige Abteilungen für das Nachrichtenwesen und den Transport als Stabsunterstützung um das Wehrkreiskommando IV. 1927 besaßen die verbliebenen Kasernen ihre Bezeichnungen aus dem Kaiserreich. Erweitert wurden die Anlagen in der Zeit der Reichswehr nicht.
In der Kasernenstadt wurde der Stab der 4. Division untergebracht. Für diese Division wurde die 4. (Sächsische) Nachrichten-Abteilung aus zwei Brigade-Nachrichten-Abteilungen gebildet. Die Ausbildungsstätte für Offiziere gab es auch in der Zeit der Weimarer Republik.

#### Wehrmacht
Die Wehrmacht übernahm die vorhandenen Strukturen der Reichswehr und so auch die vorhandenen Regimenter und Abteilungen in Dresden.
Am 15. Oktober 1935 wurde die Division in Dresden umbenannt in „4. Infanterie-Division“. In der Albertstadt verblieben die Regimenter als „Infanterieregiment 10“ und „Artillerieregiment 4“ sowie die Nachrichten- und Versorgungsabteilungen. Im so genannten „Friedensheer“ der Wehrmacht im Januar 1939 war bereits das „4. Armeekorps“ mit Stab in Dresden aufgestellt worden. Die 4. Infanterie-Division wurde in den Sudetengau nach Reichenberg verlegt. Die 1921 an die Polizei überführten Kasernen wurden wieder militärisch genutzt und beherbergten das „Maschinengewehrbataillon 7“.
Im Zweiten Weltkrieg nutzte man die Anlagen zur Ausbildung; auch zahlreiche Ersatztruppenteile und Reserve-Divisionen wurden dort neu aufgestellt. Das „IV. Armeekorps“ des „Friedensheeres“ wurde während des Kriegs gegen die Sowjetunion als Teil der 6. Armee bei der Schlacht von Stalingrad eingekesselt und vernichtet.
Bei keinem der Luftangriffe 1945 wurde die Albertstadt als Hauptziel angegriffen, allerdings wurde ein Kasernengebäude am 13. Februar 1945 getroffen und brannte aus. Noch im März 1945 wurde eine Infanterie-Division in Dresden aufgestellt. Angriffe auf den Bahnhof Dresden-Neustadt schränkten allerdings auch den Bahnanschluss der Kaserne insbesondere in südliche Richtung ein.

#### Volkspolizei und NVA
Nach 1945 änderten sich zahlreiche Bezeichnungen für Gebäude und Straßen. So wurde die Carolaallee ebenso wie die König-Georg-Allee am 1. Juli 1946 in Nordallee und am 18. Juli 1950 in Dr.-Kurt-Fischer-Allee umbenannt; der Königsplatz in Dr.-Kurt-Fischer-Platz.

Die Volkspolizei bezog Gebäude, nachdem einige sowjetische Armeeeinheiten in Kasernen im weiteren Umland von Dresden verlagert worden waren. Damit wurde die Artilleriekaserne für die Bereitschaftspolizei frei. Bis in die Gegenwart nutzt die Polizei die alte Reitanstalt. Die Offizierschule wurde ursprünglich von der Kasernierten Volkspolizei und mit Gründung der Nationalen Volksarmee wieder regulär militärisch genutzt.

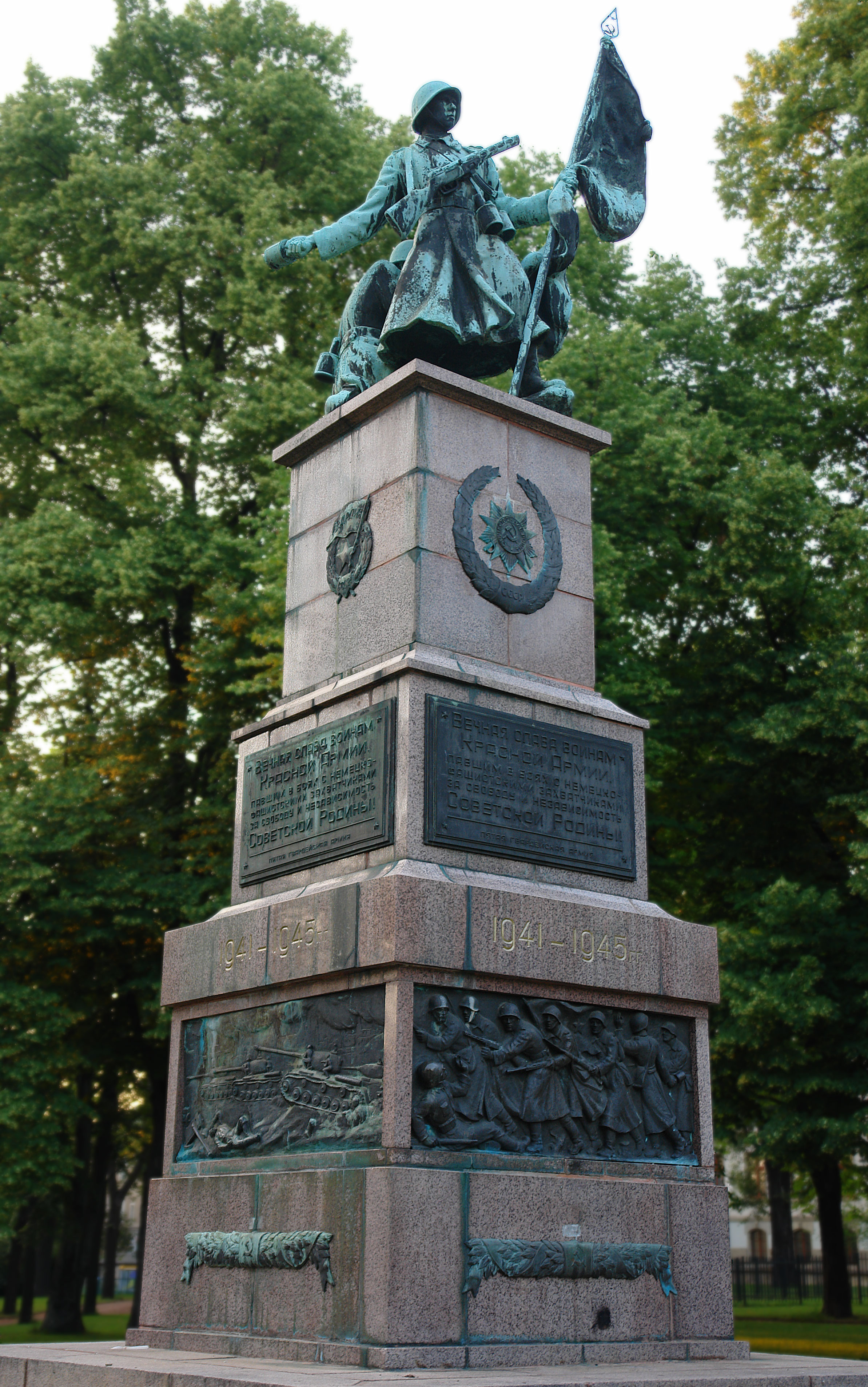
Kriegerdenkmal der Roten Armee aus Meißner Granit
(zu DDR-Zeiten auf dem Platz der Einheit, heute Albertplatz, aufgestellt und erst nach der Wende in die Albertstadt versetzt)

Die Nationale Volksarmee stationierte in der Albertstadt den Stab der 7. Panzerdivision. Aus den früheren Abteilungen am Divisionsstab entstanden das „Aufklärungsbataillon 7“, das „Nachrichtenbataillon 7“ und das „Sanitätsbataillon 7“. In der Kadettenanstalt lag die Divisionsstabskompanie. Aus der Ausbildungsstätte für Offiziere entstand die Militärakademie Friedrich Engels, die aber nach Strehlen verlegte. Die Offiziershochschule der Landstreitkräfte „Ernst Thälmann“ wurde in Löbau neu aufgestellt. In der Albertstadt wurde die Artillerieschule der Nationalen Volksarmee aufgestellt, die an die Standorttraditionen der Artillerieregimenter anknüpfte.
Daneben entstanden wieder – wie vor 1945 – Verwaltungsstellen in der Albertstadt, so das Wehrbereichs- und Wehrkreiskommando sowie ein Militärgericht der Nationalen Volksarmee.
Während des Prager Frühlings wurde die 7. Panzerdivision in die militärischen Operationen der Sowjetarmee eingebunden. Dazu wurde sie am 29. Juli 1968 dem sowjetischen Oberkommando unterstellt und in die Oberlausitz verlegt, von wo sie bei Bedarf über das Zittauer Gebirge in die Tschechoslowakei einmarschieren sollte. Dazu kam es nie und so wurde die Division am 16. Oktober 1968 wieder unter das Kommando der NVA gestellt und kehrte einen Tag später mit ihrem Stab und Führungseinheiten in die Albertstadt zurück.

#### Gruppe der Sowjetischen Streitkräfte in Deutschland
Die Nationale Volksarmee der DDR nutzte hauptsächlich den mittleren Teil des Kasernengeländes.
Am ostwärtigen Ende der Stauffenbergallee war nach seinem Umzug aus Radebeul bis 1992 der Stab der 1. Gardepanzerarmee der Sowjetarmee im Gebäude des ursprünglich „2. Königlich Sächsischen Grenadierregiments“ untergebracht.
Aufgrund der in der Albertstadt angesiedelten militärischen Stäbe ergab sich eine Vielzahl von unterstellten Truppenteilen und Dienststellen der Gruppe der Sowjetischen Streitkräfte in Deutschland (GSSD), die in Dresden und in der Region disloziert wurden. Mit den Fernmeldetruppen und Stäben der Armee und der unterstellten Divisionen sowie deren Verwaltungen machte sie Dresden zu einem signifikanten militärischen Ziel im Kalten Krieg.

#### Bundeswehr und Nachnutzung
Am 3. Oktober 1990 übernahm die Bundeswehr die Anlage der NVA. Mit dem Abzug der Sowjetarmee 1992 konnte die Bundesrepublik das gesamte Gelände übernehmen und eine Nachnutzung einleiten. Nur noch wenige Teile gehören zur Bundeswehr. Die Offizierschule des Heeres wurde neu gegründet (siehe unten). Das Armeemuseum der DDR, dessen Vorgänger bereits seit 1914 bestand, wurde in das Militärhistorische Museum der Bundeswehr überführt. Ein privater Investor kaufte 1998 die seit 1990 als Bundesvermögen geführte Garnisonkirche zusammen mit dem umliegenden Bauland.
Mit der zivilen Nutzung wurden die meisten Kasernengebäude, die noch im Entstehungszustand des 19. Jahrhunderts erhalten sind, unter Denkmalschutz gestellt. Vorher war die Nutzung des Kulturgutschutzzeichens durch die militärische Nutzung nicht möglich.

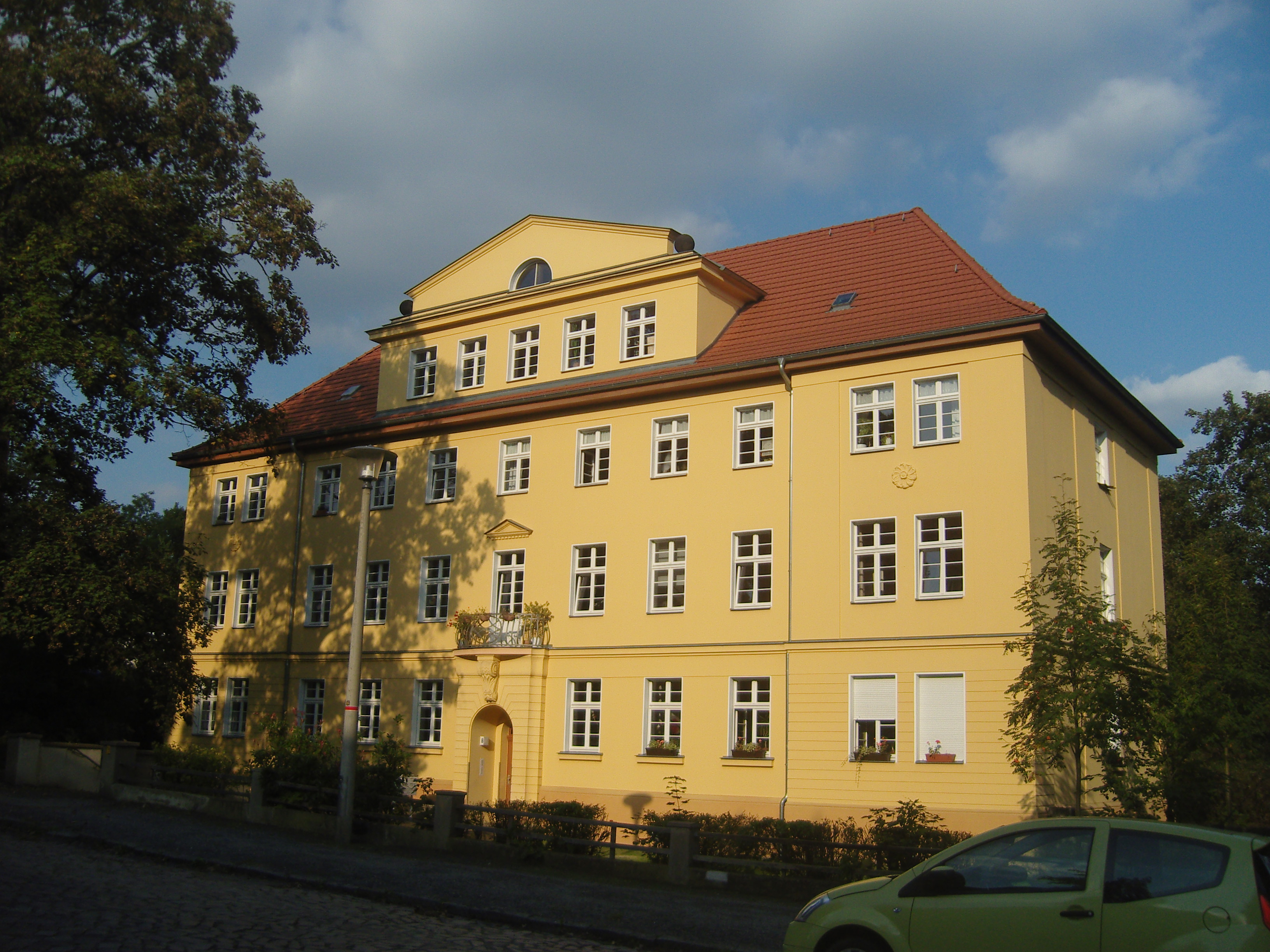
Ein ehemaliges Offizierswohnhaus, das 1924 in der Albertstadt gebaut und nach 1945 zu einem Wohnhaus umfunktioniert wurde

Andere Teile der ehemaligen Kasernen dienen vielfältigen zivilen Zwecken. Die Offiziersgebäude wurden zu Wohngebäuden umfunktioniert und die Kasernen zu Bürohäusern. Die Raumaufteilung der Unterkunftsgebäude mit den Schlafsälen und Gängen vereinfacht die Nachnutzung als Bürogebäude. In der Albertstadt befinden sich das Dresdner Stadtarchiv, das sächsische Landesfunkhaus des Mitteldeutschen Rundfunks und weitere Büronutzer sowie öffentliche Einrichtungen. Die Landesdirektion Sachsen, Standort Dresden hat ihren Sitz im linken und das Landesamt für Finanzen im rechten Teil der Kaiser-Grenadier-Kaserne. Teile der Dresdner Heide an der Albertstadt und auch einige Anlagen sind Militärischer Sicherheitsbereich geblieben.

### Offizierschule
Eine Kadettenanstalt als Ausbildungseinrichtung für Offiziere der Sächsischen Armee gab es schon vor 1873, als in der Albertstadt Kasernen angelegt wurden. In der Albertstadt wurde ein kleiner Kasernenkomplex aus Wohn- und Lehrgebäuden nach damals modernen Maßstäben erbaut.
Bis 1920 wurden dort die Offiziere der Sächsischen Armee ausgebildet, bevor die Anstalt bis 1926 von der Sächsischen Landesschule genutzt wurde, die 1927 in Klotzsche neue Gebäude erhielt. Die aus Unterkünften, Lehrräumen, Aula und Sporthalle bestehenden Räumlichkeiten boten diese Nutzung an. 1926 wurde die Bildungsstätte für Offiziere als Infanterieschule der Reichswehr wiedereröffnet.
Bekannte Absolventen waren Max Immelmann (namensgebend für das gleichnamige Flugmanöver), der als Kadett ursprünglich zur Infanterie gehört hatte und sich erst mit Beginn des Ersten Weltkriegs zum Piloten ausbilden ließ, Claus Schenk Graf von Stauffenberg, der 1927 und 1928 zur Ausbildung in die Anstalt kommandiert war, und Albrecht Mertz von Quirnheim. Ulrich de Maizière wurde an der Anstalt noch in der Reichswehr ausgebildet, er war später Generalinspekteur der Bundeswehr. Erwin Rommel lehrte an der Schule von 1929 bis 1933.
Zwischen 1945 und 1990 diente nur ein Teil der Anstalt als Außenstelle der Offiziershochschule der Landstreitkräfte der NVA. Die Militärakademie der NVA, als höchste Ausbildungsstätte für Militärwissenschaften mit Sitz in Dresden, befand sich nicht in der Albertstadt.

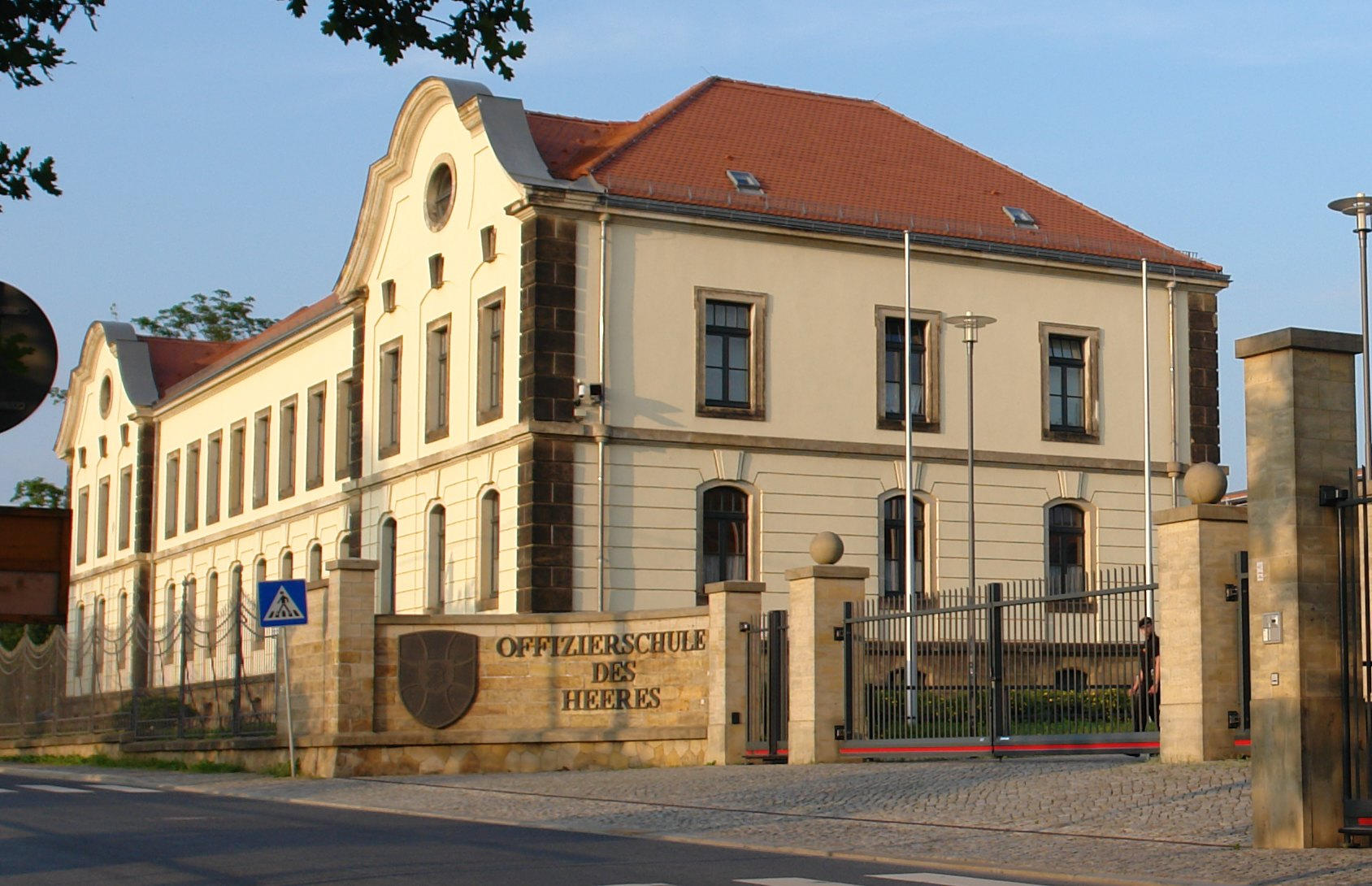
Die Offizierschule des Heeres in der Graf-Stauffenberg-Kaserne

Am 14. September 1998 entstand auf dem Areal nach dreijähriger Bauzeit die Offizierschule des Heeres (OSH) in der Graf-Stauffenberg-Kaserne (damals Albertstadt-Kaserne). Diese nutzt die Gebäude der alten Kadettenunterkunft und ein modernes Lehrzentrum. Wie schon vor 1945 durchläuft damit jeder Offizier im deutschen Heer Ausbildungsstufen in Dresden; vorher befanden sich die Schulen in Hannover, München und Hamburg. In München und Hamburg befinden sich heute die Universitäten der Bundeswehr. Am 14. September 2013, dem 15. Jahrestag der OSH-Eröffnung, wurde die Albertstadt-Kaserne in Graf-Stauffenberg-Kaserne umbenannt.

### Industriegelände

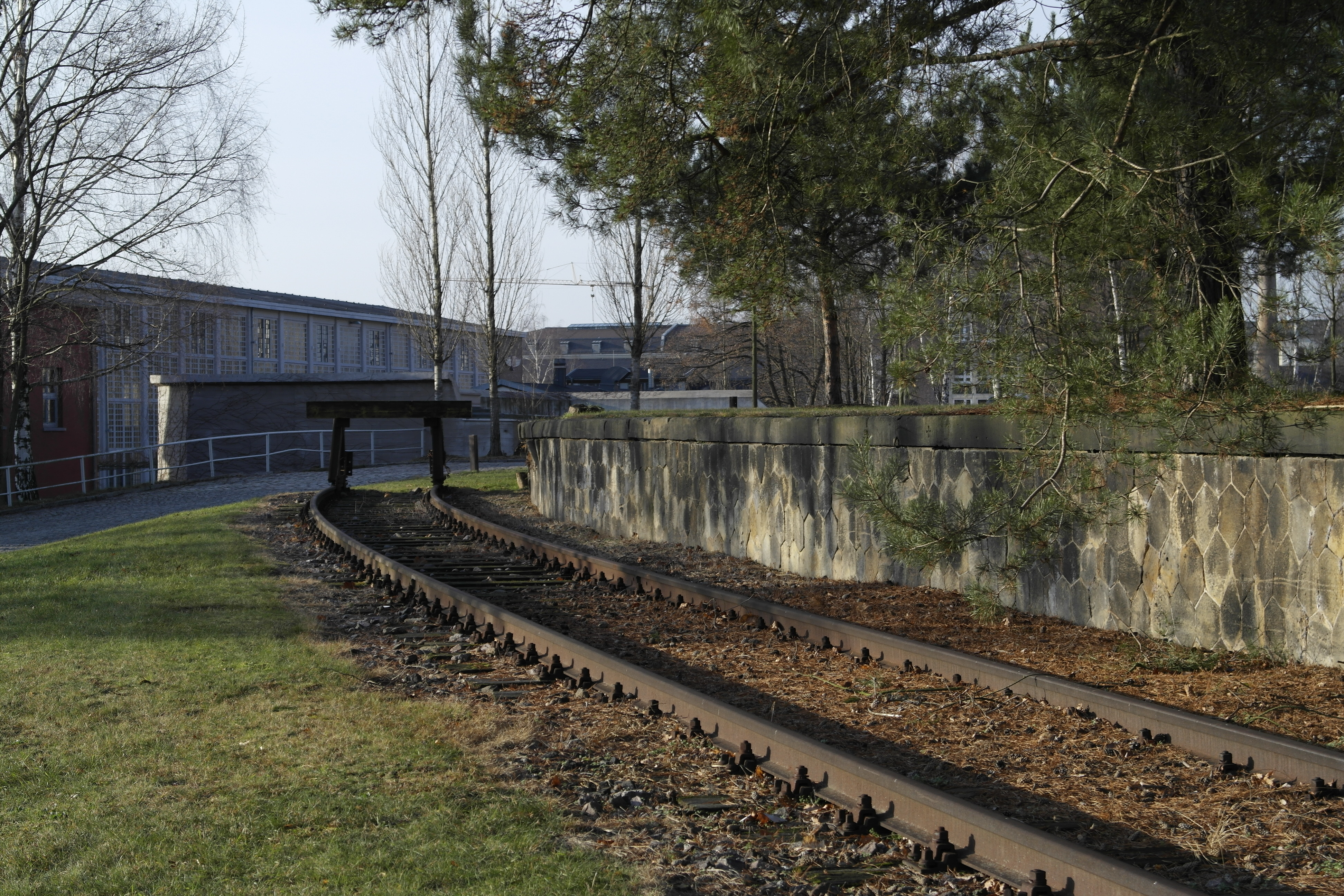
Dresden, Industriegelände, Symbolisches Bahnende der Industriebahn

Der Friedensvertrag von Versailles legte für das Deutsche Reich 1919 die Zerstörung der vorhandenen Waffenvorräte und der Produktionsstätten unter internationaler Kontrolle fest. Die Munitionsfabriken und -magazine nördlich des Arsenals waren aber in den Jahren des Krieges, der in einen Grabenkrieg mit verzehrenden Materialschlachten ausgeartet war, immer weiter ausgebaut worden. Durch den Friedensvertrag betraf dies auch die Magazine, die in der Folgezeit geräumt und abgerissen wurden.
Ab 1922 überführte die von privaten Investoren gegründete „Industriegelände-Gesellschaft Dresden-Albertstadt“ die verbliebenen Gebäude und Einrichtungen in eine zivile Nutzung. Die Gesellschaft vermietete die Anwesen und Fertigungshallen an andere Firmen und betrieb einige Versorgungseinrichtungen wie das Kraftwerk selbst weiter. Für viele Unternehmen in Dresden war das Gelände ein guter Standort zur Erweiterung. Bekannte sächsische und Dresdner Unternehmen mit neuen Zweigwerken siedelten sich auf dem Gelände an. So entstand ein Werk der Ernemann-Werke AG, später Zeiss Ikon, ein Werk der Gläser-Karosserie GmbH, der Textilmaschinenbau der Sächsischen Maschinenfabrik Chemnitz, die AG für Cartonnagen (Sic!), die Radiofabrik Mende und die Turbinenfabrik von Brückner, Kanis und Co.
Ab 1935 begann eine schrittweise Überführung des Areals unter die „Standortverwaltung Dresden“ der Wehrmacht. Die vollständige Eingliederung verzögerte sich aber durch rechtliche Konflikte bis zum Kriegsende 1945. Die Unternehmen verblieben im Industriegelände und stellten ab 1936 beginnend ihre Produktion zunehmend nach staatlichen Vorgaben um. Um 1938/39 errichtete die Turbinenfabrik ein Hochdruckprüffeld für die deutsche Kriegsmarine. Als Dresden 1944 für Bombenangriffe erreichbar wurde und man Angriffe auf die Rüstungsbetriebe befürchtete, wurde die Erweiterung der Industriebetriebe eingestellt. Auch das markante Wahrzeichen des Industriegeländes, zwei hohe, dicke weiße Schornsteine (neben der Brücke der Königsbrücker Straße über die Bahngleise), wurden gesprengt, um keinen Orientierungspunkt zu bieten.
In den Betrieben kamen während des Zweiten Weltkriegs auch Zwangsarbeiter zum Einsatz, vornehmlich für die Firmen Mende sowie Brückner, Kanis und Co. Das mittlerweile sogenannte Industriegelände Nord in Dresden überstand trotz der Luftangriffe den Weltkrieg fast unbeschädigt. Vorteilhaft war die Lage im Norden Dresdens, durch die das Industriegelände schwer oder gar nicht als Ausweichziel von Hauptzielen in Dresden angeflogen werden konnte.
Die Produktionsanlagen des Industriegeländes wurden nach 1945 in großen Teilen demontiert und in die Sowjetunion verbracht. Der „Rat der Stadt Dresden“ verwaltete das Gelände. Ab Ende der 1940er Jahre, nach der Verstaatlichung, wurde in Form von Volkseigenen Betrieben die Produktion fortgesetzt. Die bekanntesten Betriebe waren VEB Flugzeugwerke Dresden, VEB Turbinenfabrik Dresden (ab 1967 VEB Strömungsmaschinen Pirna, Werk Dresden), VEB „Otto Buchwitz“ Starkstrom-Anlagenbau und der Kombinatsbetrieb (KB) Instandsetzung und Vorfertigung (Bereich Werkplatz, An der Schleife/Sandgrubenstraße) des VEB BMK Kohle und Energie. Somit galt das Industriegelände bis 1990 weiter als wichtiges Industriegebiet in Dresden. Durch zahlreiche Firmenliquidierungen und -verkleinerungen nach 1990 kam es zur gemischten Nutzung des Geländes in der Gegenwart. Zu den Neuschöpfungen gehört die Ansiedlung der Handwerkskammer Dresden und die „Zeitenströmung“, ein Vorhaben, das sich alten und modernen Fahrzeugen aller Art widmet.

## Bauwerke und Anlagen der Garnison
Die Gebäude entstanden im jungen Kaiserreich und sind daher repräsentativ gestaltet und angeordnet. Sie sind mehrheitlich vom Klassizismus geprägt. Beim Erscheinungsbild der profanen Gebäude fällt eine Ähnlichkeit zu den Ministeriumsbauten im Regierungsviertel und dem Polizeipräsidium am Pirnaischen Platz auf, die ebenfalls in ihrer Gestalt staatliche Machtsymbole sind.

Mappe mit Photos von August Kotzsch (ca. 1880)
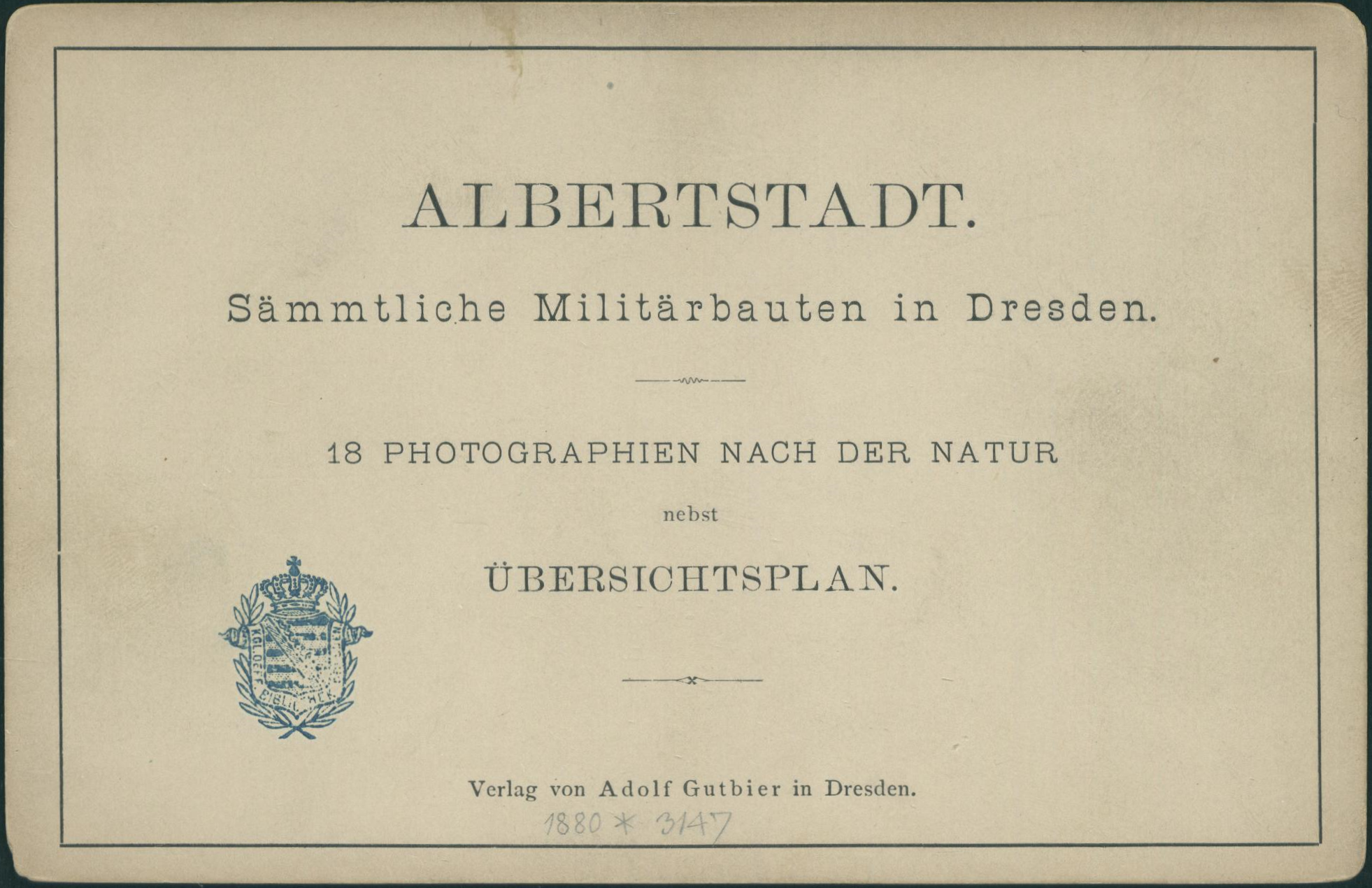
Titel
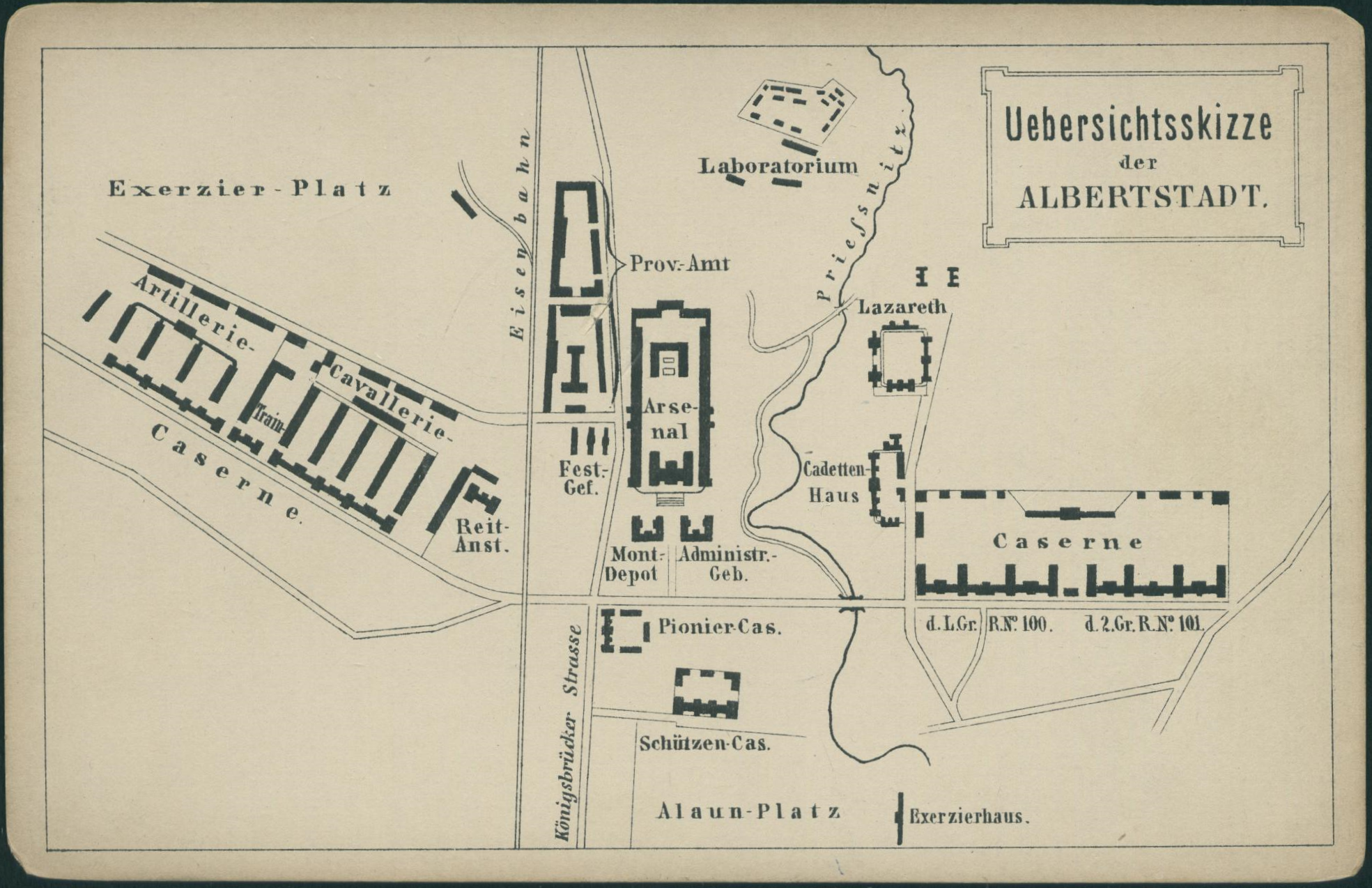
Übersichtsskizze der Albertstadt
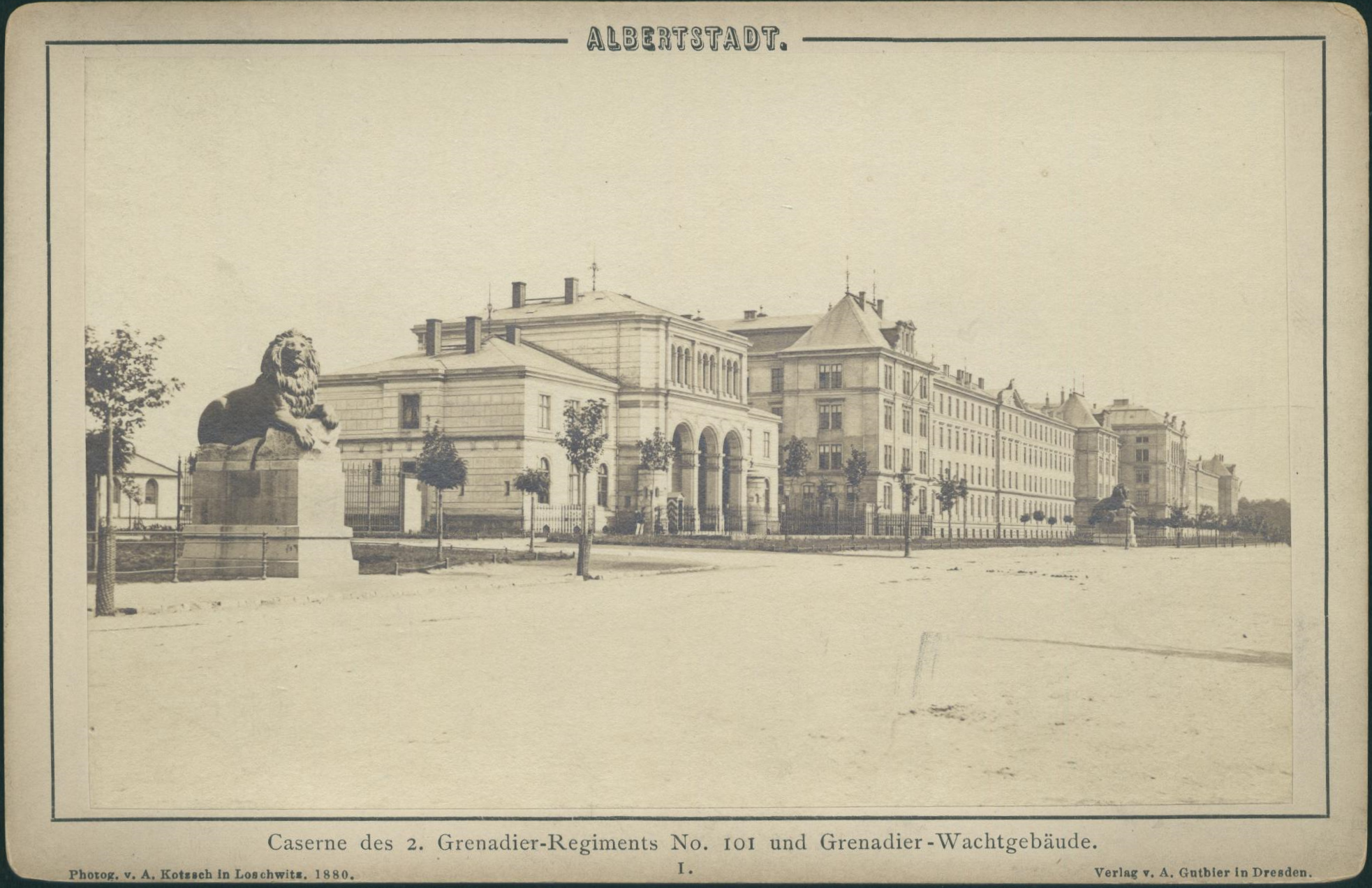
Caserne des 2. Grenadier-Regiments No. 101 und Grenadier-Wachtgebäude
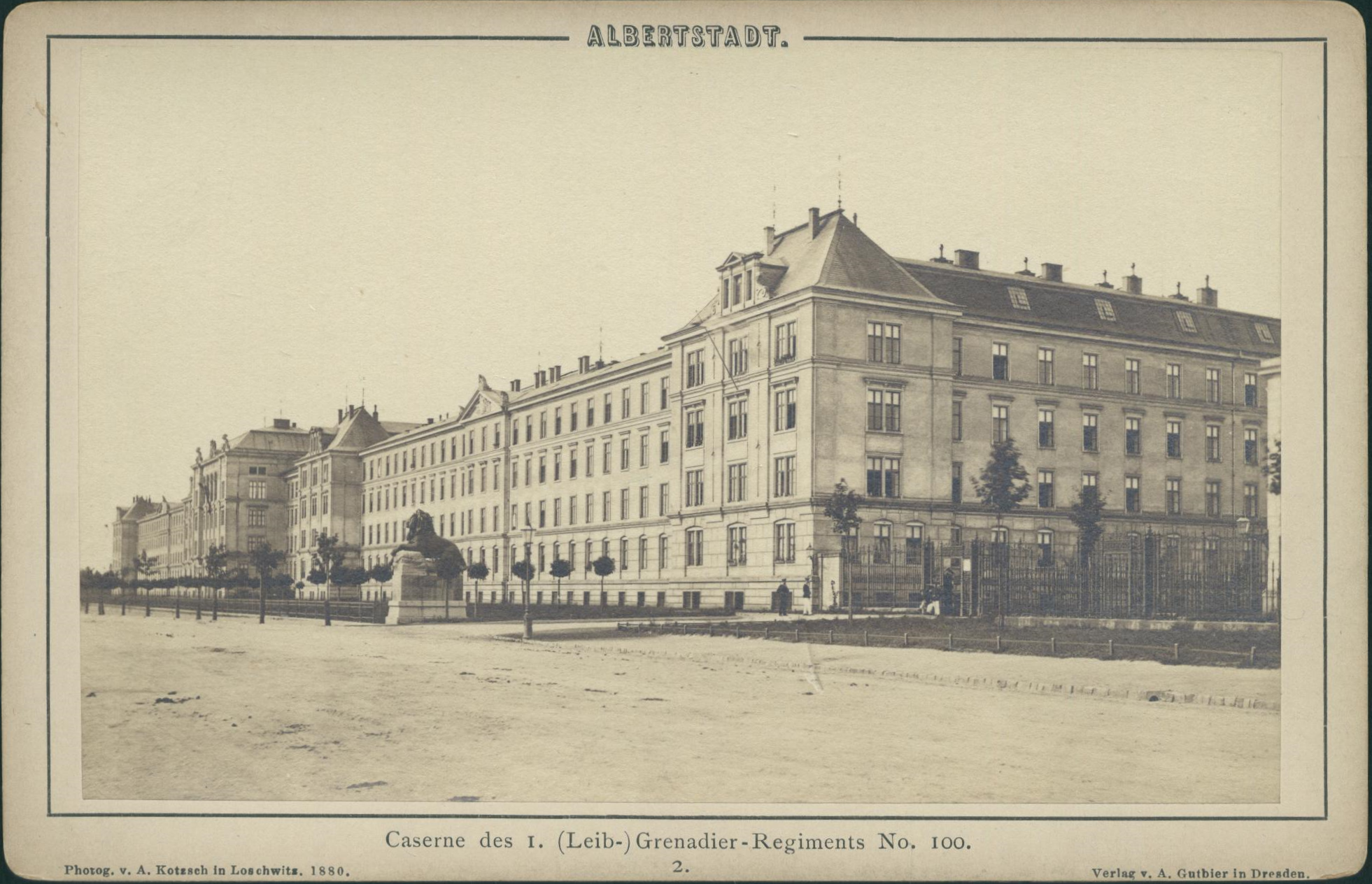
Caserne des 1. (Leib-) Grenadier-Regiments No. 100
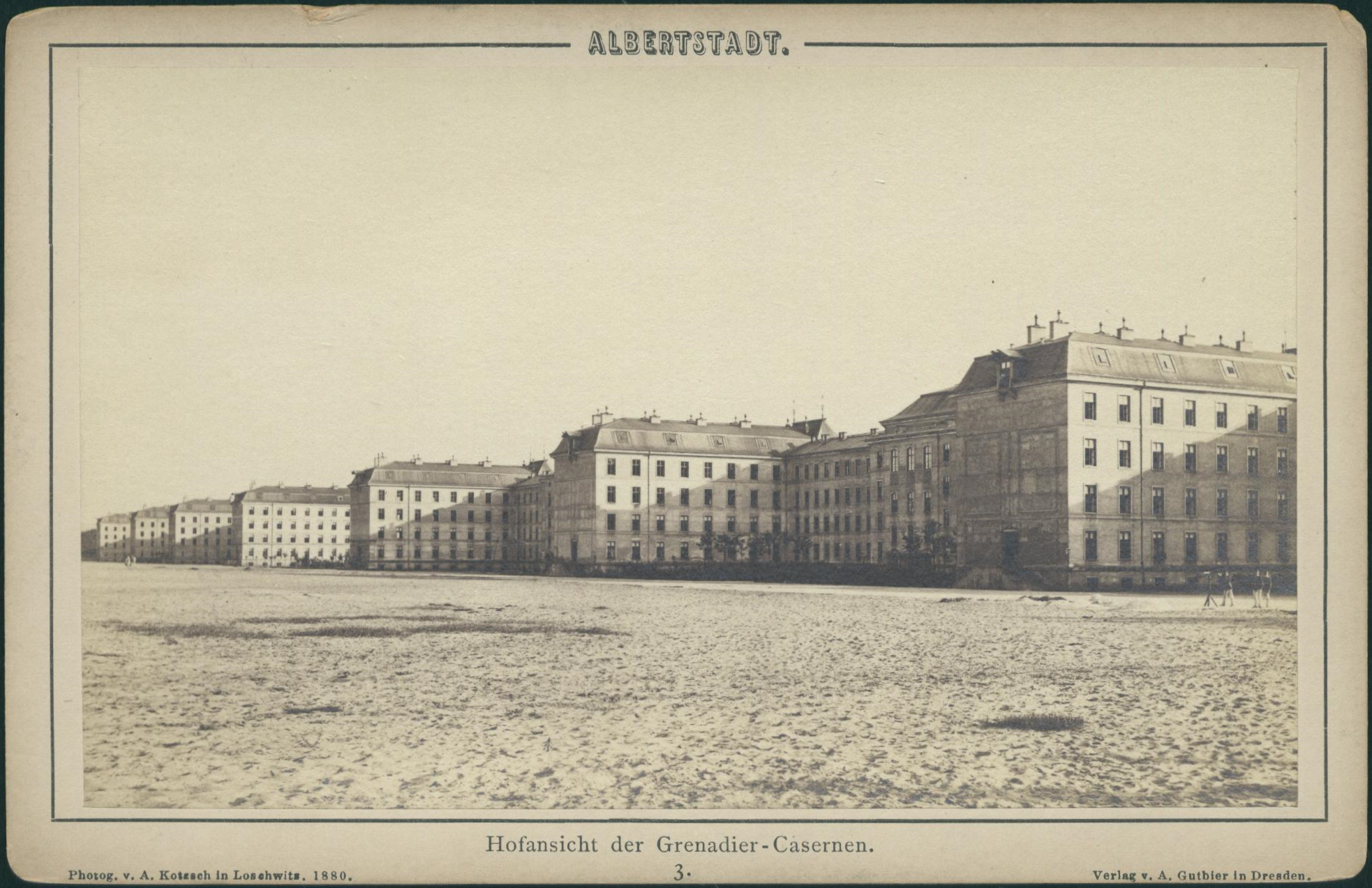
Hofansicht der Grenadier-Casernen
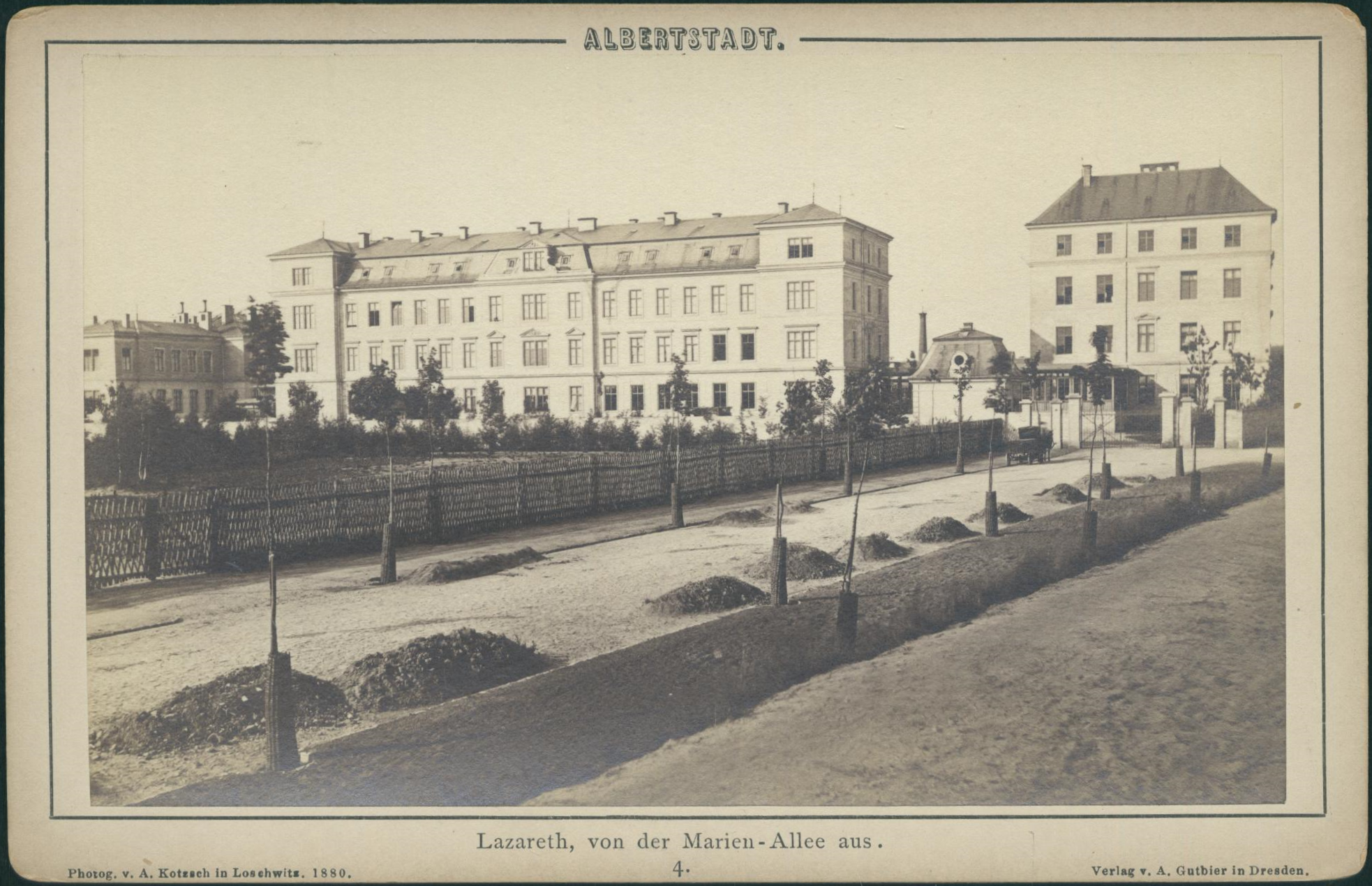
Lazareth, von der Marien-Allee aus
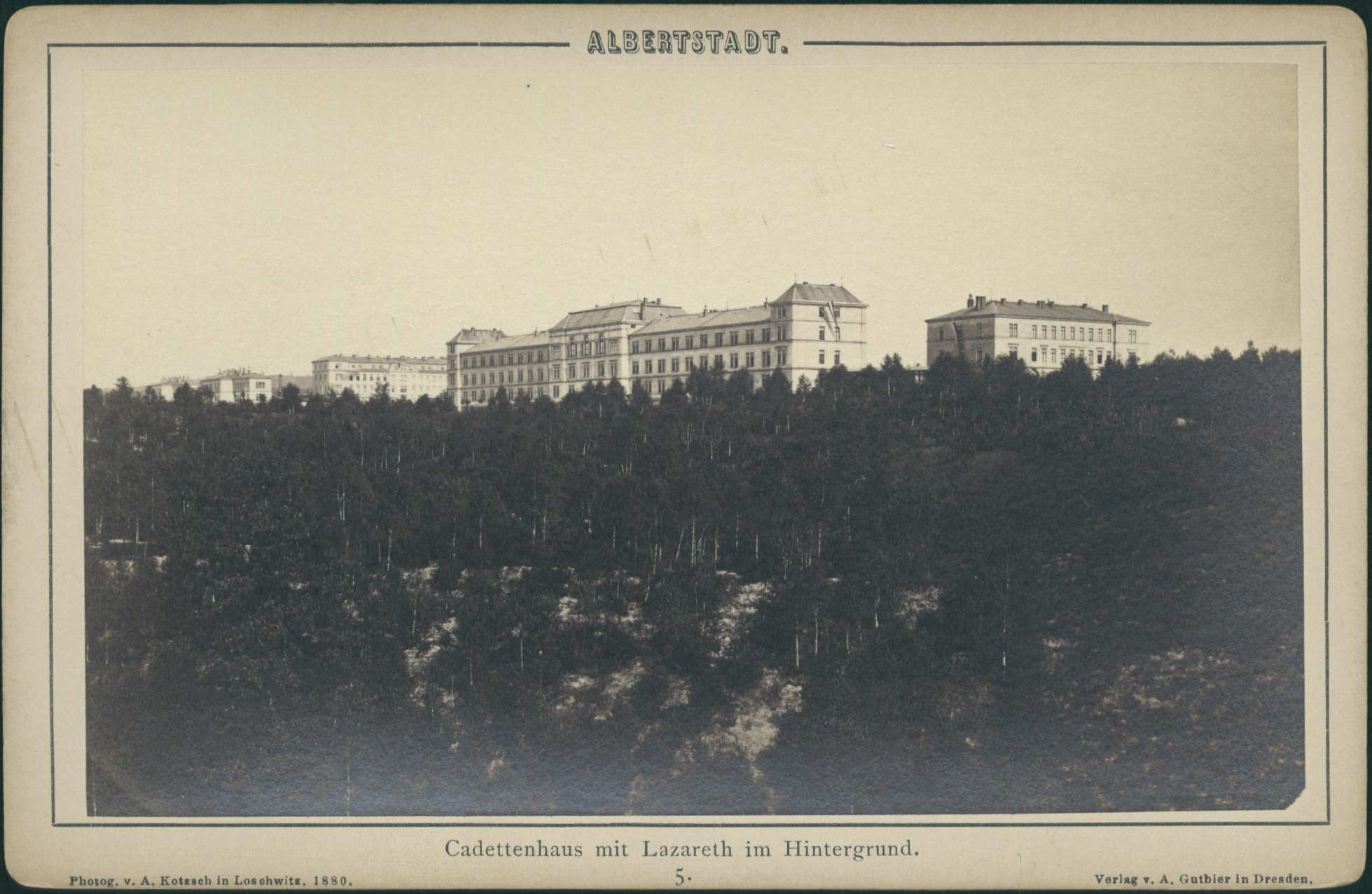
Cadettenhaus mit Lazareth im Hintergrund
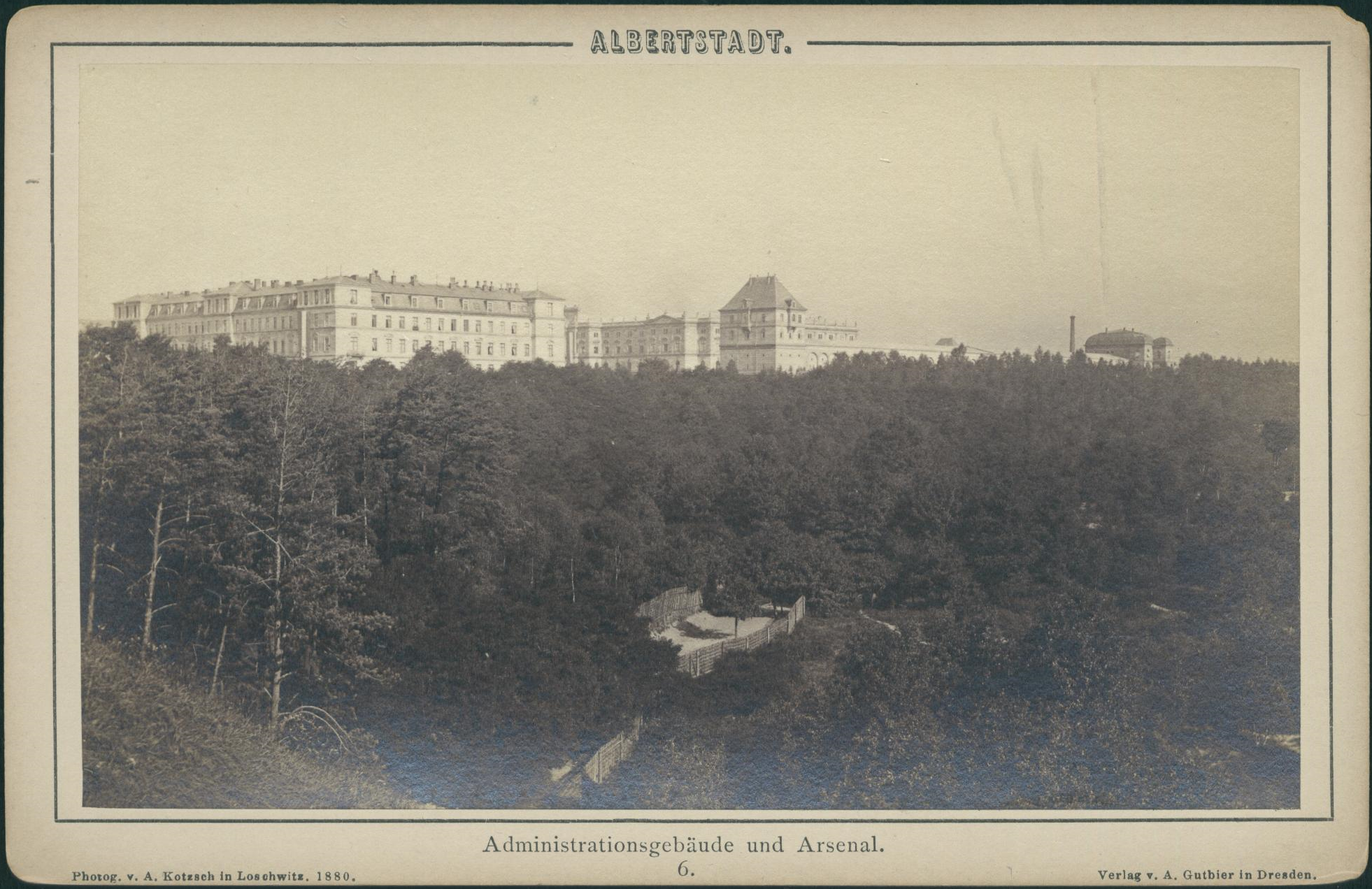
Administrationsgebäude und Arsenal
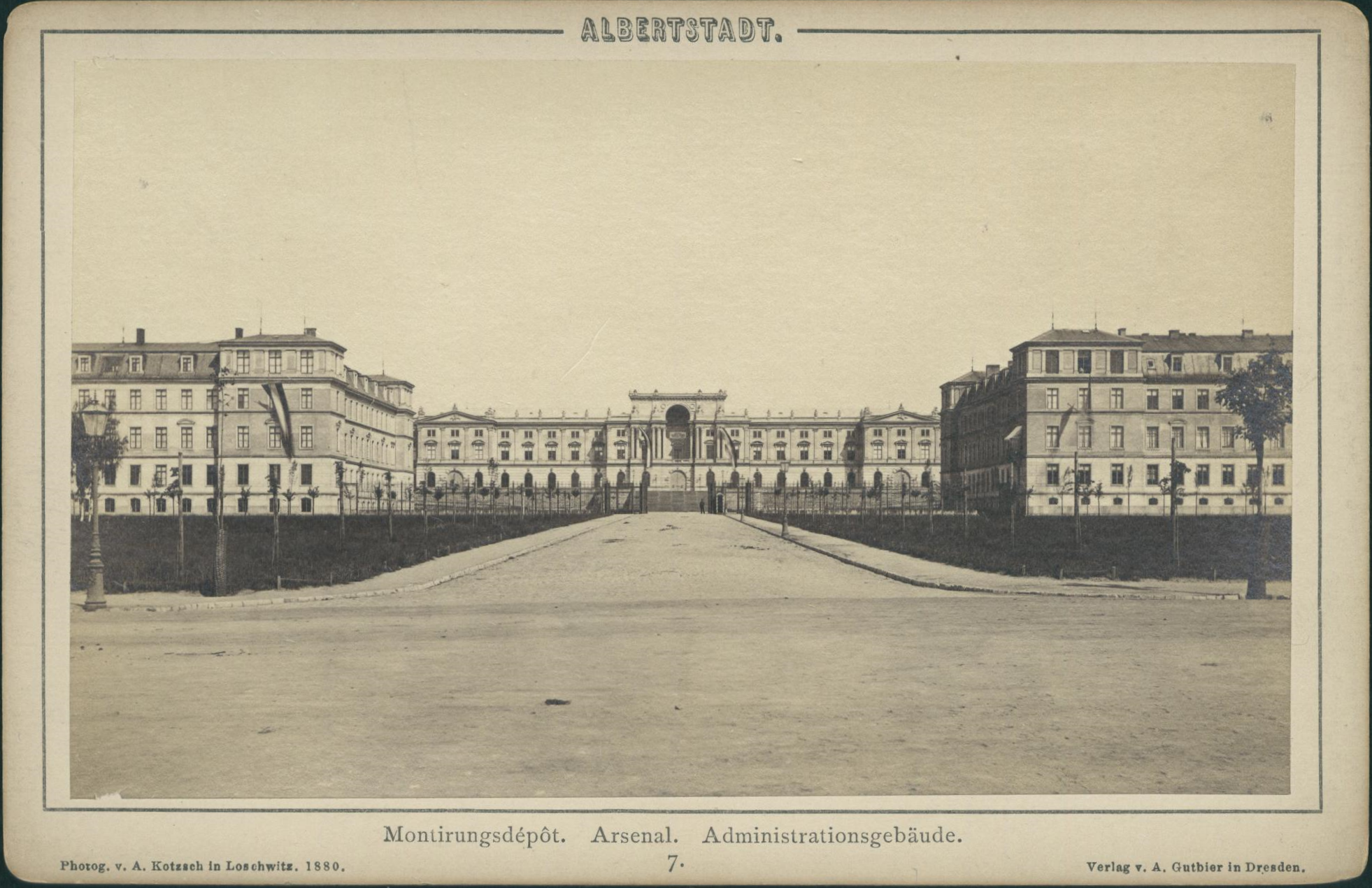
Montirungsdepot, Arsenal, Administrationsgebäude
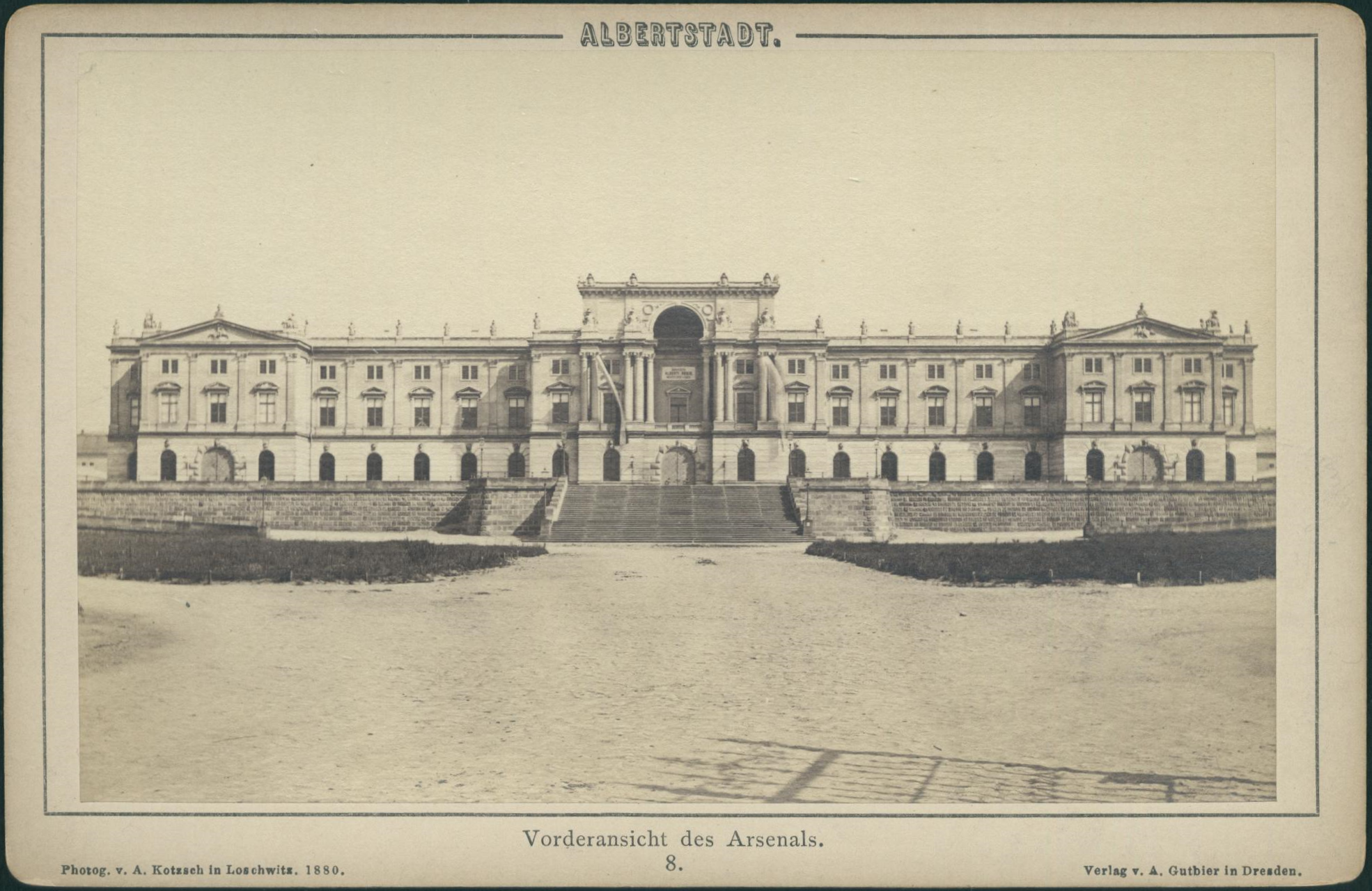
Vorderansicht des Arsenals
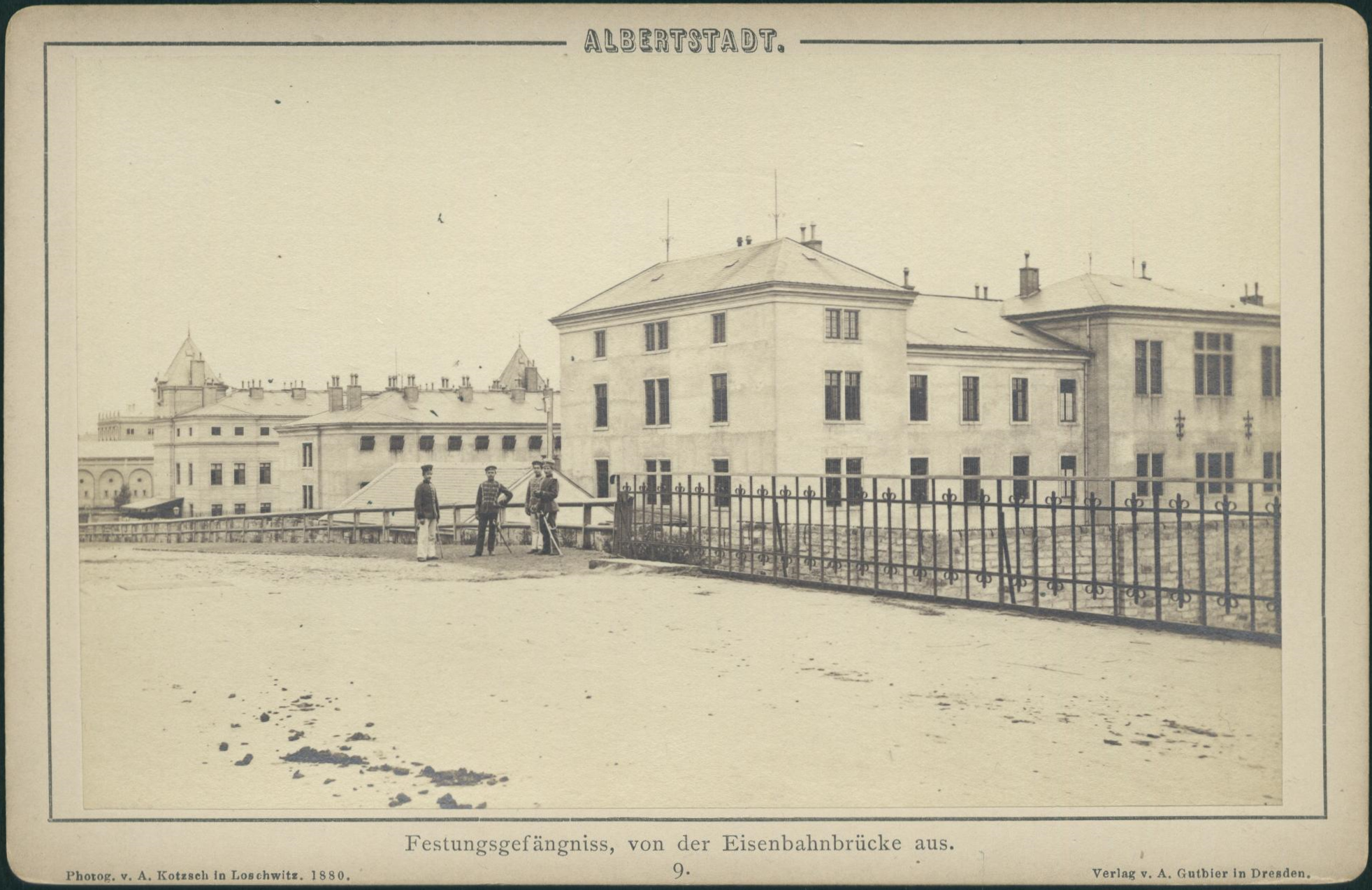
Festungsgefängniss, von der Eisenbahnbrücke aus
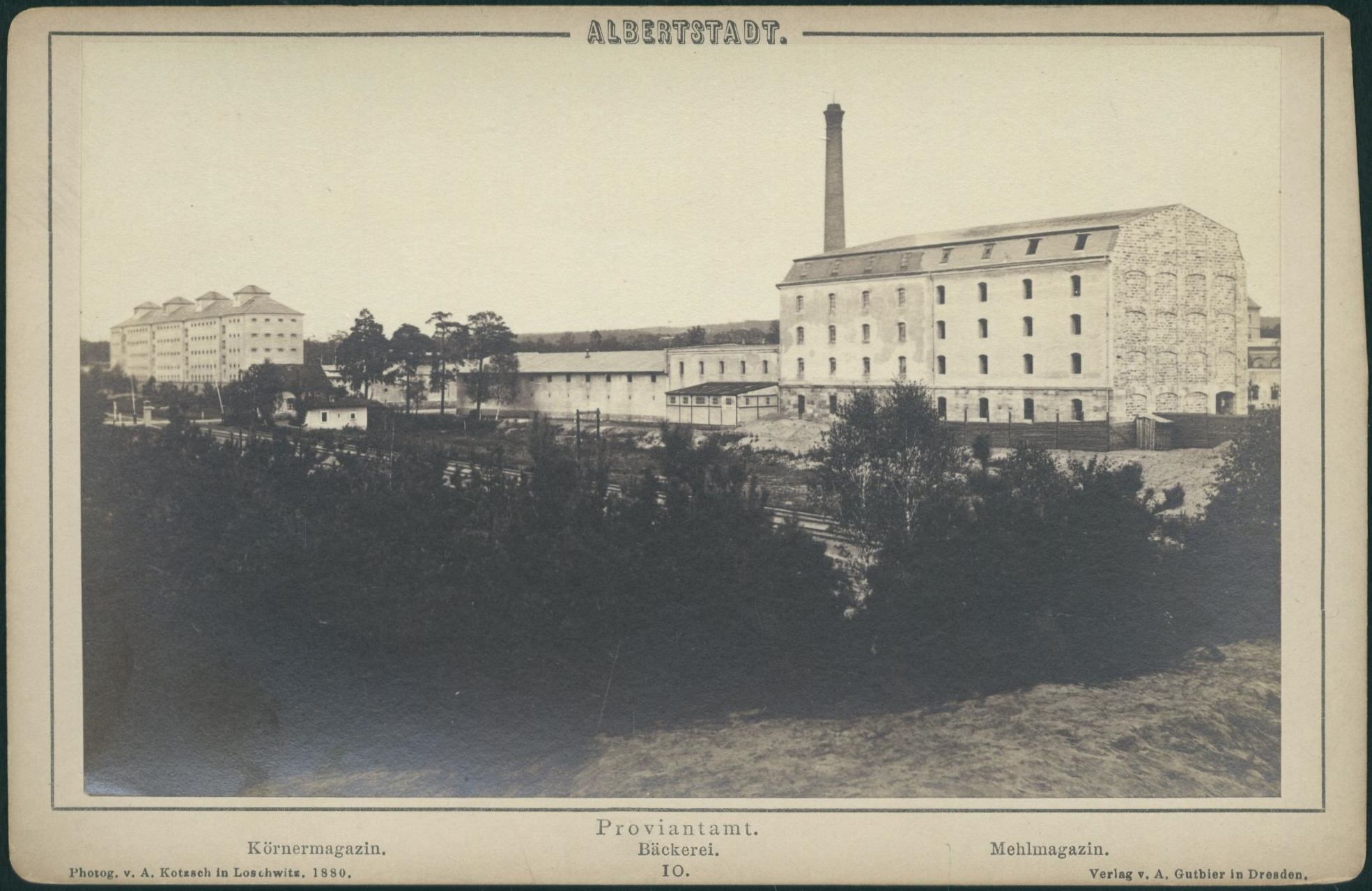
Proviantamt: Körnermagazin, Bäckerei, Mehlmagazin
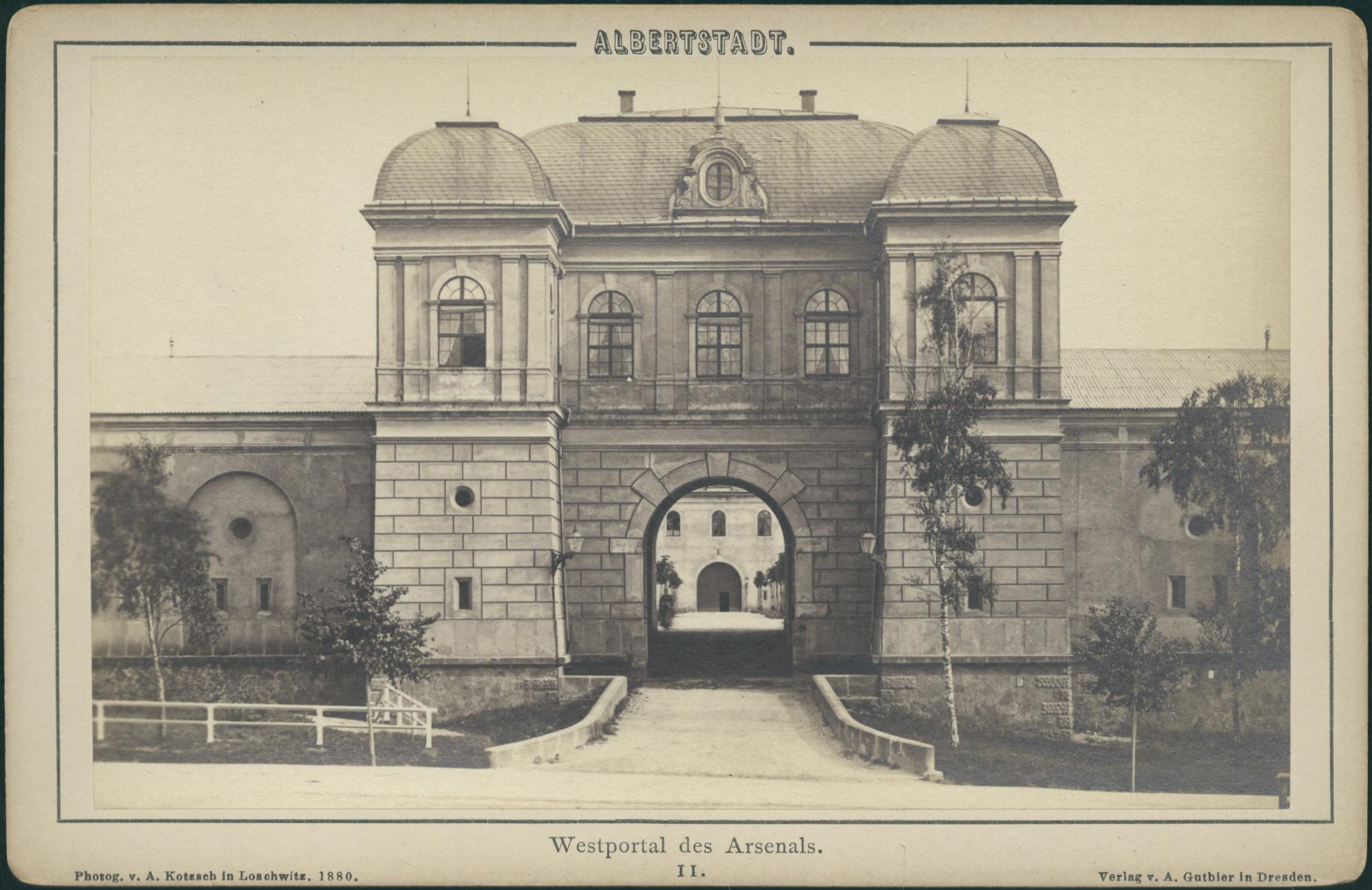
Westportal des Arsenals
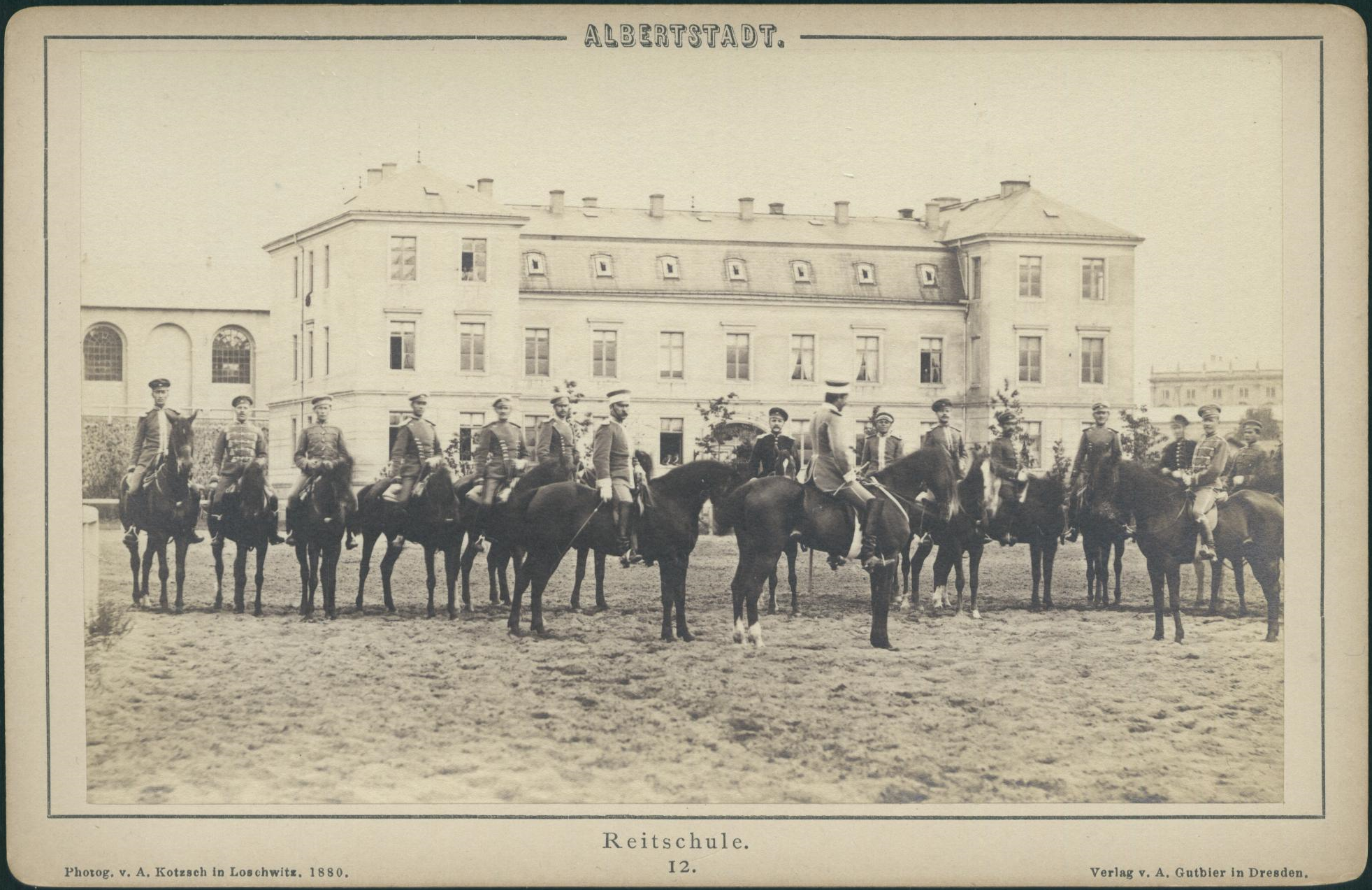
Reitschule
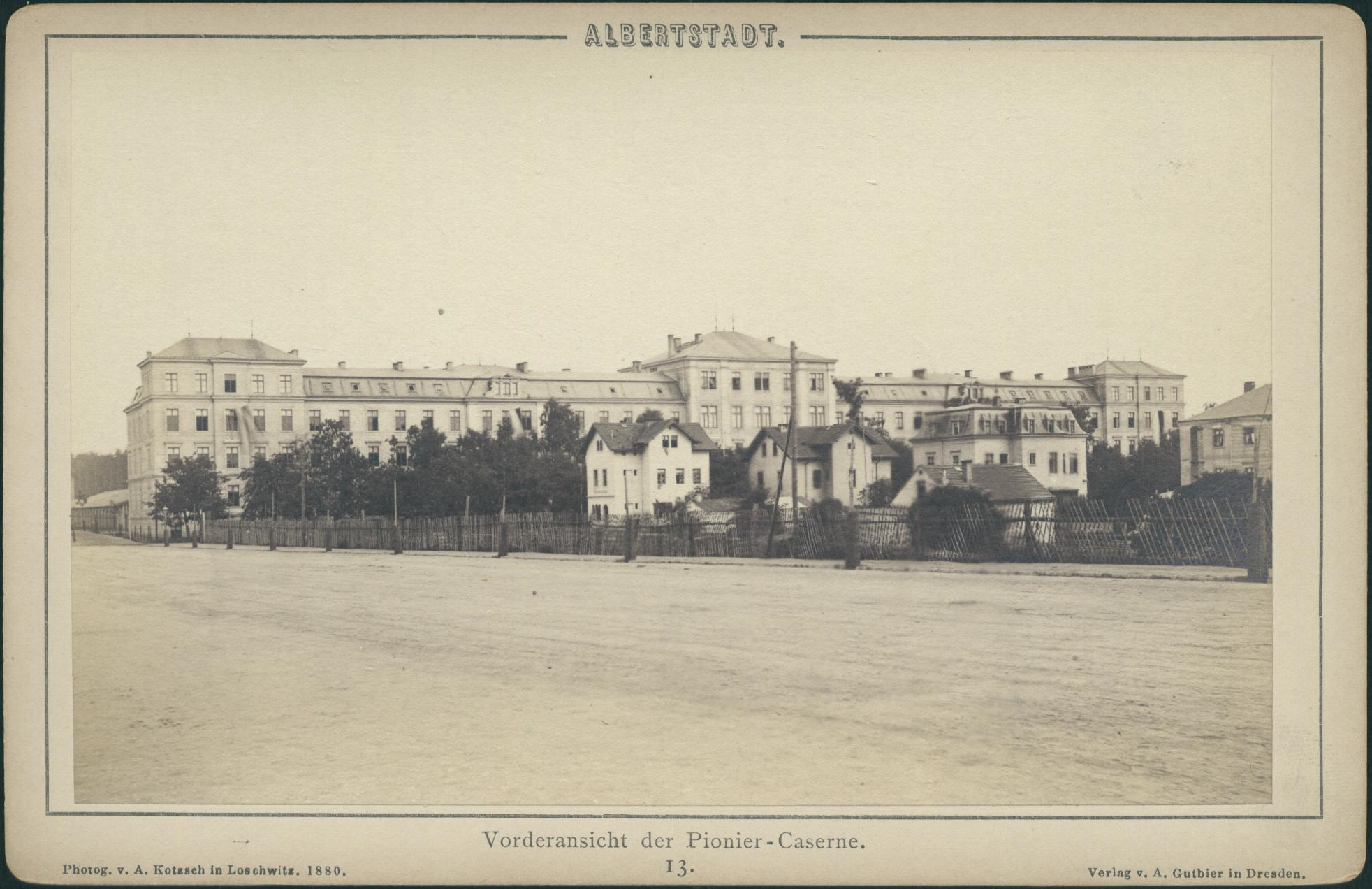
Vorderansicht der Pionier-Caserne
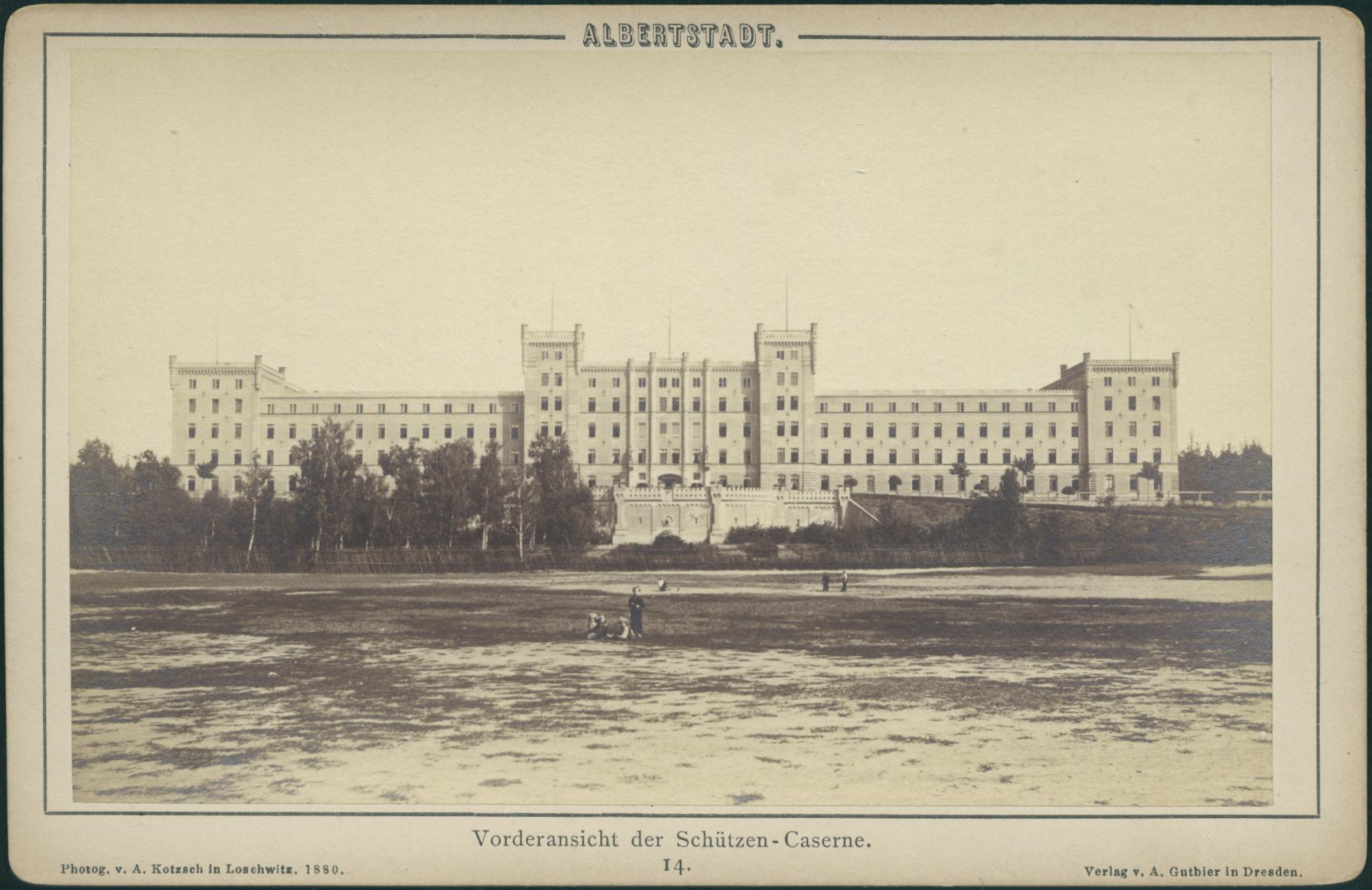
Vorderansicht der Schützen-Caserne
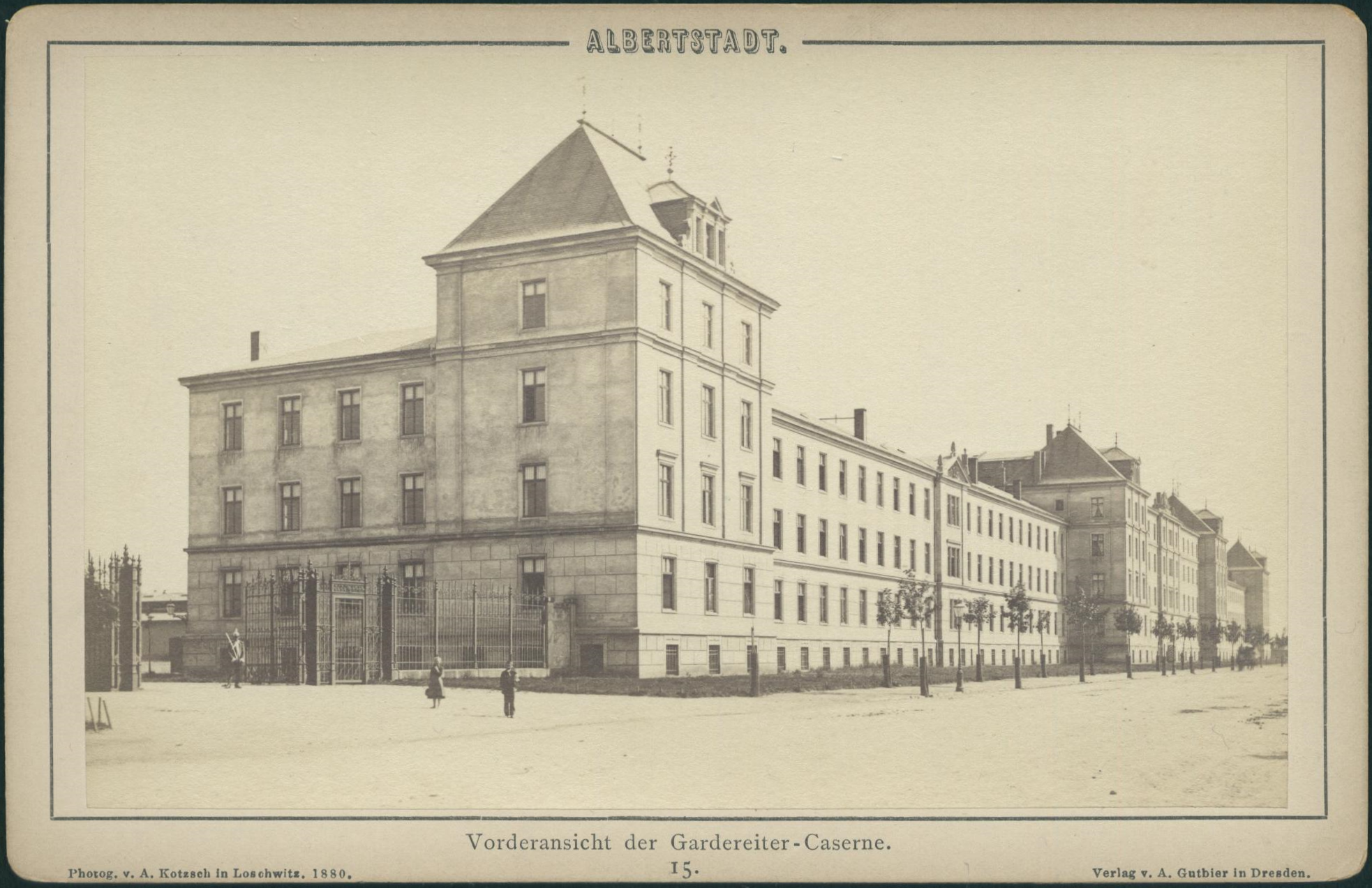
Vorderansicht der Gardereiter-Caserne
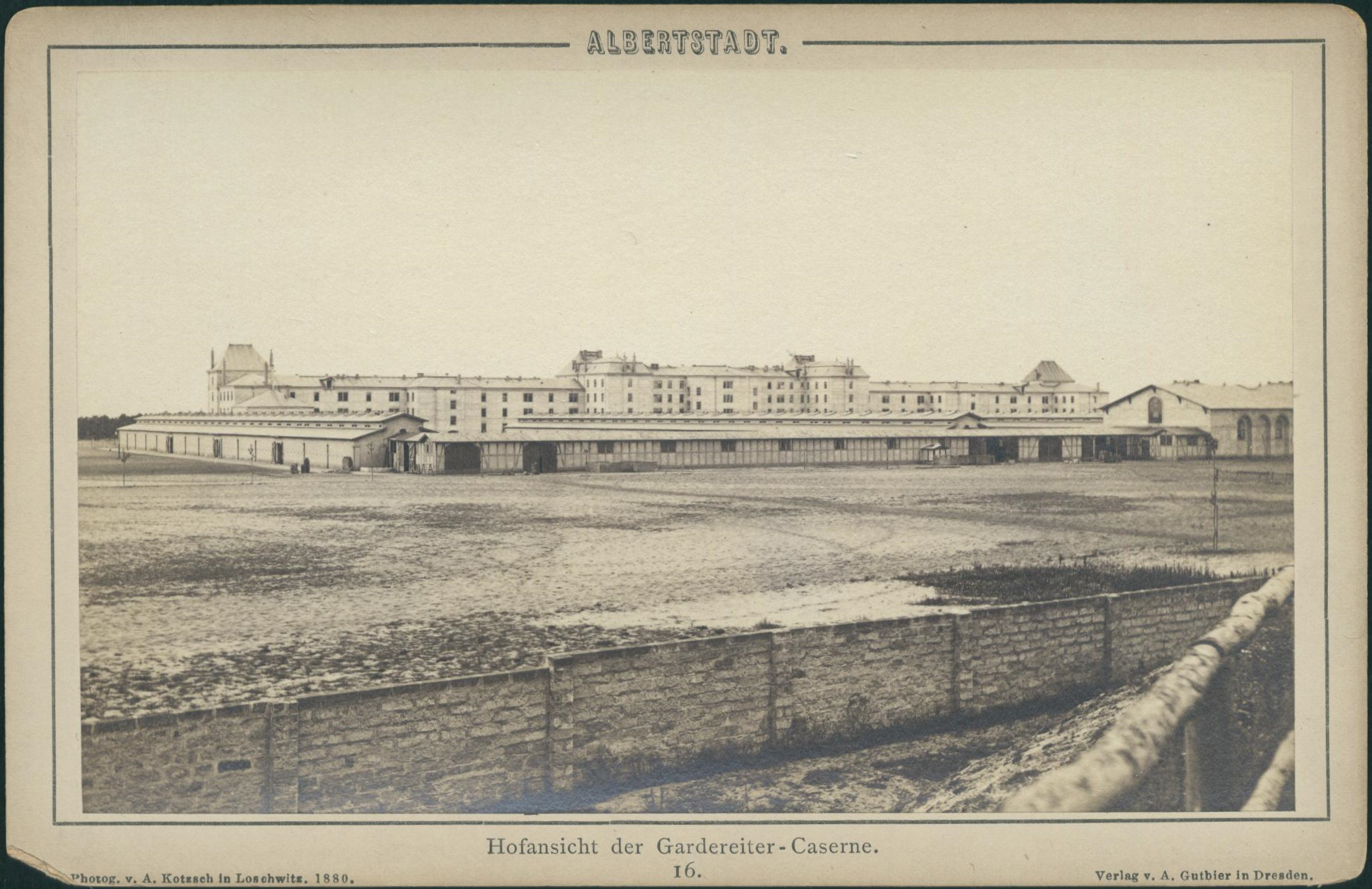
Hofansicht der Gardereiter-Caserne
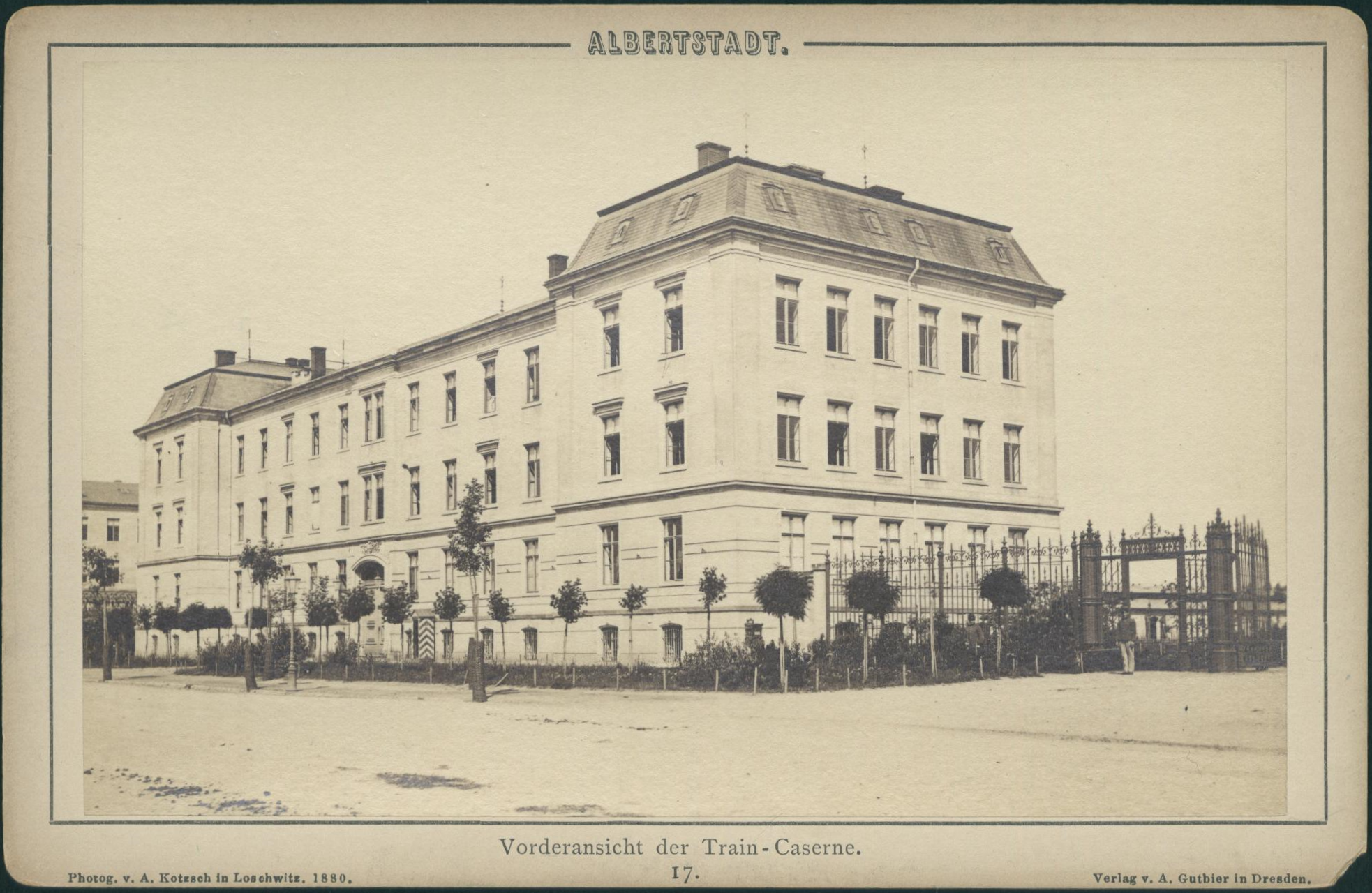
Vorderansicht der Train-Caserne
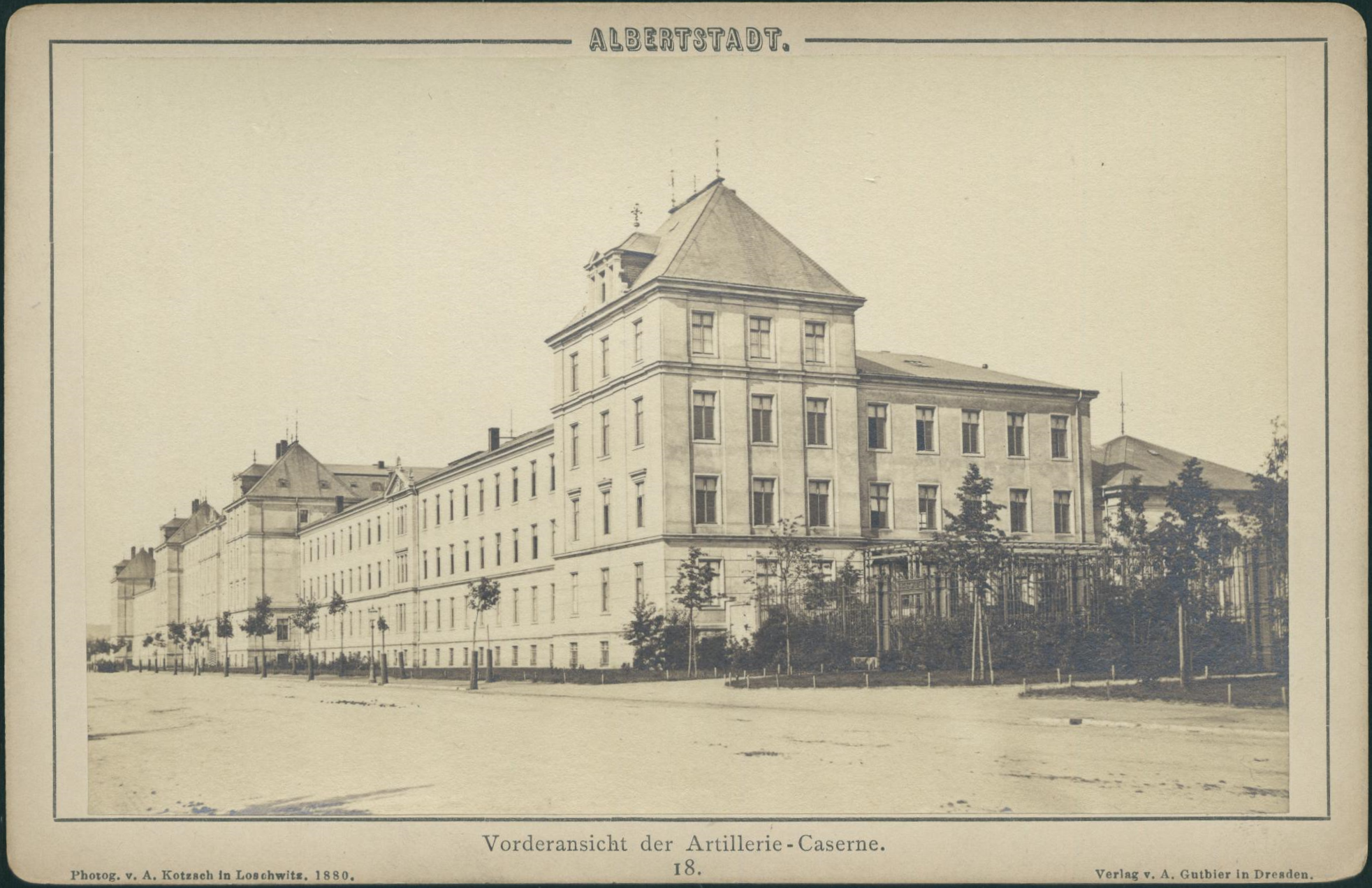
Vorderansicht der Artillerie-Caserne

In der Albertstadt ist eine Dreiteilung der Militärgebäude erkennbar:
- im Osten die Infanteriekasernen, das Lazarett und die Kadettenanstalt
- zentral der Arsenalkomplex und die Versorgungsanstalten, die Garnisonkirche und weitere Kasernen
- im Westen die Kavallerie- und Artilleriekasernen.

### Ehemaliges Arsenal

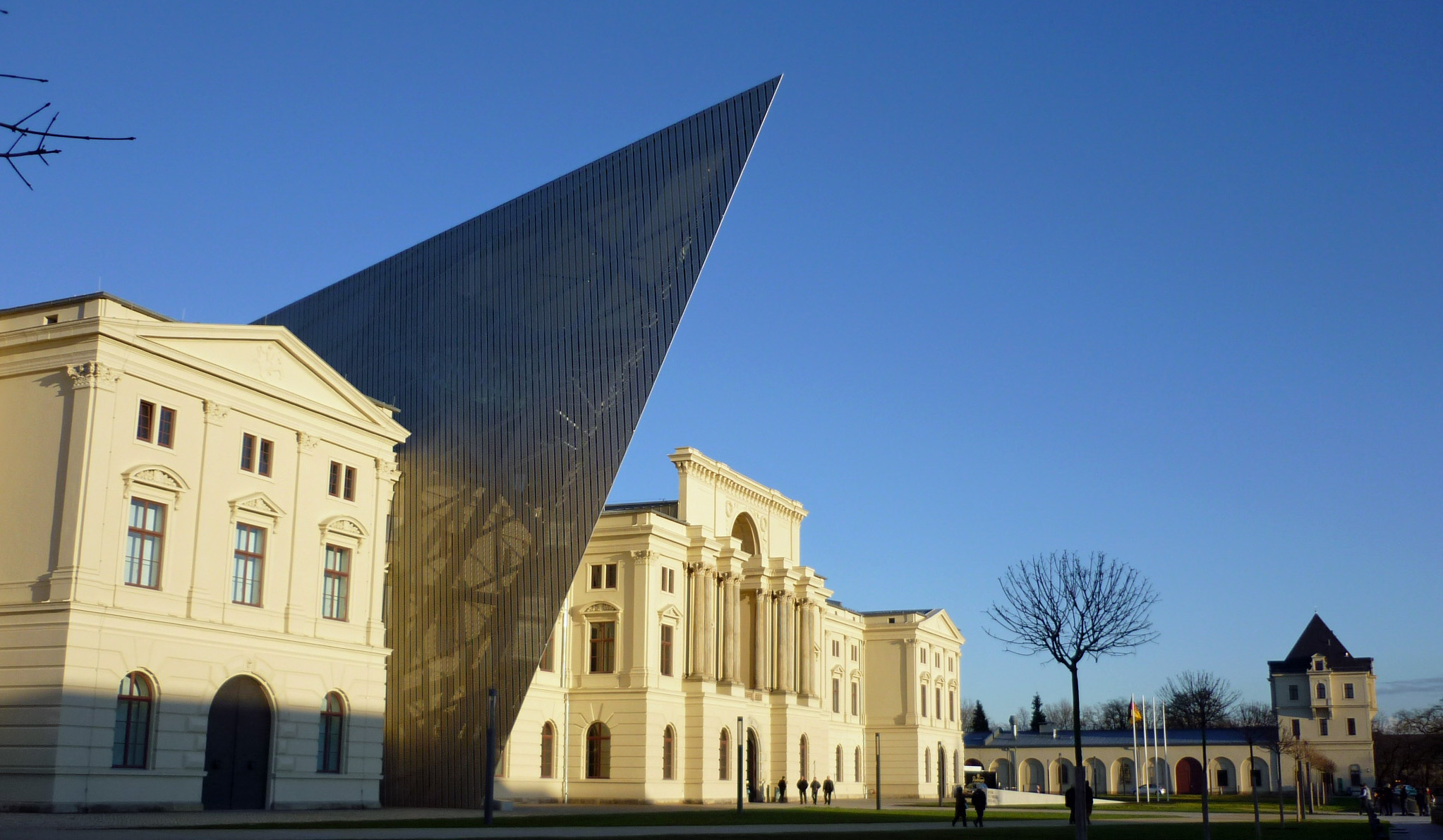
Das alte Portal des Arsenals ist beim Militärhistorischen Museum der Bundeswehr auch nach dem Umbau ein zentrales Element

In der Zeit, als die meisten Militärunterkünfte noch in der Stadt lagen, diente das Albertinum samt Pulverturm an der Brühlschen Terrasse als Dresdner Zeughaus. Dieses lag nahe dem Schloss und der bürgerlichen Innenstadt um den Neumarkt.
Ein neues Arsenal entstand in der Albertstadt. Das dortige dreiflüglige Hauptgebäude wurde 1873 bis 1877 erbaut und diente auf zwei Etagen als Waffenlager. Im Erdgeschoss waren Geschütze untergebracht und im ersten Stock Handfeuerwaffen. Die Front des Gebäudes mit dem auffälligen Portal zeigt zum Königsplatz, jetzt Olbrichtplatz, von dem aus eine Paradestraße und eine breite Treppe auf diesen Haupteingang zulaufen. Hinter dem Gebäude befanden sich Reparaturwerkstätten für Waffen aller Art. Nördlich davon wurde das Arsenal um weitere Depots und Magazine für militärische Ausrüstungsgegenstände vergrößert. Zum schnelleren Transport von Waffen erhielt das Gelände im Jahr 1901 einen Gleisanschluss (siehe unten).
Das Arsenalhauptgebäude wurde 1918 vollständig in ein Museum umgewandelt wie zuvor sein Vorgänger Albertinum. Bis in die Gegenwart betreuen reguläre Streitkräfte die Sammlung, heute als Militärhistorisches Museum der Bundeswehr. Das Gebäude, das nun von einem markanten Metallkeil durchtrennt wird, wurde nach einem Entwurf von Daniel Libeskind umgestaltet und im Herbst 2011 wiedereröffnet.

### Garnisonkirche

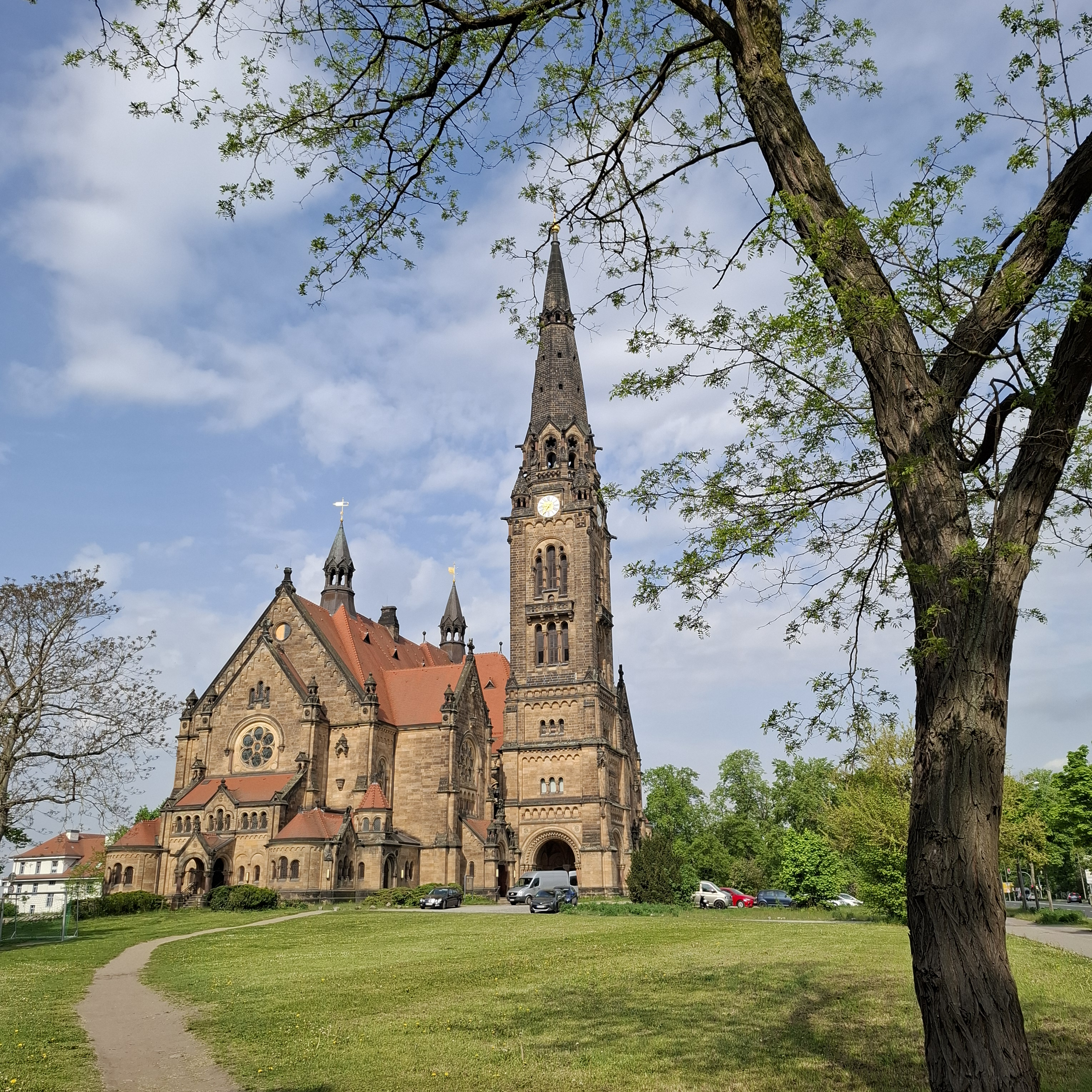
Garnisonkirche

Die Garnisonkirche an der Stauffenbergallee entstand von 1893 bis 1900, ebenfalls zentral gelegen. Sie wurde als neuzeitliche Doppelkirche mit nur einem Turm, aber sowohl einem katholischen als auch einem evangelischen Kirchenraum (vergleiche Simultankirche) geplant. Sie war jedoch nie eine ökumenische Einrichtung und hat auch getrennte Eingänge zu den beiden Gottesdiensträumen. Die Kirche diente ursprünglich nur der Garnison, war also keine Pfarrkirche. Sachsen war zwar überwiegend evangelisch-lutherisch, allerdings gab es vor allem in der Lausitz und im Südwesten viele katholische Gemeinden. So konnte das Verlangen der großen Garnison nach Gottesdiensten für beide Konfessionen erfüllt werden.
Die Garnisonkirche hatten die Dresdner Architekten William Lossow und Hermann Viehweger geplant, die zahlreiche Sakral- und Profanbauten in Dresden bauten. Vom Stil muss man die Kirche dem Späthistorismus zuordnen; Stilelemente der Romanik prägen sie wesentlich. Besonders auffällig ist die reich strukturierte Rückseite mit zahlreichen Nischen und Anräumen, die einen Zentralbau erwarten lassen. Der Kirchturm ist etwa 90 Meter hoch und damit etwa so groß wie die Kirchtürme in der Innenstadt. Dank der erhöhten Lage bietet sich von dort ein hervorragender Ausblick über die gesamte Stadt und das Umland. Die Glocken im Kirchturm wurden aus französischen Geschützen gegossen, die im Deutsch-Französischen Krieg erobert worden waren.
Im Zweiten Weltkrieg wurde die Kirche nicht beschädigt, und so begann nach 1945 eine kontrastreiche Weiternutzung. Mit dem Auslaufen der Militärseelsorge endete 1945 auch die Nutzung als Garnisonskirche. Die katholische St.-Franziskus-Xaverius-Kirche in der Inneren Neustadt wurde zerstört, daher wurde der katholische Teil zur Pfarrkirche St. Martin der katholischen St.-Franziskus-Xaverius-Gemeinde. Für den weitaus größeren evangelischen Teil gab es zunächst eine Nutzung durch die Gemeinde der zerstörten St. Pauli-Kirche; diese wurde 1965 aufgegeben und der Raum seitdem einer profanen Nutzung zugeführt: Mit Einbau von Zwischendecken wurde hier anschließend ein Teil eines Theaterfundus und die Phonothek der ehemaligen Sächsischen Landesbibliothek (heute: Sächsische Landesbibliothek – Staats- und Universitätsbibliothek Dresden) untergebracht. Nach deren Auszug beherbergt seit 2004 der nicht mehr kirchlich genutzte evangelische Teil die Puppentheatersammlung der Staatlichen Kunstsammlungen Dresden. Seit 1998 nutzen neben der katholischen Pfarrgemeinde sowohl die katholische als auch die evangelische Militärseelsorge den katholischen Teil.

#### Militärfriedhof
Der ehemalige Militärfriedhof der Albertstadt ist der Nordfriedhof. Er liegt in der südwestlichen Ecke der Dresdner Heide, östlich der Marienallee beziehungsweise des Kannenhenkels. Angelegt bereits im Jahre 1901, wurde der Friedhof im Zusammenhang mit den beiden Weltkriegen mehrfach erweitert. Die heute auch zivil genutzte Anlage ist letzte Ruhestätte vieler bekannter sächsischer Militärs, wie zum Beispiel der Generale und Kriegsminister Adolph von Carlowitz und Paul von der Planitz, sowie der Widerstandskämpfer Friedrich Olbricht und Hans Oster. Im Jahr 1945 kam auf der anderen Straßenseite der Sowjetische Garnisonfriedhof hinzu, auf dem Angehörige der Roten Armee begraben liegen, die im oder nach dem Zweiten Weltkrieg in Dresden starben.

### Versorgungsbauwerke
Die Albertstadt sollte als Garnison weitgehend autark funktionieren. Neben Kavallerieversorgungs-, Wäscherei- und Schlachtanstalt gehörten die Heeresbäckerei, ein Wasser- und Kraftwerk zu den Versorgungsbauwerken. Der mittlere Bereich des Militärkomplexes um das Arsenal und entlang der Königsbrücker Straße war von den Versorgungsgebäuden geprägt. Zu Truppenverlagerung sowie zum Transport der Grundstoffe und Produkte der Versorgungsbetriebe entstand die Zeugmeistereibahn mit einigen Bahnanschlüssen.

#### Heeresbäckerei

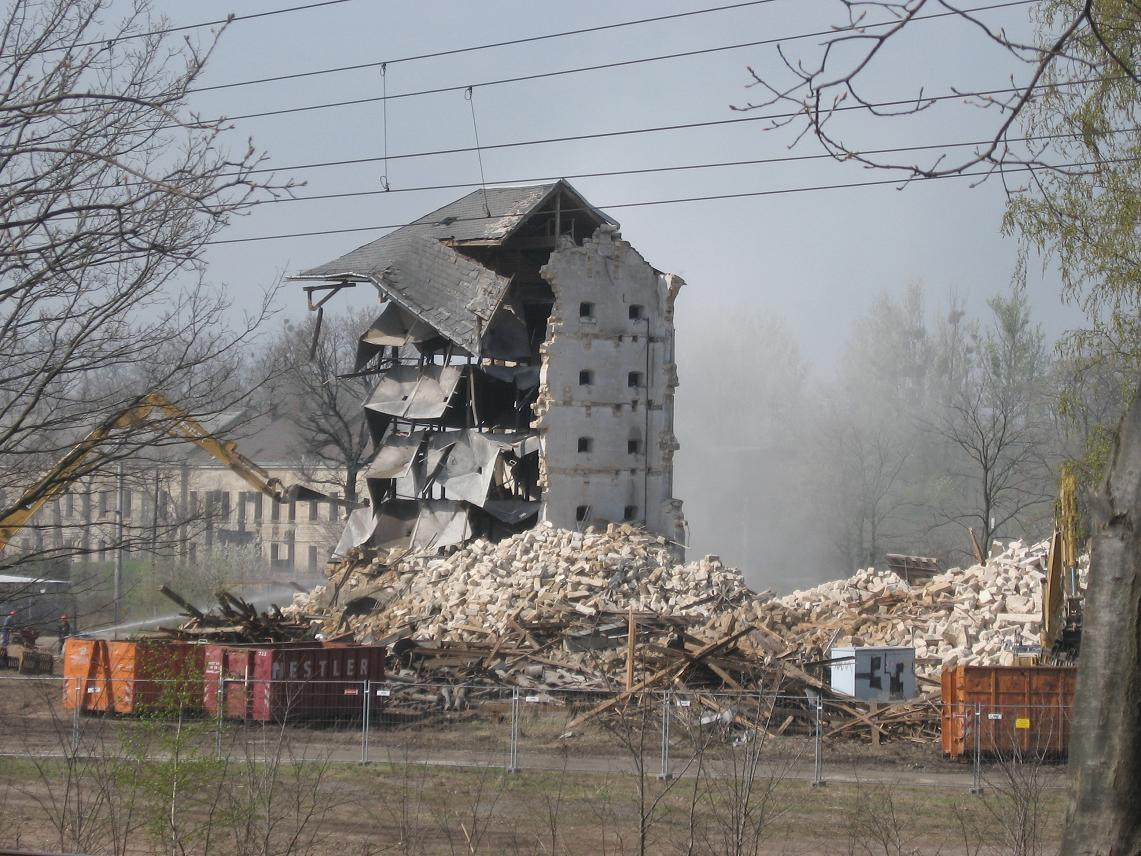
Rest/Abriss des südlichen Speichergebäudes der Heeresbäckerei

Zwischen Königsbrücker Straße und Bahnstrecke wurde die Heeresbäckerei angelegt. Die Bäckerei liegt damit zwischen den Bahnanlagen zur Rohstoffversorgung und den Proviantmagazinen im Gebäudekomplex des Arsenals. Ausgeführt wurden die Gebäude im typischen Industriestil der damaligen Zeit.
Die Kapazität der Anlage reichte weit über die Versorgung der Albertstadtkasernen hinaus und so diente die Heeresbäckerei zur Versorgung der gesamten Sächsischen Armee mit Backwaren. Zur eigentlichen Bäckerei gehörten das Brotmagazin für die Erzeugnisse und das Kornsilo, eine Mühle und das Mehlmagazin.
Die eigentliche Bäckerei um den erhaltenen markanten Schornstein dient nach einem Umbau als Gaststätte.
Die Korn- und Getreidesilos waren in zwei Sandstein-Gebäuden nördlich längs zwischen der Bahnstrecke und einem Anschlussgleis untergebracht. Die Speicher wurden noch bis etwa 1990 genutzt. Einer davon wurde abgebrochen, in den anderen zog nach dessen umfassender Sanierung 2000 das Stadtarchiv der Stadt Dresden ein.

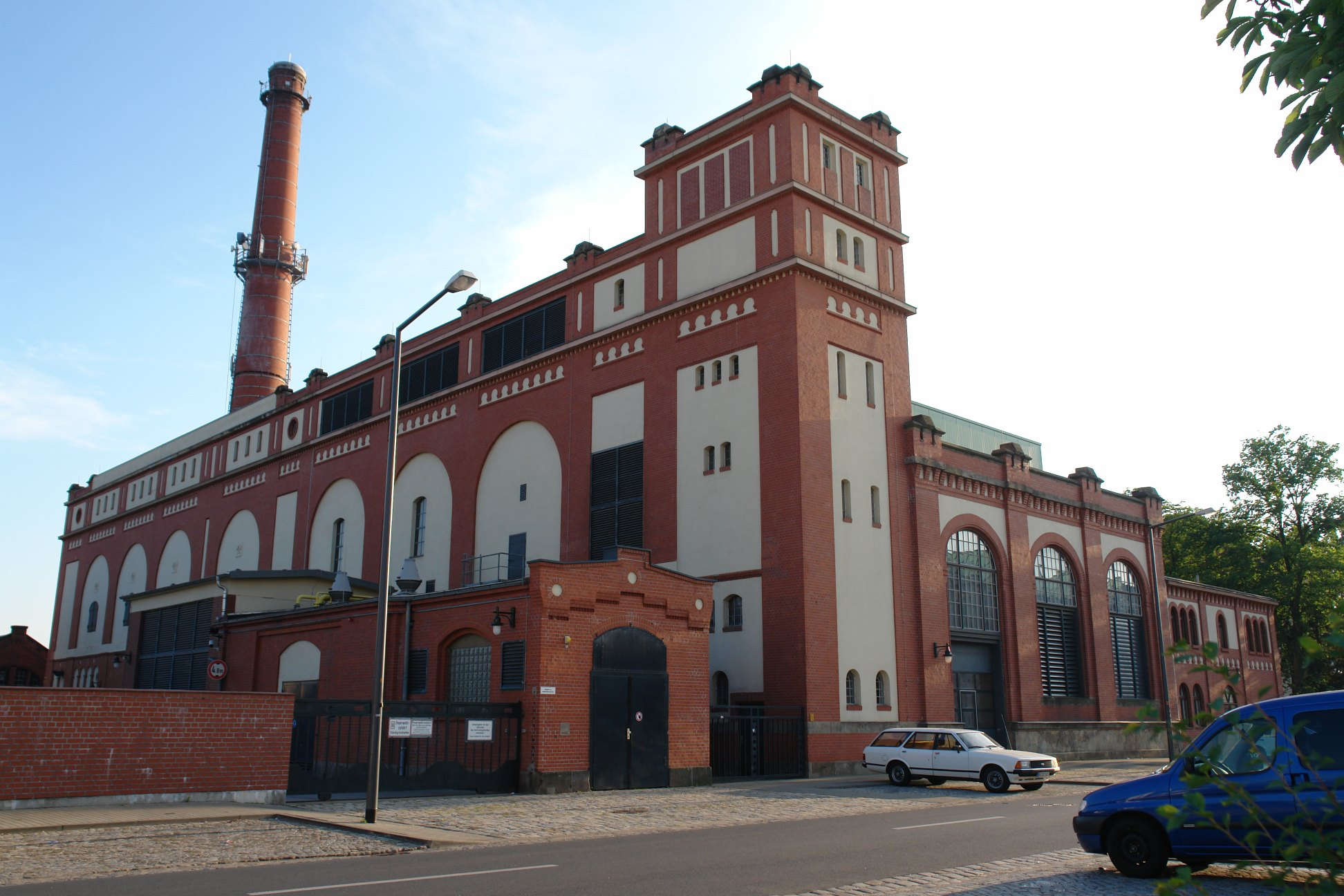
Das Heizkraftwerk Nord im Industriegelände

#### Kraftwerk
Die Kasernenanlage sollte eine selbstständige Stromversorgung erhalten. Dazu wurde im Bereich der Werkstätten nördlich des Arsenals zwischen 1901 und 1902 ein Kohlekraftwerk errichtet. Schon 1922 wurde das Kraftwerk aus dem Kasernenkomplex herausgelöst und zur Versorgung des demilitarisierten Industriegeländes genutzt, das nördlich aus der Kasernenanlage ausgelagert wurde.
Die DREWAG betreibt das Gebäude als Heizkraftwerk Nord. Es wurde 1995 auf Erdgas als Brennstoff umgestellt und dient heute neben der Stromerzeugung zur allgemeinen Fernwärmeversorgung. Dabei wurde auch die Klinkerfassade erneuert, die zwischen den hauptsächlich aus Sandstein erbauten Bauwerken der Albertstadt auffällt.

#### Wasserwerk
Analog zum Kraftwerk sollte das Wasserwerk die Albertstadt von der Stadt getrennt mit Frischwasser versorgen. Nicht nur die Soldaten brauchten Wasser, sondern gleichermaßen auch die vielen Pferde in den Kavallerie- und Train-Abteilungen. Auch die Versorgungsbetriebe, vor allem die Heeresbäckerei, wiesen eine hohe Wassernachfrage auf.
In der Nachbarschaft des Kraftwerks entstand deshalb zwischen 1901 und 1903 das Wasserwerk Albertstadt, Charlottenstraße 13. Ursprünglich besaß es eine Förderleistung von 300 m³ pro Stunde, wurde aber 1908, 1915 und nach 1990 jeweils erweitert. Die denkmalgeschützte Anlage dient nach wie vor als Wasserwerk und versorgt ausschließlich das Werk von Infineon, das benachbart zur Albertstadt in den Hellerbergen liegt.

#### Zeugmeistereibahn

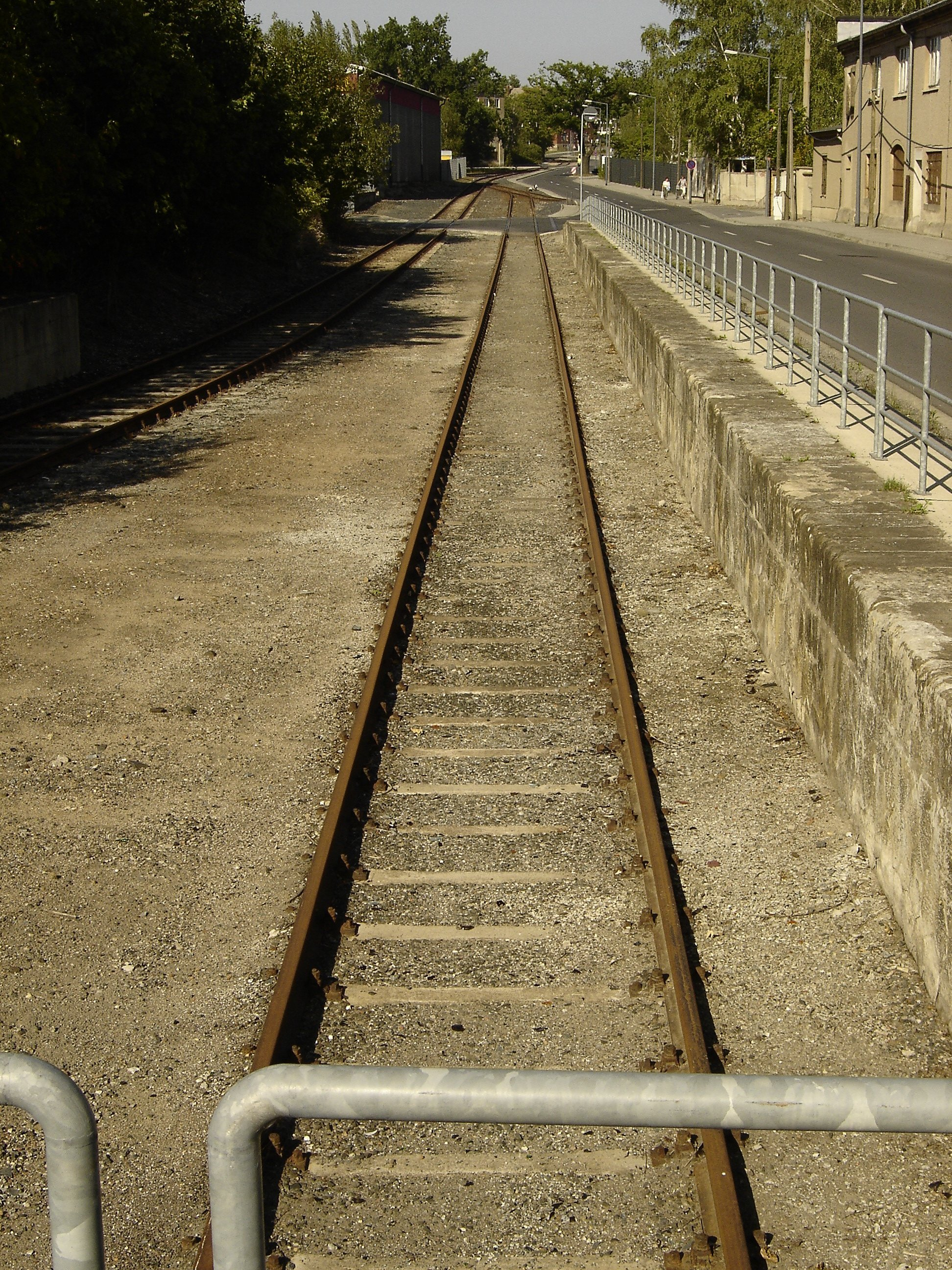
Ladegleis der Zeugmeistereibahn

Als Anschluss des Militärkomplexes an die Eisenbahnstrecke wurde die Zeugmeistereibahn erbaut. Diese reichte von Norden her bis zum Arsenal und war damit an ihrem Hauptstrang etwa 1,6 Kilometer lang. Angelegt wurde die Bahnanlage nicht in der Hauptbauphase der Albertstadt bis 1877, sondern erst zwischen 1900 und 1901. Nach deren Bau entstand auch das Kraftwerk, das über die Bahn besser mit Kohle versorgt werden konnte. Später ergänzten weitere Anschlussgleise und Nebenstränge die Anlage. In der Hauptzeit der Munitionsherstellung zwischen 1916 und 1918 gab es für die Bediensteten der Fabriken den „Hp Dresden-Arsenal“, der aber nicht dem heutigen Haltepunkt Dresden-Industriegelände entspricht. Nach dem Ende des Ersten Weltkriegs ging die Bedeutung der Bahn vor allem für die Gebäude um das Arsenal zurück, da in der Entmilitarisierung gemäß Versailler Vertrag nur noch zivile Nutzungen zulässig waren. Die Zeugmeistereibahn wurde als „Industriebahn“ für das zivile Industriegelände fortgeführt.
1953 ging die Anlage an den „VEB Verkehrsbetriebe der Stadt Dresden“ über, die 1992 in die Dresdner Verkehrsbetriebe umgewandelt wurden. Zuletzt unterhielten die Verkehrsbetriebe selbst drei Rangierlokomotiven. 1992 summierte sich die gesamte Gleislänge der Industriebahn auf 15 km Länge.
Obwohl die Zeugmeistereibahn seit 1990 immer weniger genutzt wurde und seit dem Jahr 2004 stillgelegt ist, wurde die Strecke in Abschnitten im Jahr 2000 bei Straßenerneuerungen restauriert, so dass die Gleisanlagen in sehr gutem Zustand sind. Die Verbindung zur Eisenbahnstrecke besteht nicht mehr, da im Zuge des Ausbaus der S-Bahnstrecke bis zum Flughafen der Übergabegüterbahnhof abgebaut wurde. Die DB lehnte 2004 den Einbau einer Abzweigweiche ab, da diese nur an ein zentrales Stellwerk angeschlossen werden könnte. Die nach 2000 gelaufenen Umbaumaßnahmen am Bahnhof Dresden-Neustadt beinhalteten keine Wiederherstellung des Gleisanschlusses.

### Militärgericht und Gefängnis

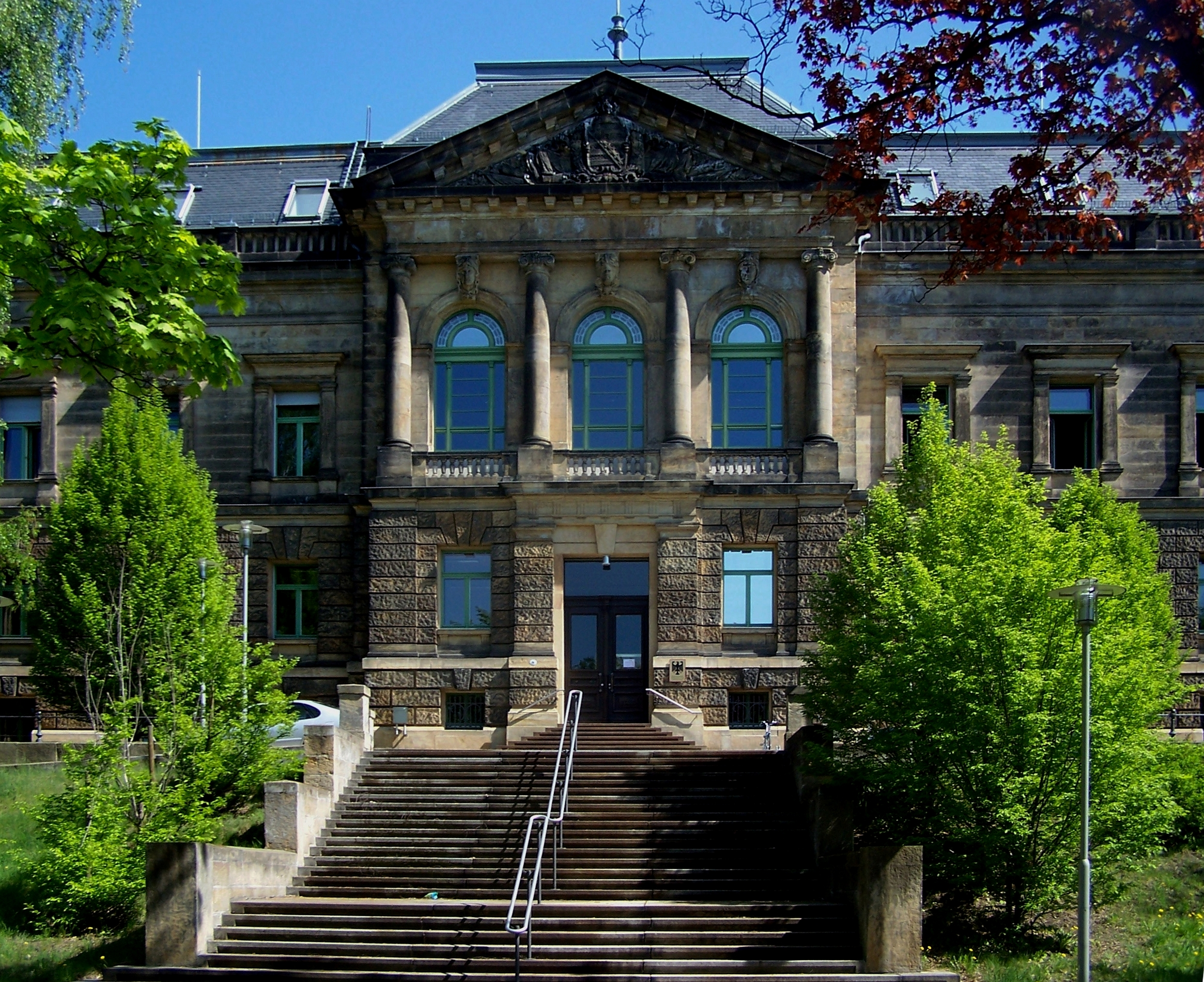
Das neue Gerichtsgebäude an der Fabricestraße (bis 2011 Proschhübelstraße), heute eine Niederlassung der Bundesanstalt für Arbeitsschutz und Arbeitsmedizin

Für die Garnison wurden neben den Verwaltungsgebäuden auch Gebäude für die Militärgerichtsbarkeit erbaut. Schon 1835 entstand die Militärstrafanstalt, die den Ansprüchen der in den 1870er Jahren gewachsenen Albertstadt nicht mehr gerecht wurde. So erfolgte 1879 dann die Verlegung in den Gebäudekomplex an der Königsbrücker Straße, Ecke Fabricestraße (bis 2011 Proschhübelstraße). Das Gefängnis dort, als Festungsgefängnis bezeichnet, diente auch zum Vollzug der besonderen Festungshaft und ist heute Depot des Militärhistorischen Museums der Bundeswehr. Festungshaft ohne Zwang zur Arbeit galt als ehrerhaltend und wurde insbesondere gegen Offiziere ausgesprochen. Für kleinere Arreststrafen wurden Räume in den Wachgebäuden der Kasernen eingerichtet. Für längere Arreststrafen enthielt der Gefängniskomplex die getrennte Disziplinararrestanstalt für Strafen, die über mehrere Wochen verhängt wurden.
In der Mitte des Komplexes befand sich das Militärgericht. Es wurde als oberstes Militärgericht der Sächsischen Armee angelegt und erhielt die drei militärstrafrechtlichen Ebenen des Korps-, Gouvernements- und Divisionsgerichts mit jeweils eigenen Gerichtssälen und Verwaltungsräumen.
Später entstand ein neues größeres Militärgerichtsgebäude an der Fabricestraße. Das alte Gerichtsgebäude wurde zum reinen Verwaltungsbau der Strafanstalt. Das neue Gebäude besitzt ebenfalls drei Stockwerke, ist aber über Nebenflügel größer ausgelegt. Es erhielt eine neoklassizistische, vor allem von dem Portal geprägte Fassade. Die Militärgefängnisse wurden 1920 in ein ziviles Gefängnis umgewandelt. Das neue Militärgerichtsgebäude wurde bis 1992 von der Sowjetarmee genutzt. Seit 1998 befindet sich hier ein Standort der Bundesanstalt für Arbeitsschutz und Arbeitsmedizin.

### Kasernen
Von den Kasernen, die eigene Areale bildeten, sind häufig nur die Unterkunftsgebäude für die Soldaten erhalten. Unabhängig davon, für welche Truppengattung die Kasernen erbaut wurden, enthielten sie noch Werkstätten, Lager und Remisen sowie Stallungen, die später unnötig wurden.

#### Grenadierkasernen

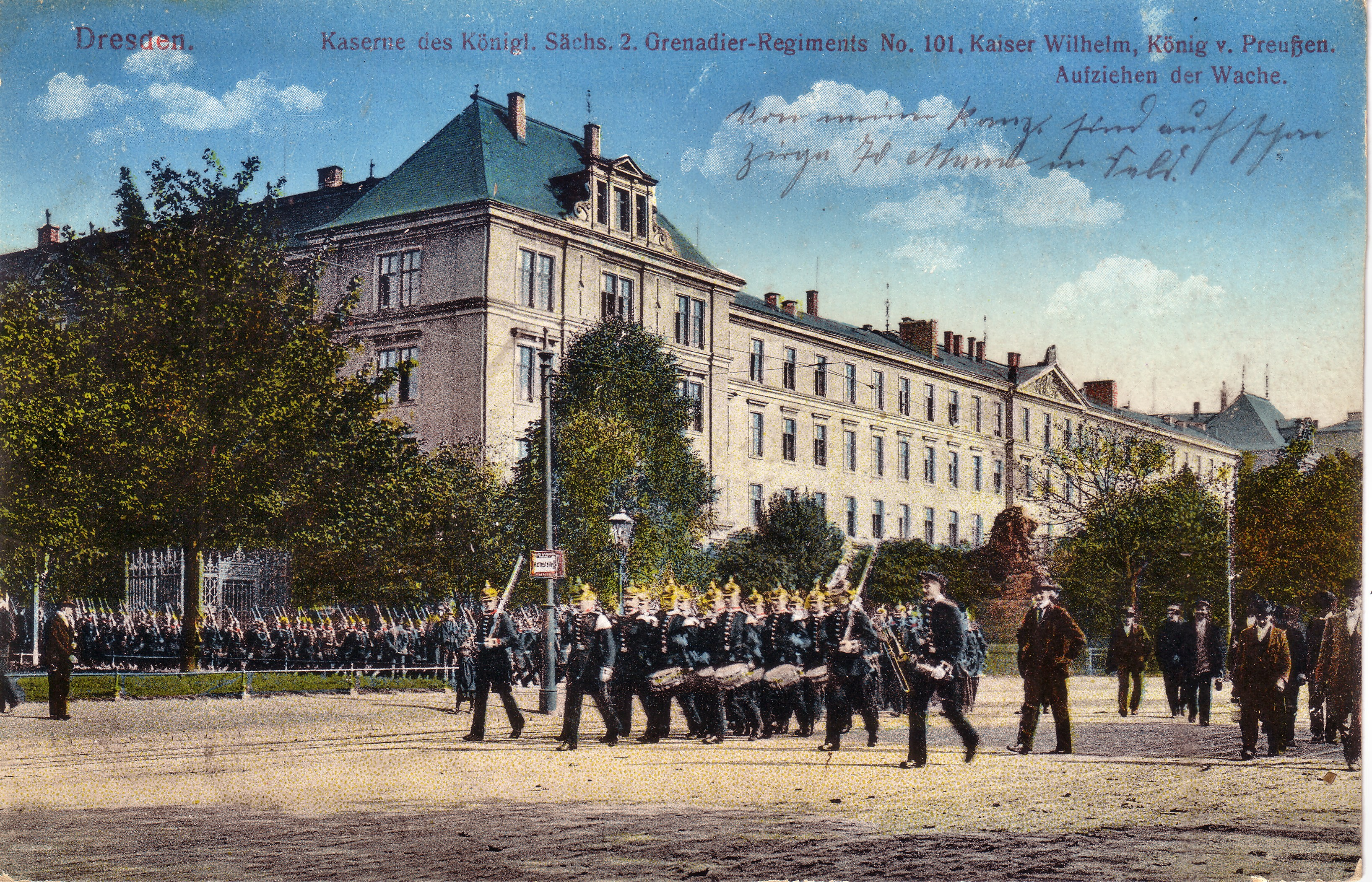
Kaiser-Grenadier-Kaserne, Aufziehen der Wache um 1914

Die „Kaiser-Grenadier-Kaserne“ und die „Leib-Grenadier-Kaserne“ waren symmetrisch in einer Anlage angeordnet. Beide Gebäude sind langgestreckte neoklassizistische Bauten, die mit je 350 Meter Länge dem Verlauf der Allee folgen. Hinter den Kasernen befanden sich die Exerzierplätze und Nebenbauwerke. Die beiden Hauptgebäude besaßen jeweils vier angebaute Flügel auf der von der Allee abgewandten Seite. Diese Flügel, die wohl die Unterkünfte der Mannschaften enthielten, reichten in den Exerzierplatz hinein. Die drei Hauptteile zwischen den Flügeln besaßen symmetrische Haupt- und Nebenportale mit großen Treppenhäusern. Die Kasernen waren modern ausgestattet. So sollten vor allem zeitgemäße Sanitäranlagen die Truppenhygiene verbessern. Neben einfachen Unterkunftsräumen gab es Speise- und Aufenthaltsräume.

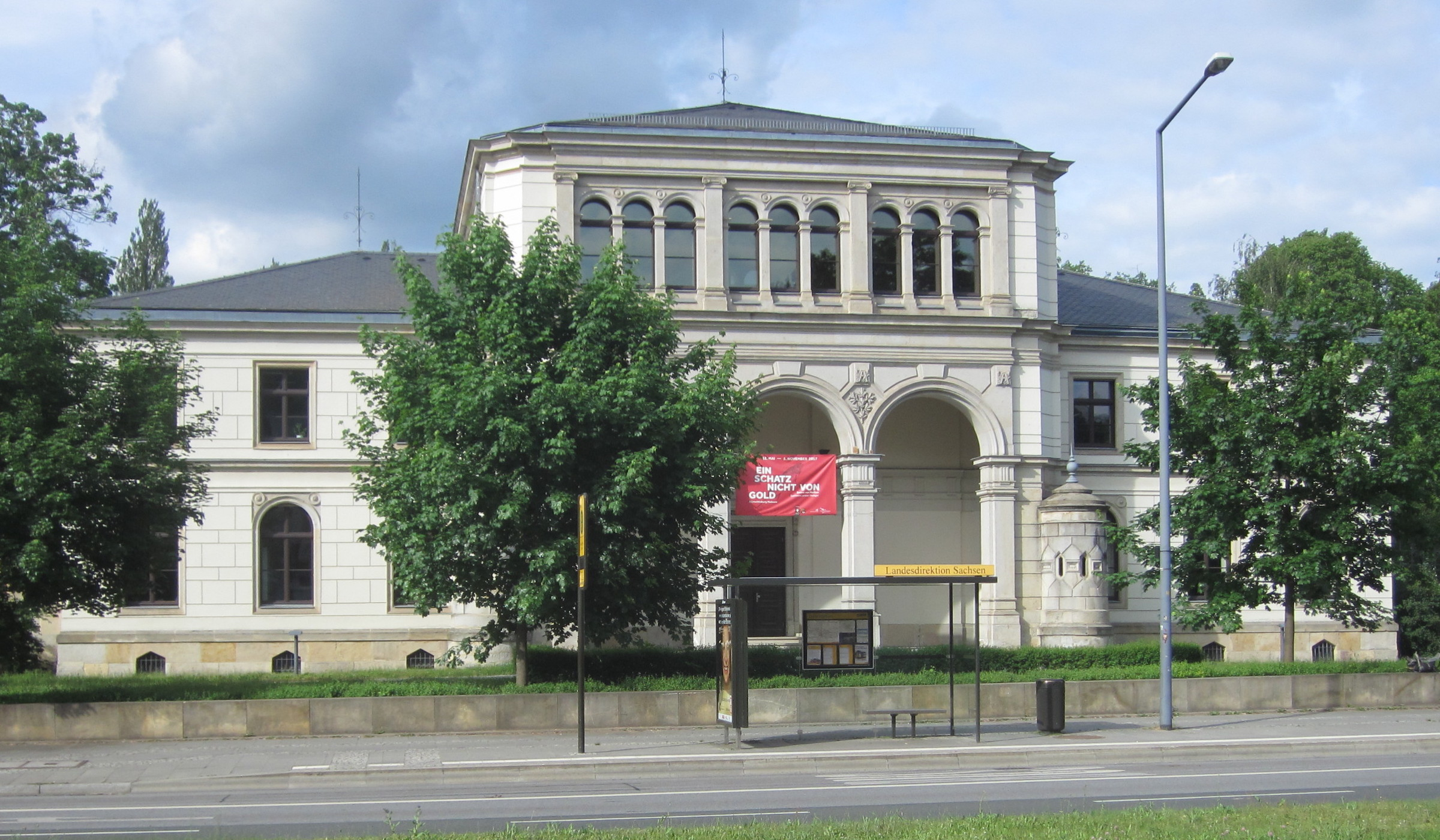
Hauptwache 2017

Zwischen den langgestreckten Bauwerken befindet sich die Hauptwache für beide Kasernen. Auch dieses Gebäude ist ein typischer Vertreter des Historismus. Es besitzt zur Allee angesetzt einen Säulengang aus drei Säulen die in Bögen in das dritte obere Stockwerk aufgehen. Seitlich sind dem Gebäude zwei Flügel angesetzt, wodurch das Haus eher einer Villa dieser Zeit gleicht. In diesem Wachgebäude waren die Arrestzellen beider Kasernen untergebracht.
Bei den Luftangriffen auf Dresden 1945 wurde die westliche „Leib-Grenadier-Kaserne“ getroffen und weitgehend zerstört. Die verbliebenen Hauptgebäude an der Stauffenbergallee 2 und 4 dienen zivilen Zwecken.

#### Schützenkaserne

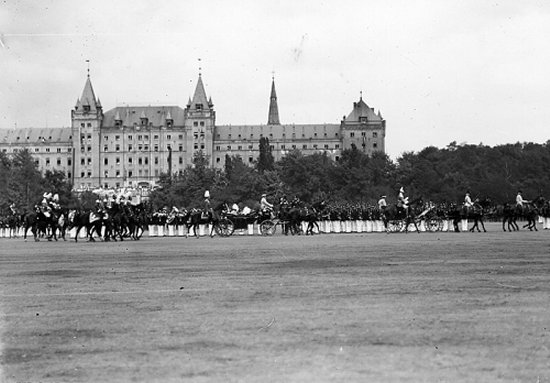
Die Schützenkaserne 1901 während einer Königsparade auf dem Alaunplatz

Die Schützenkaserne, ursprünglich als Jägerkaserne bezeichnet, erhob sich palastartig an der Nordseite des bis 1945 z. T. als Exerzierplatz bezeichneten und auch als Paradeplatz genutzten Alaunplatz und gehörte in ihrer Wirkung zu den monumentalsten Kasernenbauten der Albertstadt. Sie wurde bis 1871 erbaut und ist damit auch die älteste Kaserne der Albertstadt gewesen.
Das Gebäude bestand aus einem zentralen Teil, das burgartig mit Portalen und Türmen versehen war. Die Türme waren etwa acht Stockwerke hoch, das gesamte Gebäude besaß nach Erweiterungen fünf Etagen. Links und rechts waren Gebäudeflügel angesetzt. Der ostwärtige Flügel bildete den Rand der Kaserne und war damit auch etwas länger in der Tiefe.
Im Hintergrund des Gebäudes und auch am westlichen Rand des Areals befanden sich Werkstätten und Versorgungseinrichtungen. Die Kaserne wurde vor dem Hauptteil der Albertstadt angelegt und war so ursprünglich auf Eigenversorgung angewiesen.
1945 wurde die Kaserne zerstört und später abgetragen.

#### Friedrich-August-Kaserne

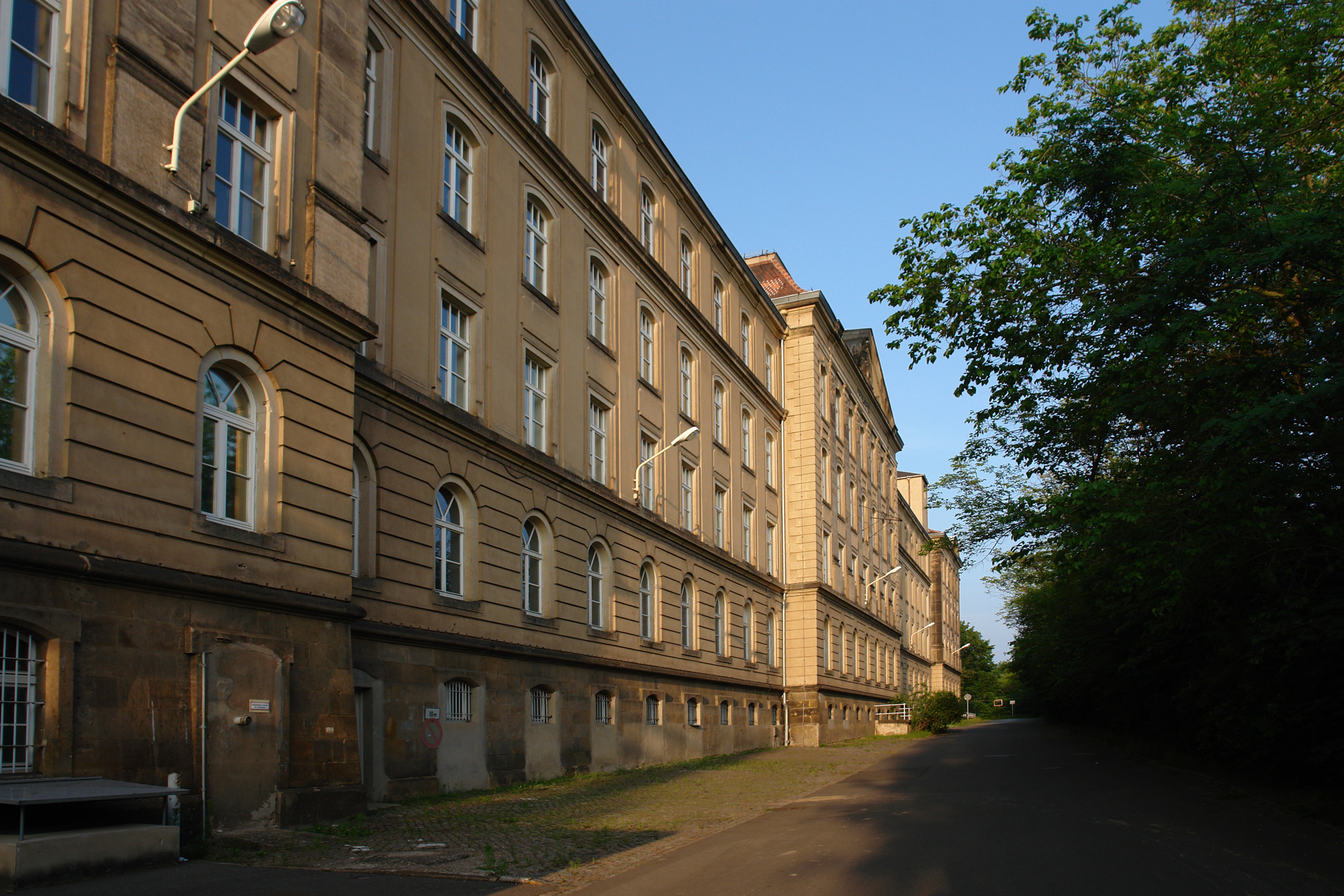
Friedrich-August-Kaserne benannt nach Friedrich August II. (Sachsen)

Die „Friedrich-August-Kaserne“ ist eine weitere Infanteriekaserne an der Marienallee. Sie wurde nachträglich 1894 und 1895 in die Albertstadt gebaut. Das Hauptgebäude dieser Kaserne lag hinter der „Leib-Grenadier-Kaserne“ und folgte dort in zweiter Reihe dem Verlauf der Stauffenbergallee. Die Wache und Tore befanden sich an der Marienallee. Der Ort der Kaserne war so gewählt, dass sie nur eine kurze Wegstrecke von den Schießständen entfernt war. Hinter dem Hauptgebäude lagen die Nebengebäude und Lager für die stationierten Einheiten.
Auf der gegenüberliegenden Seite der Marienallee lag die Kadettenanstalt, die später auch Häuser der „Friedrich-August-Kaserne“ nutzte. 1947 wurde die Kaserne in zivile Nutzung überführt.
Auf diesem Grundstück wurde Alfred von Fabrice in einem noch existierenden Mausoleum an der heutigen Stauffenbergallee (Nordseite, zwischen Carolabrücke und Marienallee) beigesetzt (siehe die Stadtpläne von 1895 und 1917).

#### Fabrice-Kaserne

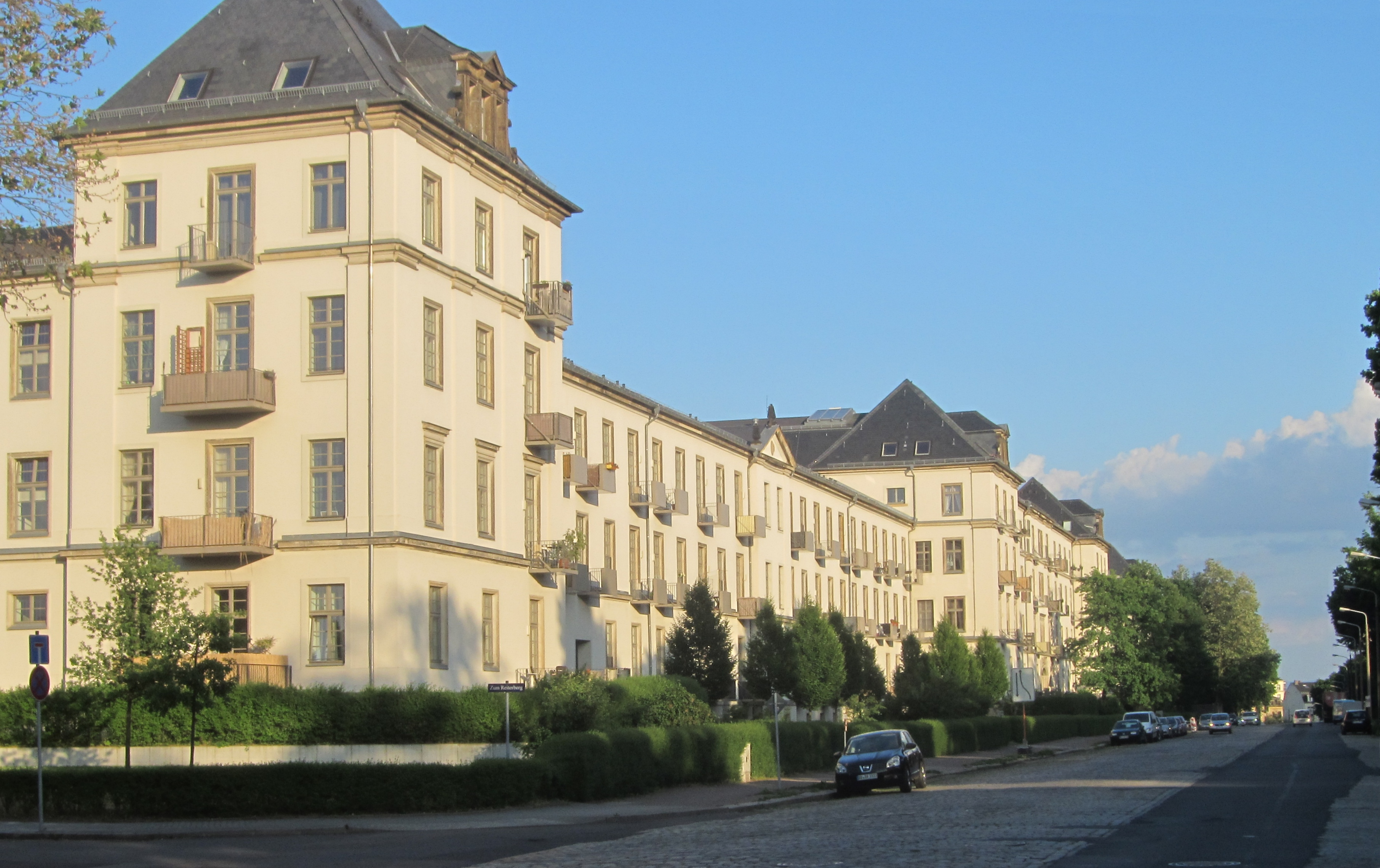
Fabrice-Kaserne im Jahr 2017

Die Fabrice-Kaserne wurde 1878 für eine Kavallerieeinheit angelegt und verfügte über die größten Stallungen und notwendige Einrichtungen für die Haltung von Pferden.
Wie auch bei den Infanteriekasernen entlang der Allee befindet sich das Hauptgebäude mit den Unterkünften im vorderen Teil des Geländes entlang der Allee. Das Hauptgebäude hat vier kurze Seitenflügel. Das Portal zur Hauptstraße befand sich in der Mitte des Gebäudes. Die größeren Ausgänge zum Hinterhof befanden sich an den äußeren Verbindern.
Im Hintergrund standen orthogonal die fünf Stallungen für die Eskadrone, die jeweils 160 Pferde führten. Diese sind durch einen Verbindungsgang verbunden gewesen und befanden sich etwa in der Mitte der Kaserne. Im Hintergrund befanden sich die Nebengebäude, so die Schmiede, das Fourage-Magazin, der Krankenstall und eine vergleichsweise kleine Wagenremise.
2009–2010 wurden in der Kaserne 225 Wohnungen errichtet, Balkone und Terrassen angebaut.

#### König-Albert-Kaserne
Die „König-Albert-Kaserne“ wurde für die Artillerie angelegt. Das Hauptgebäude war baugleich zum Gebäude der Kavalleriekaserne. Beide Gebäude waren nur durch eine kleine Kaserne der Train-Abteilung für zwei ihrer Kompanien getrennt.
Die Feldartillerie benötigte neben Wagenhallen für die Kanonen auch umfassende Stallungen, da Pferde als Zugmittel für die Kanonen dienten. In der Mitte der Kasernenanlage befanden sich deshalb vier große Stallgebäude mit L-förmigem Grundriss, in denen jeweils 100 Pferde und Geschütze für zwei Batterien des Artillerieregiments untergebracht waren. Entlang der hinteren Grenze der Anlage erstreckten sich zwei lange Kammergebäude, vor denen sich noch ein Reithaus befand.
Die Schmiede befand sich neben dem Hauptgebäude an der Allee und seitlich ein großes Lagerhaus für ruhendes Material.
Heute ist die Polizeidirektion Dresden darin untergebracht.

#### König-Georg-Kaserne
Die „König-Georg-Kaserne“ entstand im Jahr 1900 für ein weiteres Artillerieregiment. Sie befindet sich an einer verengten Stelle zwischen Stauffenbergallee und Fabricestraße. Das Gelände ist so vergleichsweise klein. Die Größe des Unterkunftsgebäudes und des Stalls ließen eine Verwendung für zwei Batterien zu. Die Kaserne verfügte noch über mehrere Kammergebäude.
Das Unterkunftsgebäude hebt sich etwas von den sonst neoklassizistischen Kasernengebäuden ab. Die beiden Nebenflügel tragen Stilelemente der Neugotik mit einem zinnenartigen Dachabschluss.
Nach umfangreicher Sanierung ist das Gebäude seit Januar 2015 Sitz des sächsischen Landesamtes für Straßenbau und Verkehr.

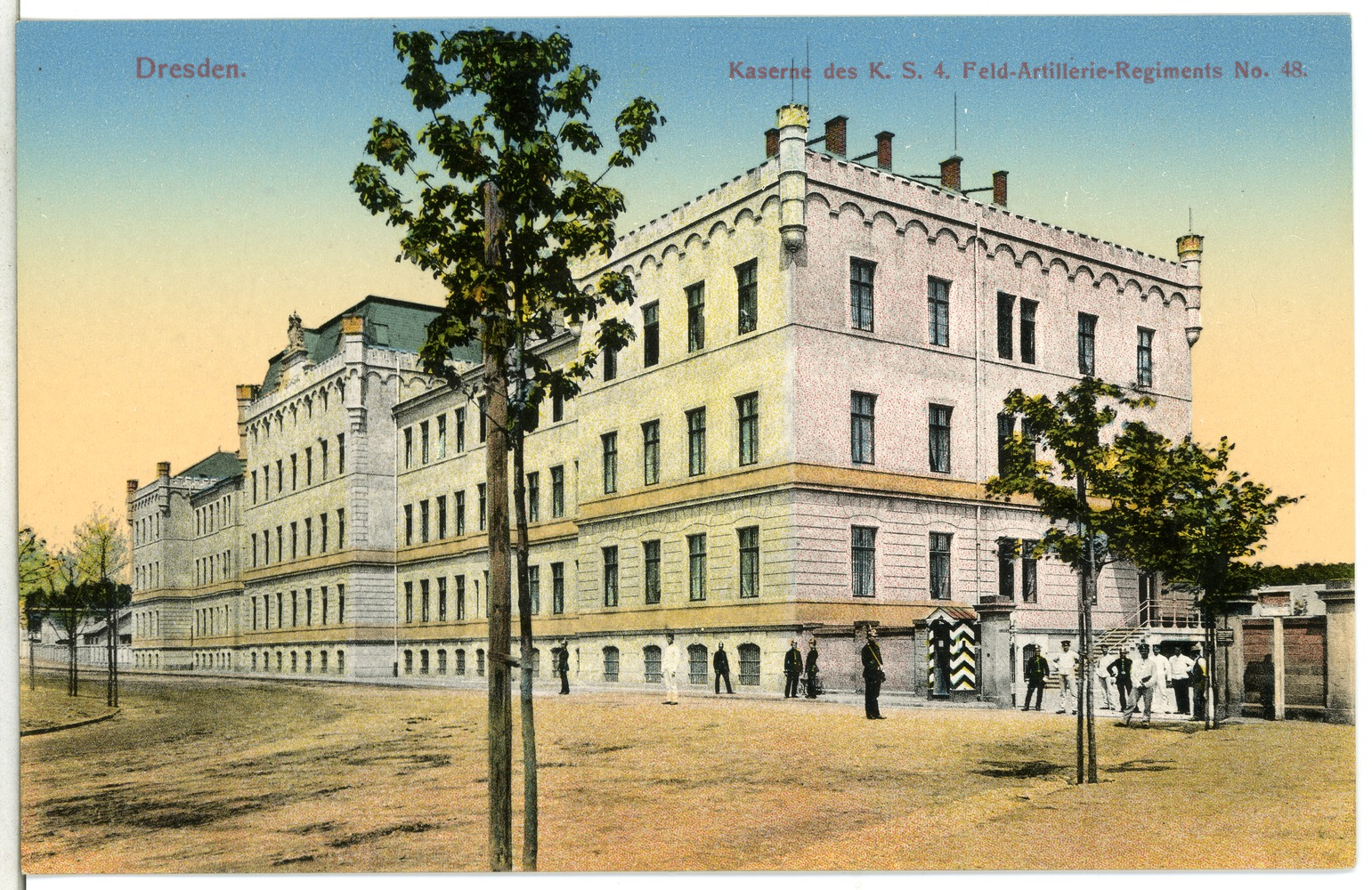
König-Georg-Kaserne 1911
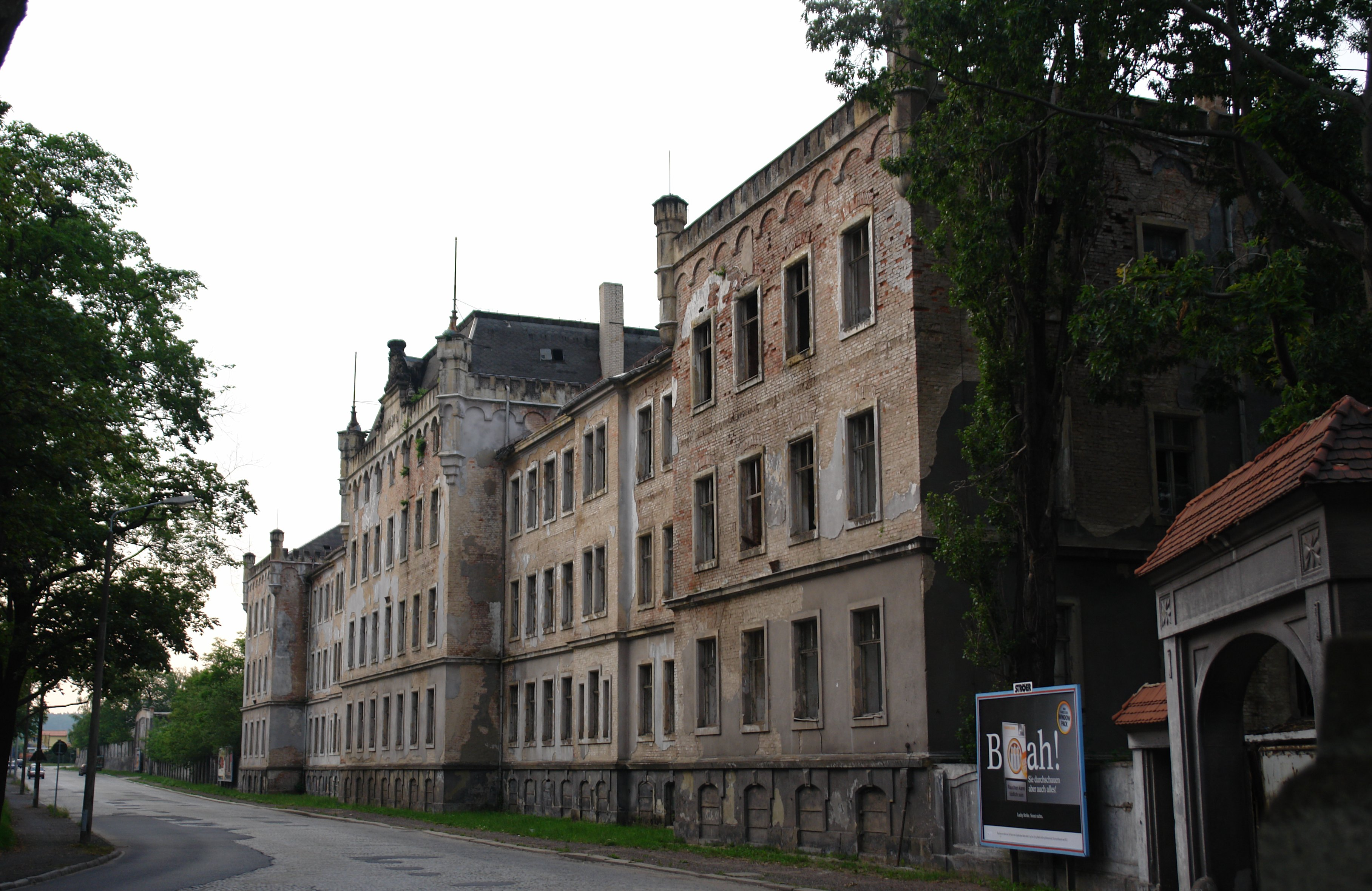
König-Georg-Kaserne 2007
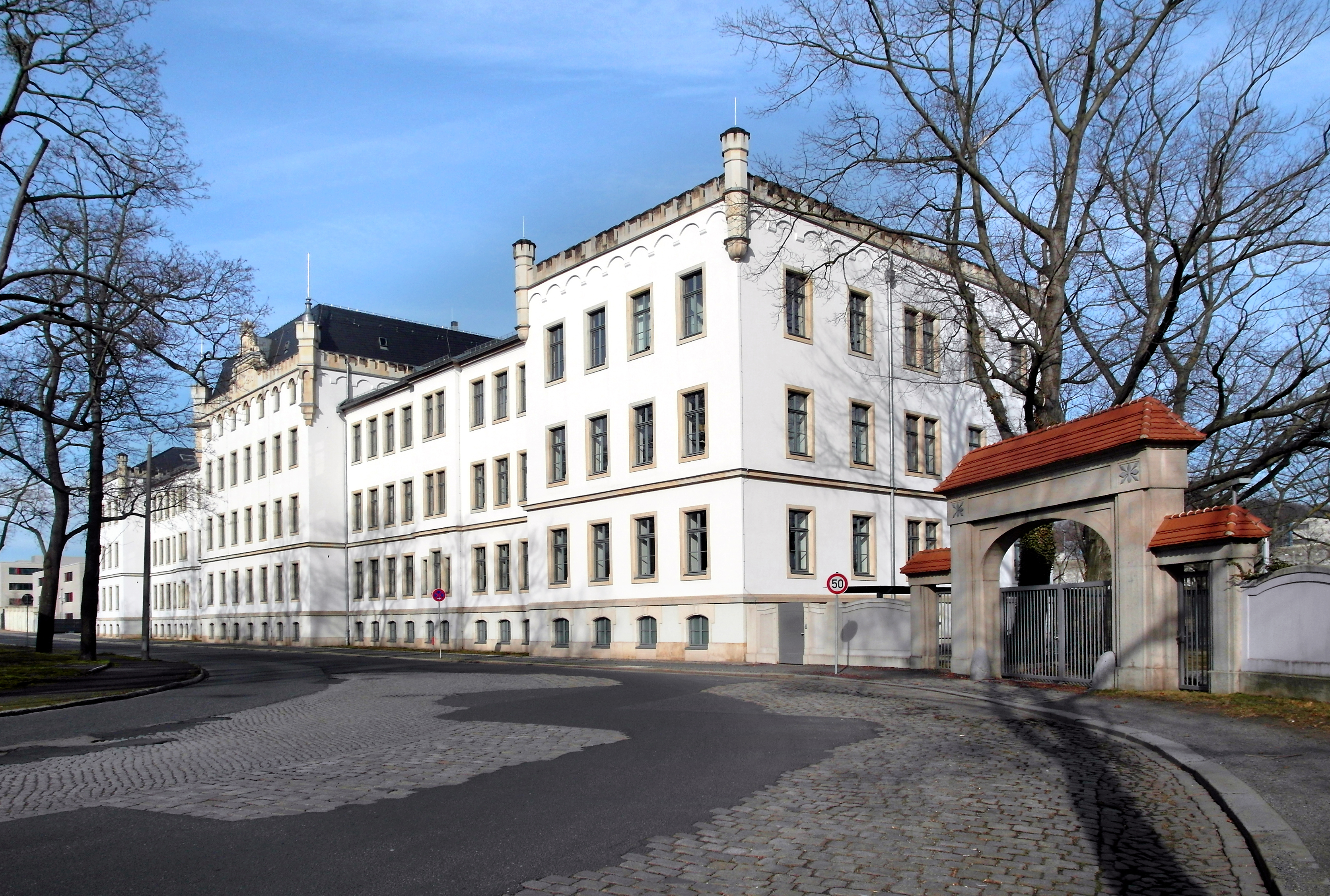
König-Georg-Kaserne 2020

## Wirtschaft

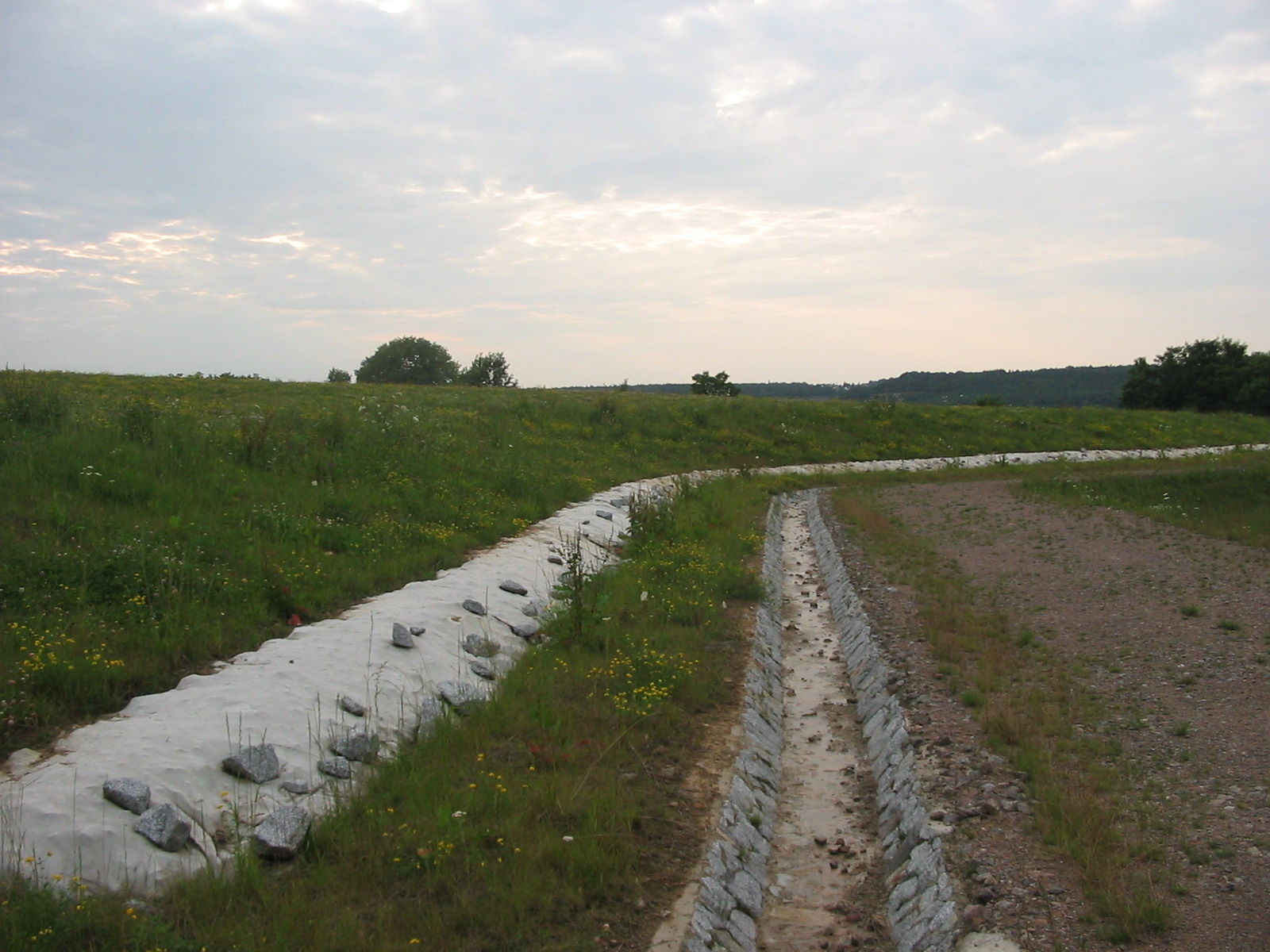
Teile der Exerzierplätze dienen oder dienten als Deponie

### Wirtschaftliche Kennzahlen
Im Jahre 2006 gab es in der Albertstadt 246 Unternehmen, die der Industrie und Handwerkskammer angehörten. Der größte Anteil unter diesen machte mit 37,4 % das Dienstleistungsgewerbe ohne Immobiliengeschäft aus, gefolgt von Industrie mit 13 % und dem Gastgewerbe mit 10,6 %.
Der Wohnungsmarkt in der Albertstadt war 2011 durch einen Leerstand von etwa 18,2 % geprägt, der höher als der durchschnittliche Leerstand in Dresden von 8,4 % lag. Dagegen lag die Arbeitslosenquote in der Albertstadt mit 5,5 % niedriger als die durchschnittliche Dresdner Quote von 7,1 %.

### Verarbeitendes Gewerbe
Nördlich des traditionellen Industriegeländes befand sich bis zu deren Abzug ein Kasernen- und Übungsgelände der Roten Armee. In den Gebäuden ist heute das Technologiezentrum Dresden (Außenstelle Nord), nebenan auf dem ehemaligen Kfz-Stellplatz das Gewerbegebiet TechnoPark Nord entstanden. Nördlich vom renaturierten Übungsgelände liegt das im Waldgebiet neu errichtete Werk von Infineon. Der äußere Dresdner Norden ist vor allem seit 1990 um den Flughafen herum Ziel für große Ansiedlungen von Unternehmen des verarbeitenden Gewerbes wie Globalfoundries in Wilschdorf und das AMTC. Die teilweise denkmalgeschützte Bausubstanz des alten Industriegeländes sowie die damals noch nicht abgeschlossene Sanierung des Übungsgeländes machten die unmittelbare Erweiterung des Industriegeländes durch diese Großansiedlung unmöglich.
Das als Industriegelände bekannte traditionelle Industrieareal um das Heizkraftwerk ist in Dresden und darüber hinaus inzwischen durch Unterhaltungsgewerbe bekannt. Es ist aber auch Sitz von vielen Industrieunternehmen geblieben oder geworden. Zu den großen verarbeitenden Unternehmen gehört der Detroiter Automobilzulieferer Federal-Mogul, der die Goetze AG übernahm, mit zwei Werken. Der französische Elektro- und Nukleartechnikkonzern AREVA hatte den VEB „Otto Buchwitz“ Starkstrom-Anlagenbau Dresden von der zwischenzeitlich firmierenden AEG übernommen, den Standort jedoch teilweise wieder an die aus Coswig stammende Firma SAM A&E abgegeben. In einer weiteren Werkhalle des ehemaligen Starkstromanlagenbaues befindet sich ein Recycling-Unternehmen. Das Projekt „Zeitenströmung“ übernahm das Areal des VEB Strömungsmaschinen und nutzt es bis in die Gegenwart.
Daneben bietet eine Vielzahl von Werkstätten und ehemaligen Werkhallen Raum für kleinere Unternehmen, u. a. Kfz-Werkstätten, Baumaschinenverleihe, Ateliers sowie Auslieferungslager (z. B. Gase, Haustechnik, Kabel, Kugellager).

### Gastronomie
Vielen ist das Industriegebiet vor allem als Veranstaltungsort und Stadtteil großer Diskotheken bekannt. Die Ansiedlung von Großraumdiskotheken in die Strukturen von Industriegebieten als Nachnutzungen der Produktionshallen und Lager ist nicht nur für Dresden typisch. Der Veranstaltungsort Straße E, in namentlicher Fortsetzung der pragmatischen Straßenbezeichnungen der Anfangsbebauung in dem Gebiet, konnte dabei überregionale Bekanntheit erlangen. Daneben befinden sich noch weitere Clubs mit verschiedenem Musikangebot in dem Areal. Die Albertstadt setzt damit an das Zentrum des Nachtlebens in Dresden in der benachbarten Äußeren Neustadt an.
Das einzige Hotel in der Albertstadt ist das „Quality Hotel Plaza Dresden“ an der Königsbrücker Straße, ein First-Class-Hotel mit 293 Betten. Es befindet sich auf dem Gelände des alten und zu DDR-Zeiten als „Liga“ bekannten „Tanzlokals Lindengarten“; davon erhalten geblieben ist nur der Ballsaal als Veranstaltungsraum des Hotels.
Die Backofeneinrichtungen am hohen Ziegel-Schornstein der Heeresbäckerei sind zu einer Gaststätte umgebaut worden.

## Kultur, Freizeit und Sport
Die Albertstadt gliedert sich in das für ganz Dresden wichtige Nachtleben im Norden ein. Das Zentrum des Nachtlebens in der Äußeren Neustadt ist schon zu Fuß zu erreichen. In das Kulturleben inbegriffen sind Kultureinrichtungen wie das Programmkino Thalia in der Neustadt und das Festspielhaus Hellerau. Die Albertstadt profitiert dabei davon, dass sie sich zwischen dem sich zum Szeneviertel gewandelten engen Gründerzeitviertel Äußere Neustadt und der Gartenstadt Hellerau mit dem Europäischen Zentrum der Künste mit ihrer Industriekultur einbringen kann.

### Sport
Die Albertstadt weist sehr wenige Freizeiteinrichtungen auf. Ein Hallenbad befindet sich im benachbarten Stadtteil Klotzsche.
Ganz im Osten der Albertstadt liegt der Sportplatz Jägerpark, Spielstätte des SC Borea Dresden. Der SC Borea ging zum Teil aus der SG Dynamo Heide Dresden hervor, die dort schon zuvor ihre Heimstätte ausgetragen hatte. Er kooperiert mit Dynamo Dresden in der Nachwuchsausbildung und betreibt in der Albertstadt ein Leistungszentrum mit angeschlossenem Internat.
Zwischen Industriegelände und Arsenal befindet sich der von der Stadt geführte Sportplatz an der Meschwitzstraße. Auf diesem tragen die Sportfreunde 01 Nord ihre Fußball- und Tennisspiele aus. Außerdem nutzt die Fußballabteilung der SG Klotzsche den Platz.
Über das Tal der Prießnitz erreicht man von der Albertstadt aus die Dresdner Heide als Naherholungsgebiet. Dieser „Stadtwald“ ist neben den Parkanlagen beliebtes Ziel zum Joggen und Fahrradfahren und bedeckt etwa ein Drittel der Fläche der Albertstadt. Die höchste Erhebung des Waldgebietes, der Dachsenberg, liegt mit knapp 281 Metern etwas höher als die Albertstadt und ist fünf Kilometer von ihr entfernt.

### Militärhistorisches Museum

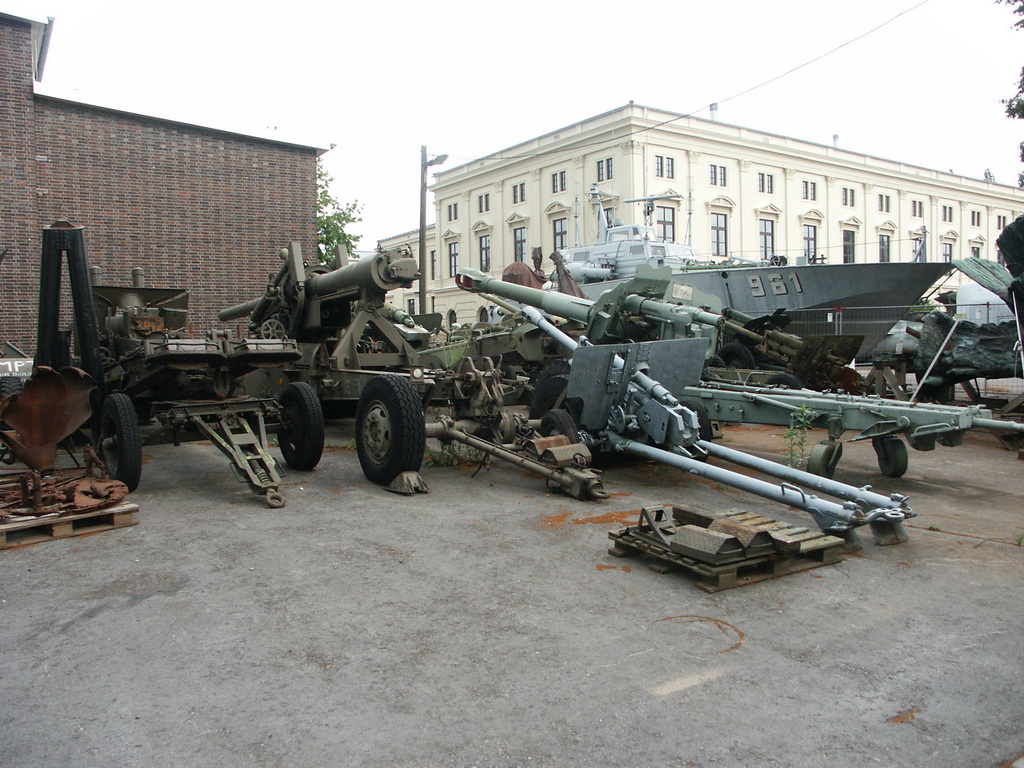
Außenausstellung des Museums

Im Arsenalgebäude befindet sich das Militärhistorische Museum der Bundeswehr, das am selben Ort aus dem Armeemuseum der NVA hervorging. Eine öffentliche Waffenausstellung in diesem Gebäude gibt es seit 1918. Diese bildet als Sammlung der sächsischen Militärgeschichte einen Kern der Sammlung, die sich durch den Kalten Krieg um sowjetische und amerikanische Militärtechnik erweitert hat. Betreiber der historischen Ausstellung ist die Bundeswehr.
Das bekannteste Ausstellungsstück ist der Brandtaucher (das erste deutsche Unterwasserboot). Die Sammlung umfasst auch Flugzeuge und kleinere Boote, die auf einer Außenfläche ausgestellt werden. Ein Schwerpunkt liegt immer mehr auf der Darstellung des militärischen Lebens durch die Ausstellung von Uniformen und Alltagsgegenständen der verschiedenen Armeen.

## Öffentliche Einrichtungen

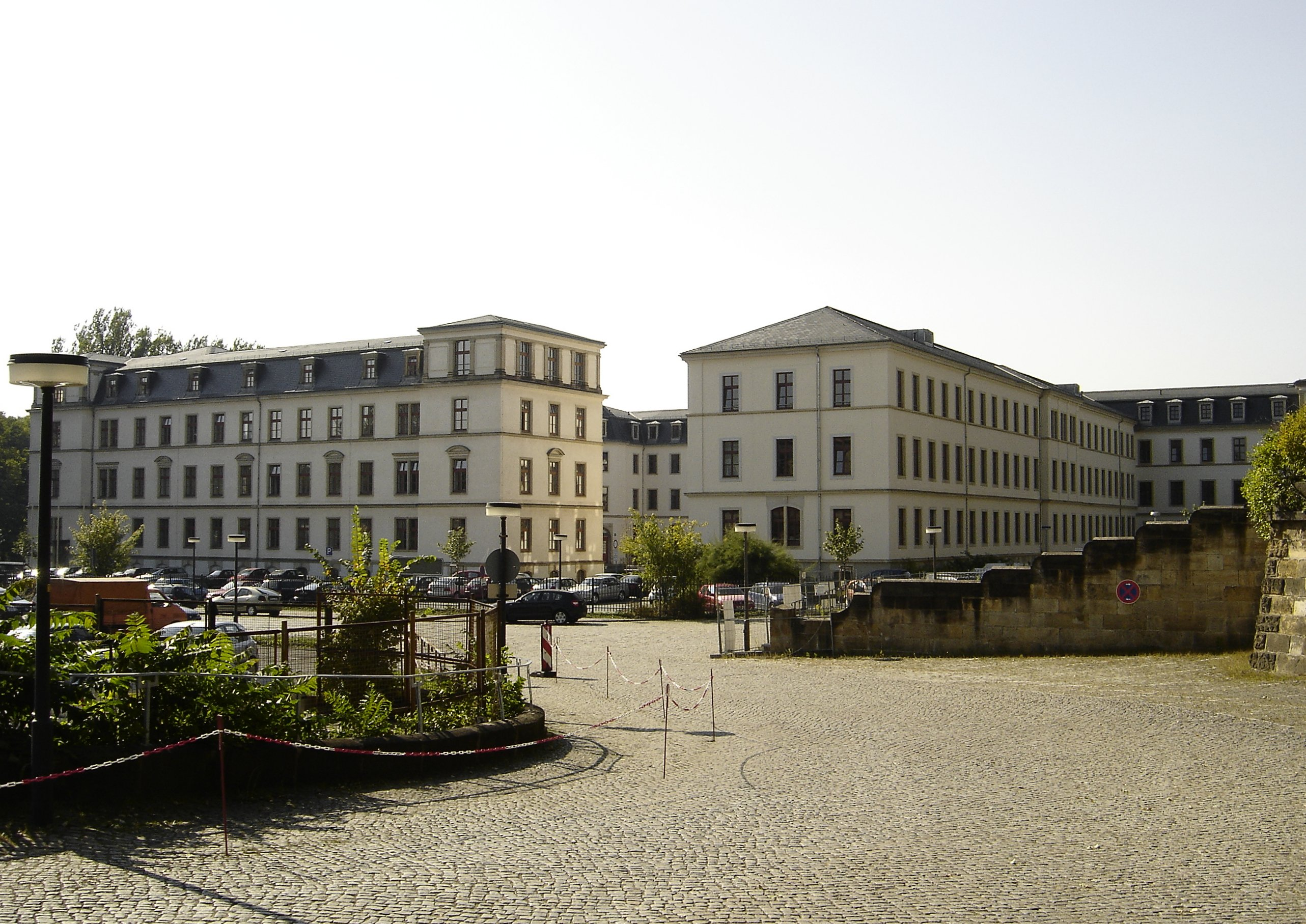
Bürogebäude im Arsenalkomplex

In der Albertstadt befinden sich öffentliche Einrichtungen, die hauptsächlich die Kasernenanlagen nutzen. Auch die Städtische Arbeitsanstalt saß früher in der Albertstadt. Die zivile Umnutzung von militärischen Gebäuden begann schon kurz nach 1945, als viele Institutionen der Landeshauptstadt aus der Innenstadt verlegt wurden und sich die Militärstadt zumindest teilweise zur Verwaltungsstadt wandelte. So wurde unter anderem der Sächsische Landtag in der Albertstadt untergebracht, als kurz nach dem Krieg alle innerstädtischen Versammlungsräume zerstört waren. Auch die Sächsische Landesbibliothek war von 1945 bis 2002 (Zusammenlegung mit der Universitätsbibliothek im Neubau auf dem Universitätsgelände) in einer Kaserne der Albertstadt untergebracht, wodurch andere Kunstsammlungen in das Japanische Palais einziehen konnten.
Die verbliebenen Institutionen sollen dauerhaft in der Albertstadt residieren und bezogen speziell umgebaute und erneuerte Bauwerke. Nach 1990 wurde die Nutzung über öffentliche Einrichtungen und Institutionen vor allem des Landes Sachsen forciert, um eine Nachnutzung der aufgegebenen militärischen Liegenschaften sicherzustellen.

### Landesbehörden
Der Standort Dresden der Landesdirektion Sachsen nutzt nach dem Stab der 1. Gardepanzerarmee der Sowjetarmee die alte „Kaiser-Grenadier-Kaserne“. Die Landesdirektion Sachsen führt die Rechtsaufsicht über die Gemeinden des Direktionsbezirks Dresden. Im selben Gebäude sitzt auch noch das Landesamt für Finanzen. Somit teilen sich die beiden Behörden untereinander die „Kaiser-Grenadier-Kaserne“. Die Eigentumsgesellschaft Staatliche Schlösser, Burgen und Gärten Sachsen befindet sich seit Ende 2006 im alten Wachgebäude der „Kaiser-Grenadier-Kaserne“. Dieses Gebäude befindet sich am südlichen Ende des Komplexes und wird heute als „Torhaus“ bezeichnet, da es früher den Haupteingang zum Kasernengelände bildete.
Am Arsenal sitzt GeoSN (Nachfolger des Landesvermessungsamts Sachsen) und das Sächsische Landesamt zur Regelung offener Vermögensfragen.

### Landesfunkhaus

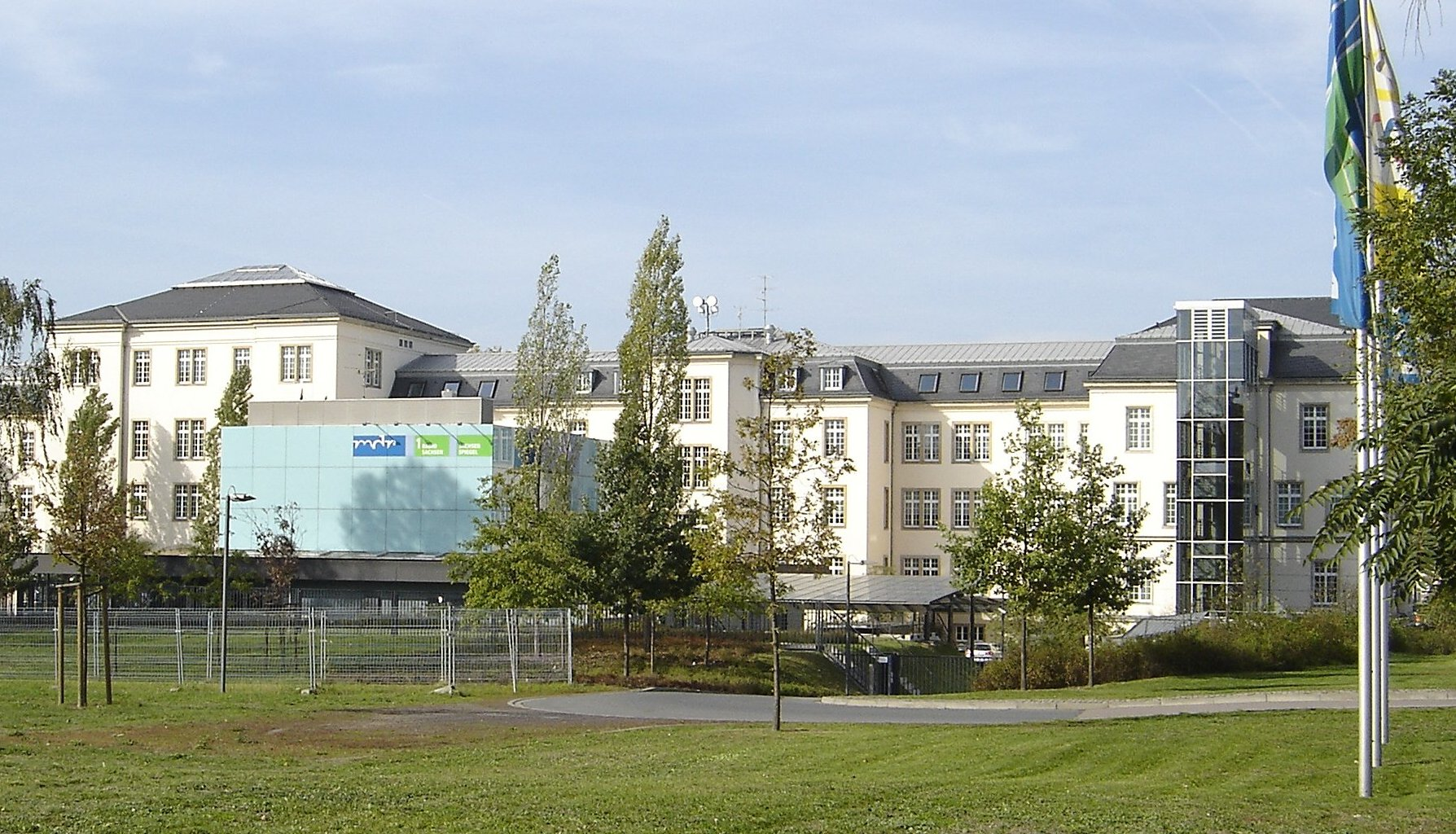
Das Landesfunkhaus Sachsen

Im Landesfunkhaus Sachsen des Mitteldeutschen Rundfunks wird das Regionalprogramm des Fernsehens (z. B. „SachsenSpiegel“) und des Hörfunks für Sachsen (v. a. MDR 1 Radio Sachsen) produziert. Das Landesfunkhaus sitzt in der alten „König-Johann-Kaserne“, die ursprünglich das Pionierbataillon beherbergte. Dort erarbeiten etwa 190 Mitarbeiter Programme, die täglich in Sachsen und unregelmäßig überregional ausgestrahlt werden. Der Umbau des Gebäudes begann 1997 und kostete etwa 70 Millionen Euro.
Anlässlich des bevorstehenden 500. Jubiläums von Luthers Thesenanschlag am Reformationstag 2017 pflanzte der MDR Ende Oktober 2016 eine Lutherlinde im Garten des Landesfunkhauses zum Start der „Baumpatenschaft Lutherbäume 2017“.

### Justizvollzugsanstalt

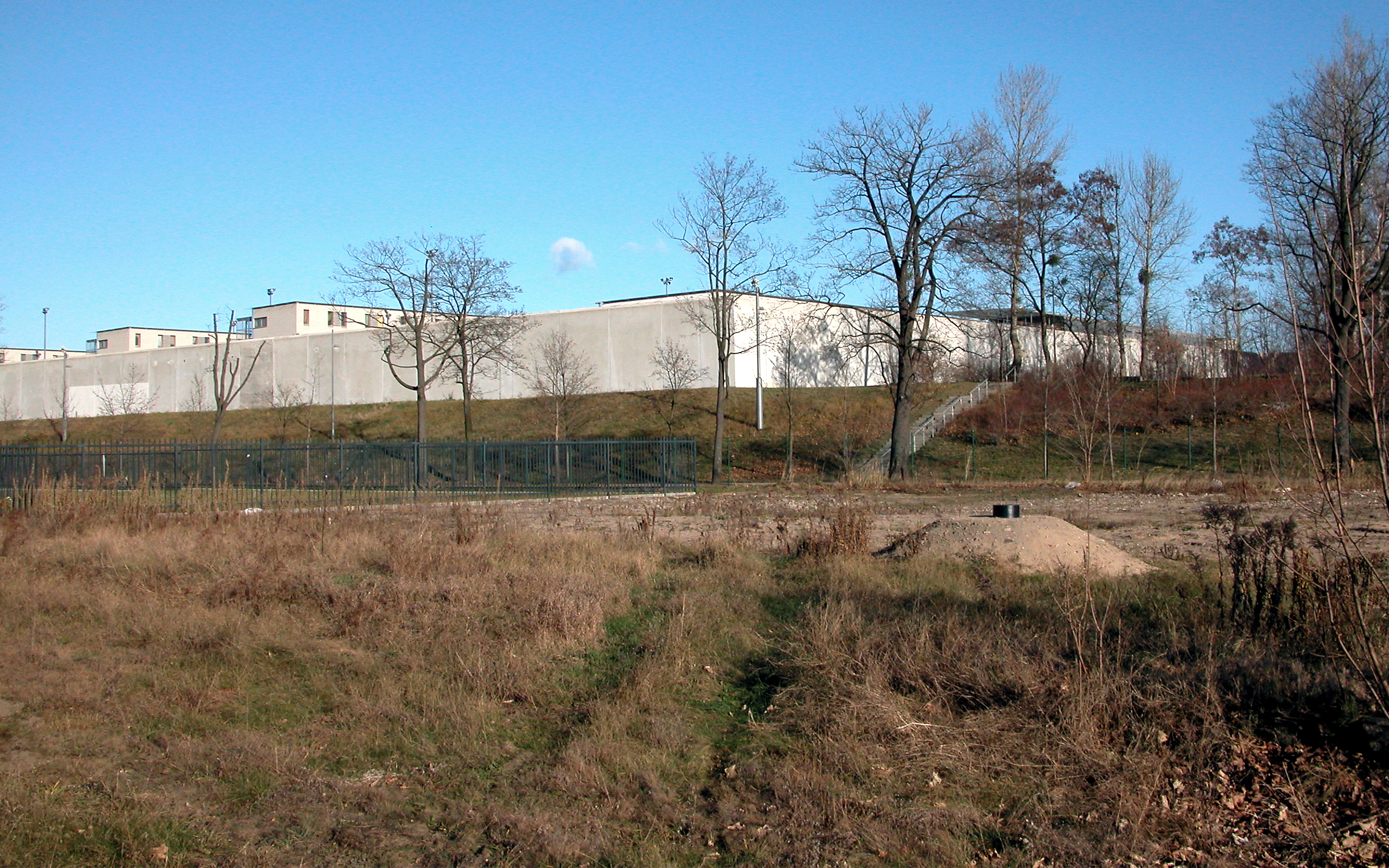
Justizvollzugsanstalt Hammerweg

Im Westen der Albertstadt oberhalb der Artilleriekaserne entstand von 1998 bis 2000 die Justizvollzugsanstalt Dresden als Neubau. Sie wurde bewusst nicht in einer alten Kaserne oder dem alten Militärgefängnis angelegt. Um modernen Maßstäben genügen zu können, wurde die Haftanstalt in sechs Blöcken errichtet, bietet 750 Haftplätze und gehört damit zu den größeren Anstalten in Deutschland. Das größte Gebäude enthält die Werkstätten. Im Ostteil gibt es noch einige Verwaltungsgebäude und den Eingang, der von der Stadt aus gesehen hinter der Justizvollzugsanstalt liegt. Das Areal, auf dem sich die gesamte Anlage befindet, war vorher nicht bebaut, sondern diente als Exerzierplatz und später als Lagerort für Sand und Kies aus den Gruben im Heller.

### Fachgerichtszentrum
Südlich der Stauffenbergallee wurden die restlichen Kasernen zum Fachgerichtszentrum ausgebaut. Darin sind das Verwaltungsgericht Dresden, das Arbeitsgericht Dresden und das Sozialgericht Dresden untergekommen.
Der Freistaat Sachsen investierte etwa 15,2 Millionen Euro in den Ausbau des Gerichtszentrums in den zwei denkmalgeschützten Kasernengebäuden. Auf mehr als 5000 Quadratmetern befinden sich Büros, Archive sowie die Sitzungsräume. Zum Beispiel ein großer Gerichtssaal ergänzte die alten Militärbauten. 182 Justizmitarbeiter sind für das Gerichtszentrum vorgesehen.

### Archive
Das Stadtarchiv befindet sich seit dem Jahr 2000 im Areal der Heeresbäckerei. Eines der Proviantlager wurde so in ein Archiv für Dokumente, Urkunden und Karten nebst Räumen für die Verwaltung umgewandelt. In dem Speichergebäude lagern auf 6000 m² mehr als 50.000 Bestandselemente. Das Stadtarchiv verfügt über einen gegen Gebühr zugänglichen Lesesaal. Erweitert wurde das alte Lagergebäude um ein modernes Glasportal.
Nachdem die Landesbibliothek 2002 in den Neubau am Zelleschen Weg umgezogen war, wurden die Räume unvorhergesehen Lager der Gemäldegalerie Alte Meister, deren Bilderlager im Keller des Zwingers beim Elbhochwasser im August 2002 zerstört wurde. Während des Umbaus des Magazingebäudes des Hauptstaatsarchivs an der Albertstraße diente die Liegenschaft von 2007 bis 2011 als Ausweichobjekt.
Das Militärarchiv der Sächsischen Armee wurde in das Hauptstaatsarchiv Dresden im Regierungsviertel der Inneren Neustadt eingegliedert und besaß ursprünglich eigens errichtete Bauwerke in der Nähe der Infanteriekasernen.

### Weitere Einrichtungen

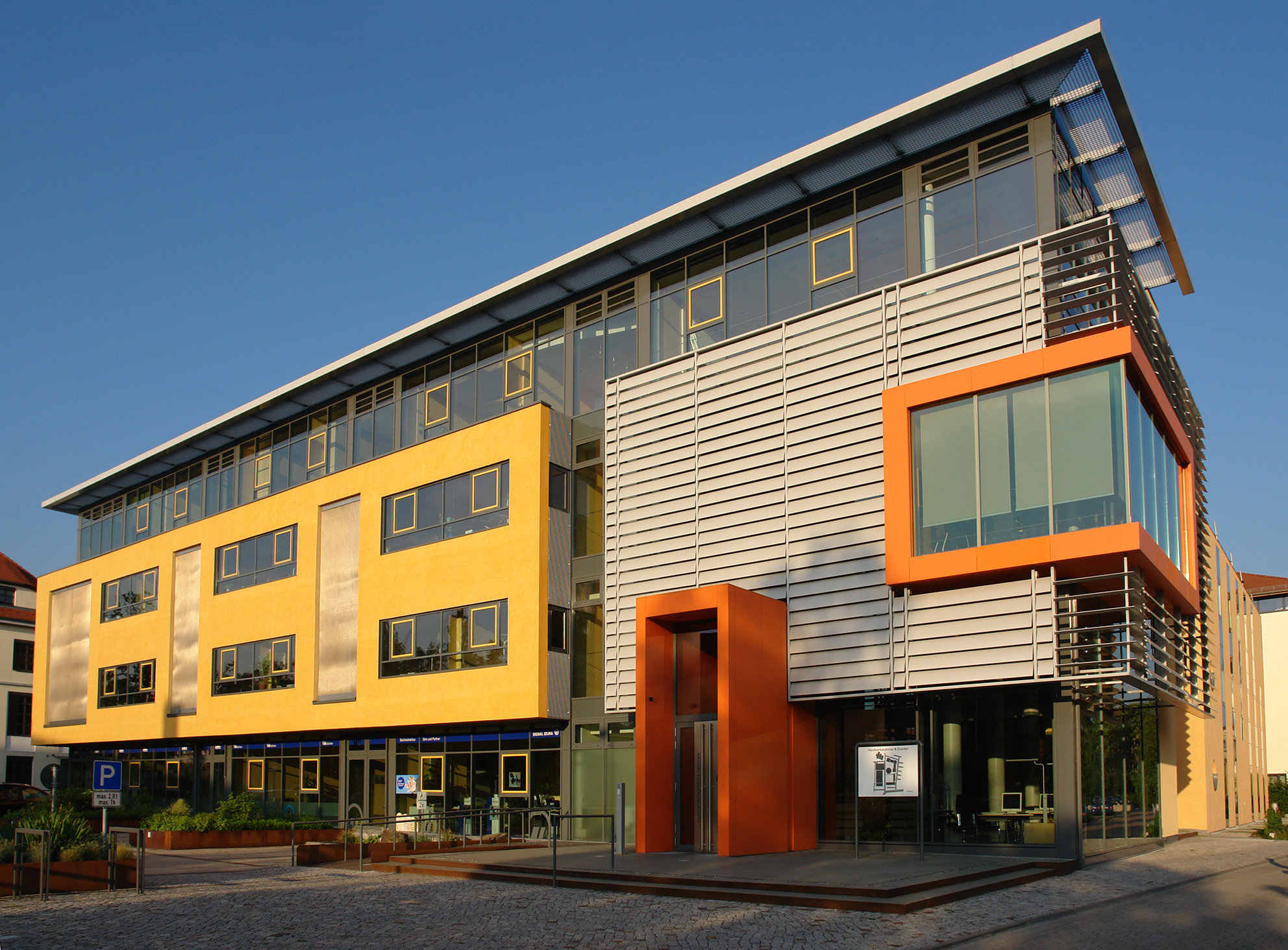
Handwerkskammer Dresden

Im Industriegelände entstand der Hauptsitz der Handwerkskammer Dresden, die im Kammerbezirk Dresden mehr als 20.000 Mitglieder vertritt. Inmitten der Industriebauwerke wurde dazu ein Gebäude im zeitgenössischen Stil erbaut und steht so stellvertretend für einen modernen Umbau des Stadtteils auch im Kontext von denkmalgeschützter Industriearchitektur.
In der Albertstadt gibt es fünf Bibliotheken. Des Weiteren befinden sich zwei Kindertagesstätten und eine Grundschule in der Albertstadt. Eine Oberschule oder ein Gymnasium gibt es im Stadtteil nicht, aber dafür die Sächsische Bäckerfachschule Dresden-Helmsdorf.
In einem Verwaltungsgebäude am Arsenal sitzt eine Außenstelle des Amtsgerichts Dresden.

## Tag der offenen Albertstadt
Seit 2004 öffnen die entlang der Stauffenbergallee angesiedelten Behörden an einem Sonnabend im September alle zwei Jahre zu einem Tag der offenen Albertstadt ihre Türen für die Bevölkerung. Im Jahr 2008 wurden ca. 30.000 Besucher gezählt.